# Karatepe-Arslantaş
Koordinaten: 37° 17′ 44″ N, 36° 15′ 13″ O
Karatepe-Arslantaş, (Karatepe türkisch „schwarzer Hügel“, Arslantaş türkisch „Löwenstein“, auch Aslantaş) luwisch á-za-ti-wa/i-tà-ia-na(URBS) Azatiwataya, ist eine neo-hethitische Ruinenstätte im Landkreis Kadirli der Provinz Osmaniye im Süden der Türkei. Azatiwada, der Ende des 8. bis ins 7. Jahrhundert v. Chr. über ein spätluwisches Kleinreich herrschte, gründete die Hügelfestung mit seinem Palast an einer damals bedeutenden Fernhandelsroute. Sie lag am Fluss Ceyhan, dem antiken Pyramos, im Süden des Taurusgebirges. Da keine Bauwerke nachfolgender Herrscher ausgegraben wurden, dürfte der Ort bald nach Azatiwadas Tod aufgegeben worden sein.
Die Festung ist von einer etwa einen Kilometer langen Mauer umgeben, die zum Teil im Wasser des Arslantaş-Stausees verschwunden ist. Von der Festung sind die Grundmauern einiger Gebäude erhalten, darunter eines vom Bît-Hilâni-Typ. Der Ort ist vor allem wegen der dort gefundenen zwei monumentalen Toranlagen mit bemerkenswerten Reliefs bekannt, die Helmuth Theodor Bossert 1946 entdeckte und die bis heute (2012) unter der Leitung von Halet Çambel (1916–2014) erforscht und restauriert werden. Sie zeigen sowohl Szenen aus dem höfischen Leben als auch mythologische und kultische Bilder. Sie sind zu großen Teilen mit zweisprachigen Texten in Luwischen Hieroglyphen und in phönizischer Schrift versehen, die Bossert als Bilingue erkannte, was maßgeblich zur Entzifferung der damals Hieroglyphen-Hethitisch genannten Schrift beitrug. Eine phönizische Version der Inschrift bedeckt zum Teil auch die überlebensgroße Statue des Wettergottes.
Seit 2020 ist Karatepe-Arslantaş auf der Tentativliste zur Anerkennung als Weltkulturerbe gelistet.

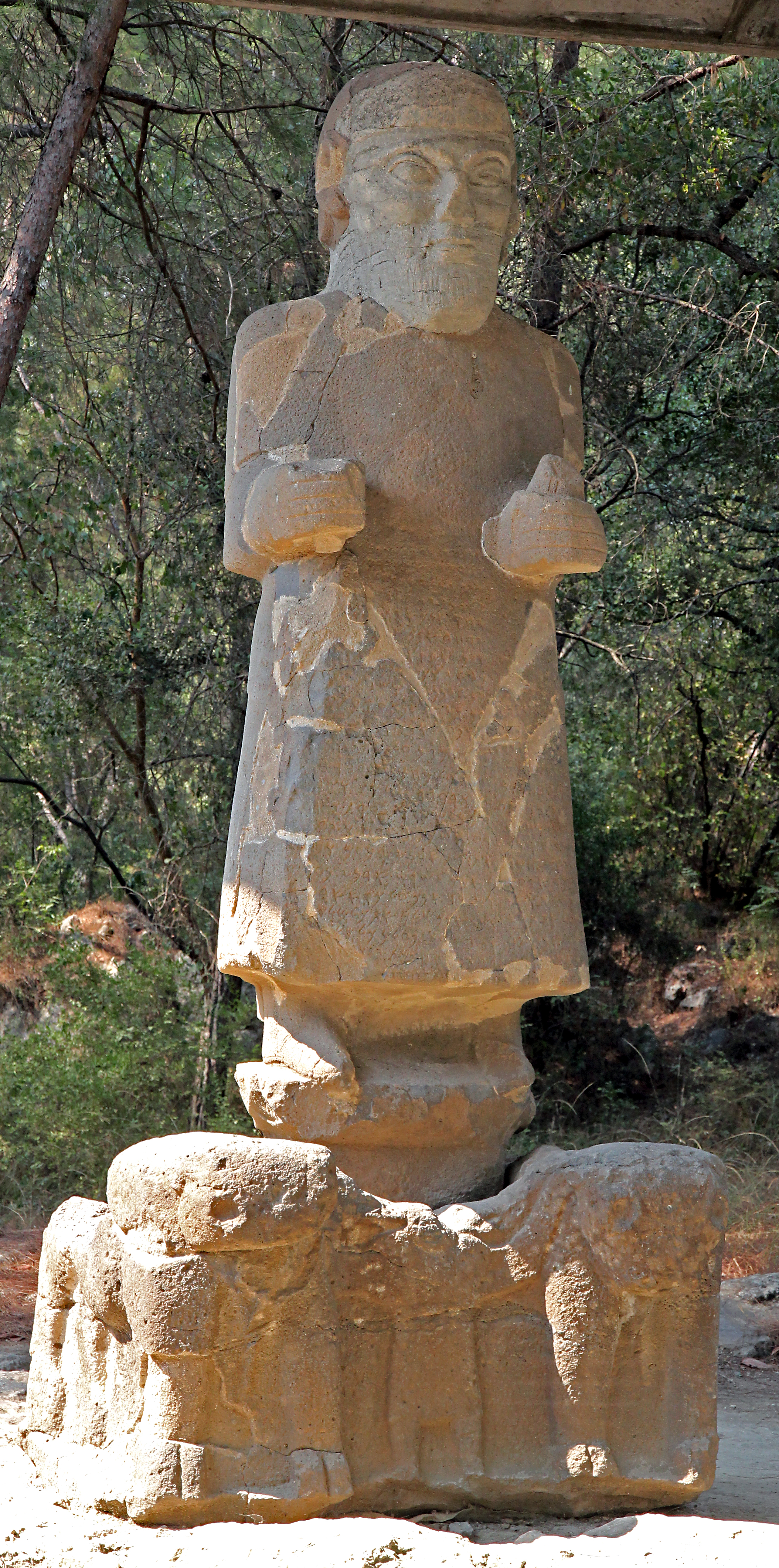
Statue des Wettergottes

## Lage

Umfassungsmauer

Der Palast des Azatiwada liegt auf dem Kalksteinhügel Ayrıca Tepesi etwa 224 m über dem Meeresspiegel in den Ausläufern des kilikischen Mitteltaurus, rund 135 km nordöstlich von Adana. Südlich davon beginnt die Karatepe-Bergkette. Westlich des Burgberges und des Ceyhan-Flusses führte die Karawanenstraße Akyol entlang, die das ebene Kilikien mit dem anatolischen Hochland verband. Sie entspricht einem Teil des antiken Straßennetzes, das von Karatepe im Norden durch den Taurus nach Zentralanatolien und im Süden über den Amanos nach Samʼal (heute Zincirli) verlief. Der heutige Arslantaş-Stausee überflutete das Flussbett und Teile der Festungsmauern. Am gegenüberliegenden Ufer des Ceyhan liegt ein weiterer befestigter Hügel, der Domuztepe. Von dort stammt vermutlich ein Teil des Basalts, der für die Reliefs am Karatepe-Arslantaş verwendet wurde. Bahadır Alkım hat dort bei seinen Grabungen Abbauspuren gefunden.

## Geschichte
Das spätere Kilikien, das etwa dem hethitischen Kizzuwatna entsprach, bestand am Anfang des ersten vorchristlichen Jahrtausends aus den Königreichen Qu'e und Hilakku. Qu'e entsprach ungefähr Kilikia Pedias, dem ebenen Kilikien und Hilakku, das später namensgebend für das ganze Kilikien war, entsprach Kilikia Tracheia, dem rauen Kilikien. Zu Qu'e gehörte auch die Region des heutigen Adana, wo die für die Stadt namensgebenden Danunäer ansässig waren. Zwischen 738 und 732 v. Chr. regierte in Qu'e König Awariku. Er war dem assyrischen Herrscher Tiglat-Pileser III. tributpflichtig, in dessen Tributlisten taucht er unter dem Namen Urikki auf. Awarikus Statthalter war der in Karatepe residierende Azatiwada. Damit kann davon ausgegangen werden, dass dieser in der Regierungszeit des Awariku eingesetzt wurde und die Festung errichtete. Da er in der Inschrift beschreibt, dass er die Nachkommen Awarikus in Adana inthronisiert habe, muss für die Entstehung der Inschrift ein Datum nach dem Tod Awarikus (nach 709 v. Chr.) angenommen werden.
Von einigen Forschern wird Azatiwada gleichgesetzt mit Sanduarri, dem König von Kundi (wahrscheinlich Anazarbos) und Sissu (Kozan), beide nördlich der Ebene von Adana. Sanduarri verbündete sich im 7. Jahrhundert v. Chr. mit der phönizischen Stadt Sidon gegen Assyrien, wurde aber von Asarhaddon gefangen genommen und enthauptet. Diese Gleichsetzung würde zu der von Albrecht Götze beschriebenen luwischen Einwanderung nach Kilikien gegen Ende der assyrischen Herrschaft passen sowie zur Anwesenheit der Phönizier in dem Gebiet. Während jedoch Goetze und andere eine frühere Datierung ins 9. Jahrhundert in die Zeit von Shalmaneser III. vorschlagen, ordnet die amerikanische Archäologin Irene J. Winter die Reliefs nach einer stilistischen Analyse in eine spätere Zeit ein, schließt für die Erbauung der Befestigung jedoch das 9. Jahrhundert nicht aus. Für das Ende der Burg, möglicherweise ihre Zerstörung im Rahmen der Feldzüge des Asarhaddon nach Hilakku (Kilikien), wird allgemein das 7. Jahrhundert angenommen. Spuren von Nachfolgebauten sind nicht gefunden worden, einige wesentlich später zu datierende Mauerzüge im Nordwestbereich der Festung stammen aus byzantinischer Zeit.
Neuere Forschungen schließen eine Datierung Azatiwadas nach 727 v. Chr. jedoch aus und deuten auf eine Datierung seiner Bautätigkeit in die Zeit um 750 v. Chr. hin.

## Forschungsgeschichte
Karatepe wurde 1946 von dem deutschen Archäologen Helmuth Theodor Bossert entdeckt, nachdem unter anderen der örtliche Lehrer Ekrem Kuşcu Hinweise auf einen Löwenstein gegeben hatte. Im Auftrag der Universität Istanbul erforschte er das Gelände gemeinsam mit Halet Çambel und Bahadır Alkım, der für die Türkische Geschichtsgesellschaft arbeitete. Dabei wurden die Toranlagen freigelegt und die Bilingue von Karatepe gefunden, eine zweisprachige Inschrift in Phönizisch und Hieroglyphen-Luwisch. Da der phönizische Teil lesbar war, trug dieser Fund wesentlich zur Entzifferung der damals noch Hieroglyphen-Hethitisch genannten Schrift bei. In den Jahren bis Anfang der 1950er grub Alkım auch am Domuztepe und erforschte das von Karatepe-Arslantaş über den Taurus nach Zentralanatolien und über das Amanosgebirge nach Samʼal (heute Zincirli) führende Straßennetz. Ab 1952 standen die Grabungsarbeiten unter der Leitung von Halet Çambel, während Bossert in Mopsuestia, dem heutigen Yakapınar, nach der im Text Pahri genannten Hauptstadt des Asitawatas suchte. Bis 1957 wurden Restaurierungsarbeiten an den Toranlagen sowie unter der Leitung von Bahadır Alkım weitere Ausgrabungen in einigen Bereichen der Befestigung vorgenommen. In den späten 1950er-Jahren wurden die Toranlagen durch Dächer geschützt, 1958 wurde der Karatepe-Aslantaş-Nationalpark gegründet. In den 1980er-Jahren waren wegen des Baus des Arslantaş-Staudamms Rettungsgrabungen am Domuztepe nötig, die von Mehmet Özdoğan 1983/84 durchgeführt wurden. Während die Restaurierungsarbeiten an den Toren weiterliefen, wurden 1997 unter der Leitung von Martina Sicker-Akman vom Deutschen Archäologischen Institut Istanbul in Zusammenarbeit mit Halet Çambel die Arbeiten an der Festungsarchitektur wieder aufgenommen.
1962 besuchte Paolo Matthiae, damals Mitarbeiter der italienischen Grabung am Arslantepe den Karatepe in Abwesenheit der Ausgrabungsmannschaft, fertigte Fotografien an und veröffentlichte an seiner Universität die unautorisierte Schrift Studi sui Rilievi di Karatepe. Nach scharfen Protesten von Seiten verschiedener Institutionen zog die Universität die Veröffentlichung zurück. Daraufhin wurde auf dem Gelände ein striktes Fotografierverbot erlassen. Für die Publikation über die Bildwerke des Karatepe, die Halet Çambel und Aslı Özyar 2003 veröffentlichten, wurden die Reliefs von Dieter Johannes, dem damaligen Fotografen des Deutschen Archäologischen Instituts in Istanbul, neu aufgenommen und danach das Fotografierverbot aufgehoben.
Das Gelände ist heute als Freilichtmuseum dem Archäologischen Museum Adana angegliedert und wurde bis zu ihrem Tod 2014 von Halet Çambel geleitet.

## Festung

Plan von Karatepe

Ein zweigeteilter Mauerring umgibt den Burgberg, auf dem der Palast stand, wobei der westliche und östliche Teil des Systems nicht miteinander verbunden sind. Der Durchmesser der Befestigung beträgt in Nord-Süd-Richtung etwa 375 Meter, in West-Ost-Richtung 195 Meter, der Umfang liegt bei etwa einem Kilometer. Die Mauern sind im Schnitt etwa vier Meter stark und verfügten über 28 Türme und fünf Tortürme. Teile der äußeren Befestigung im Osten sind heute vom Stausee überflutet. Die Errichtung der Mauern auf dem gewachsenen, zerklüfteten Felsen erforderte teilweise eine Unterfütterung von Felsspalten, oder das Abtragen von Felspartien. Vor allem im steilen zum Fluss hin gelegenen Ostteil der Anlage bestand die Gefahr einer Unterspülung des Mauerwerks durch abfließendes Regenwasser. Deshalb wurde im gesamten Bereich der Festung ein komplexes Entwässerungssystem eingerichtet, dessen Kanäle sich unter Mauern und Gebäuden durchziehen. Eine Vormauer an der steilen Ostseite des Berges schützte den Zugang zum Fluss, womit die Wasserversorgung gewährleistet wurde. Der Zugang erfolgt durch zwei monumentale Toranlagen im Norden und Süden. Die Mauerreste nordwestlich und südöstlich des oberen, südlichen Tores werden als Kasernen beziehungsweise als Depot gedeutet. Ein daran anschließender Raum in unmittelbarer Nachbarschaft zum Südtor ist mit Felsbearbeitungen wie Näpfchen und Schalenfelsen ausgestattet. Dieses und die Nähe zum Standbild des Wettergottes lassen möglicherweise auf eine kultische Funktion des Raumes schließen. Weiter nördlich liegen Reste eines allgemein als Palast interpretierten Gebäudes. Im nördlichsten Areal des ummauerten Bereichs liegt ein weiterer Gebäudekomplex, dessen Funktion nicht bekannt ist.

### Palast
Der als Palast bezeichnete Gebäudekomplex liegt an der höchsten Stelle des Hügels und misst 45 Meter in West-Ost- und 65 Meter in Nord-Süd-Richtung. Erhalten sind lediglich 40 Zentimeter über den gewachsenen Fels reichende Reste der Grundmauern. Um einen Hof von 22 × 30 Metern gruppieren sich in unregelmäßiger Anordnung eine Anzahl Räume. Nördlich des Hofes liegt ein nach Süden offener Raum, dessen Eingangsöffnung von zwei Basaltblöcken flankiert wird. Bahadır Alkım sieht darin Säulensockel und erkennt damit in der Anordnung der nördlichen Bauelemente den Grundriss eines Bît Hilâni, eines im gesamten Nahen Osten und in Kleinasien verbreiteten Gebäudetyps, der aus mehreren kleinen Räumen besteht, die um einen offenen, breiten Eingang gruppiert sind, der von Säulen eingerahmt wird.
Aufgrund von teilweisen Überbauungen und leichten Abweichungen in der Ausrichtung lässt sich erkennen, dass der Komplex in mindestens vier Bauphasen errichtet wurde. Von der ersten Phase sind lediglich eine Treppe und wenige Mauerreste westlich des Palastgebäudes erhalten. Sie ist in den anstehenden Fels gearbeitet und durch jüngere Mauern im Osten überbaut. Ein späterer Kanal aus Phase 2 ist als Rinne in die Treppe eingeschlagen.
Zur zweiten Bauphase gehören die Räume, die im Norden das Bît Hilâni bilden. Rechts und links der mit Säulen eingefassten 12,5 Meter breiten Vorhalle liegen zwei quadratische Gebilde, möglicherweise Türme. Dahinter folgt der Hauptraum in gleicher Breite und 7,5 Metern Tiefe, daneben im Osten ein länglicher Raum und im Westen eine Gruppe von vier nebeneinanderliegenden und drei davor angeordneten Räumen. Von der Mitte des Hilânis aus wird der Bau über Kanäle nach Osten aus dem Gebäude heraus und nach Westen durch die anderen Räume entwässert. Die Kanäle liegen unterhalb des Fußbodenniveaus und messen 20 bis 30 Zentimeter in der Breite, sie sind von 10 bis 30 Zentimeter hohen Randsteinen eingefasst.
In Phase 3 wurde der Bît Hilâni umgebaut, wobei die vorhandenen Mauern zum Teil überbaut wurden. Der Hauptraum wurde um die seitlich angrenzenden Teile erweitert. Die Basaltbasen im Vorraum entstanden wahrscheinlich erst in dieser Phase, im westlichen Anschlussraum an den Hauptraum wurden ebenfalls Basaltsockel gefunden. Im Süden kamen zwei Gebäudeflügel hinzu sowie eine Mauer im Osten, wodurch jetzt der Hof als zentrales Element zustande kam. Durch einen langen Raum und mehrere kleine im Westen schließt dieser südliche Teil an das Hilâni im Norden an, wobei die Ausrichtung leicht gegeneinander versetzt ist. Die Kanäle aus Phase 2 sind durch die neuen Mauern teilweise gestört, was darauf hinweist, dass sie in dieser Zeit nicht mehr genutzt wurden. Neue Kanäle führen durch die südwestlichen Räumlichkeiten nach außen und weiter unter einem gepflasterten Weg. Von der Pflasterung des Hofes sind an einigen Stellen Reste erhalten.
In Phase 4 wurde das Hilâni auf der ganzen Breite nochmals nach Norden erweitert, wobei Lagen aus verstürztem Mauerwerk überbaut wurden. Hier zeigen sich deutlich unterschiedliche Mauertechniken. Während die Mauern bis Phase 3 kleinsteinig errichtet sind, wurde bei Phase 4 ein größeres, polygonales Mauerwerk verwendet.
Einige Reste von Mauern im nordwestlichen Bereich, die über die vorhandenen hinweg gebaut sind, ohne auf vorhandene Niveauunterschiede von bis zu einem Meter Rücksicht zu nehmen, deuten auf eine Bautätigkeit in wesentlich späterer, möglicherweise byzantinischer Zeit hin. Bei Kumkale, flussaufwärts, liegt ein byzantinischer Stützpunkt, der wohl auch die bereits von Alkım gefundenen vereinzelten byzantinischen Scherben erklärt.
Marina Sicker-Akman, die seit den 1990er-Jahren die Architektur auf dem Karatepe untersucht, fasst zusammen, dass sich in den Bauwerken die hethitische Bautradition mit dem Element des Bît Hilâni und dem Hof ebenso widerspiegelt wie nordsyrische, aramäische Einflüsse. Die von Alkım vermuteten Holzsäulen könnten auf Kontakt zur kretischen Kultur hinweisen.

### Toranlagen
Den Zugang zur Burg bildeten zwei Toranlagen im Nordosten und Südwesten der Umfassungsmauer, einfachheitshalber als Nordtor und Südtor bezeichnet. Zu diesen führten Rampen, die dem natürlichen Geländeverlauf folgten. Die Tore waren durch in die Burgmauer eingebundene vorgelagerte beziehungsweise flankierende Türme geschützt. Die Rampen führten zunächst in einen überdachten Vorhof, an den sich nach innen ein Tor aus zwei hölzernen Flügeln anschloss. Davon sind noch die Schwellen sowie an beiden Seiten Türangelsteine erhalten. Dahinter folgten rechts und links je eine Kammer. Die Wände waren im Sockelbereich aus Bruchsteinen mit Lehmmörtel, darüber mit ungebrannten Lehmziegeln ausgeführt, wobei von letzteren nur geringe Reste erhalten sind. Innen waren sie mit Orthostaten ausgestattet, die Reliefs und Beschriftungen trugen. Sie stehen auf Basaltsockeln, die großenteils ebenfalls beschriftet sind. Zwischen Sockeln und Orthostaten sowie darüber, zum aufgehenden Bruchsteinmauerwerk hin, waren Holzbalken eingelassen. Die Beschriftungen in luwischer und phönizischer Schrift und Sprache, die zum Teil ganze Orthostaten bedecken, aber auch auf Sockeln, Reliefs und den Torlöwen zu finden sind, bilden die Bilingue von Karatepe. Hinter dem Südtor befand sich ein heiliger Bezirk, in dem die Statue des Wettergottes stand, die jetzt links hinter dem Tor aufgestellt ist. Auch die Statue ist Träger einer Version des phönizischen Teils der Bilingue.
Die Reliefs, einschließlich der Portallöwen und -sphingen, werden nach Çambel mit einer Kombination von zwei Groß- und einem Kleinbuchstaben sowie einer Ziffer bezeichnet. Dabei steht der erste Großbuchstabe ‚S‘ oder ‚N‘ für Süd- oder Nordtor, der zweite ‚V‘ oder ‚K‘ für Vorhof oder Kammer, der dritte, kleine Buchstabe ‚r‘ oder ‚l‘ für rechts oder links. Die Ziffern folgen einer durchlaufenden Nummerierung von der Außenseite der Tore nach innen. Die Inschriften werden Ho und Pho für Hieroglyphen beziehungsweise Phönizisch am oberen Südtor oder entsprechend Hu und Phu am unteren Nordtor benannt.
Die Bildwerke sind zum Teil unvollendet. Die Szenen wurden zunächst in den Stein eingeritzt, danach wurde der Stein mit wahrscheinlich eisernen Meißeln abgetragen. An Unterschieden in Technik und Stil ist erkennbar, dass mindestens zwei verschiedene Steinmetzen an den Darstellungen gearbeitet haben. Die Höhe der Orthostaten liegt, soweit sie vollständig erhalten sind, zwischen 1,41 und 1,10 Metern, die Breite reicht von 1,77 Metern beim Portallöwen NVr 1 bis zu etwas über 20 Zentimetern bei bildlosen Bindersteinen.

#### Nordtor

Grundriss Nordtor

##### Vorhof rechts

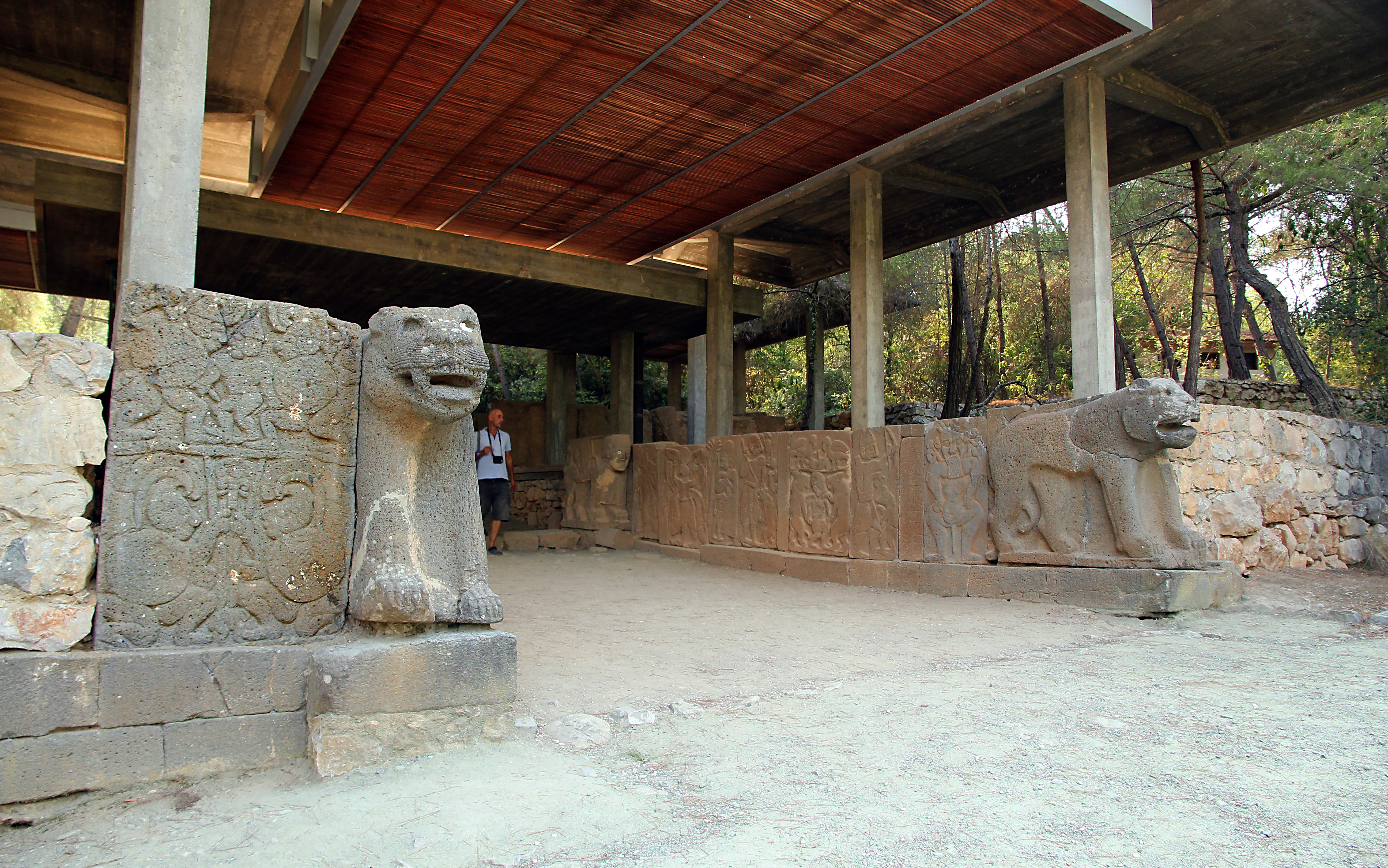
Nordtor mit Portallöwen und Relief NVl 0

Stillende Göttin NVr 8

Die Bildwerke am Vorhof des Nordtors beginnen rechts mit einem Portallöwen NVr 1. Er besteht aus vier Fragmenten, von denen der Kopf 100 Meter entfernt im Wald gefunden wurde. Vorderbeine und Kopf sind plastisch, der Körper als Relief ausgeführt. Auf dem Rücken sowie auf einem eingesetzten Keilstein, der als Auflage des aufgehenden Mauerwerks diente, sind Teile der luwischen Inschrift Hu 8 angebracht. Es folgt als NVr 2 ein Abbild des ursprünglich ägyptischen Gottes Bes. Er trägt eine siebenteilige Federkrone, Gesicht und Körper sind von tiefen Falten durchzogen. Er hat einen stilisierten Schnurr- und Kinnbart, der über die Brust herabhängt. Unterhalb des Körpers sind ein Phallus und dahinter ein herabhängender Schwanz zu sehen. Auf seinen Schultern sitzen zwei Affen, die die Hand zum Mund führen. Der Kopf der Figur ist im Verhältnis zum Körper erheblich zu groß, was aber zu der für Bes typischen zwergenhaften Darstellung passt. Die für Bes-Darstellungen charakteristische frontale, stark symmetrische Ansicht und die großen Augen mit einem durchdringend anmutenden Blick deuten möglicherweise auf eine Abschreckungs- oder Schutzfunktion hin. Dazu passt sowohl die Lage direkt hinter dem Portallöwen, als auch die eines weiteren Bes hinter der Portalsphinx zur rechten Kammer. Der folgende, schmale Orthostat NVr 3 trägt den Abschnitt Hu 9 des Textes, der in kleinen Teilen auf die rechts und links benachbarten Bildwerke übergreift.
Auf NVr 4 schließt sich die Abbildung eines Bogenschützen, wahrscheinlich eines Jägers oder Jagdgottes, mit einem Bären an. Der links stehende, nach rechts gerichtete Mann hält in der linken Hand den Bogen, in der rechten drei Pfeile, über der Schulter ist ein Köcher sichtbar. Die Kleidung mit hoher Mütze, Wickelrock und kurzärmligem Hemd taucht auch bei einigen anderen Personen auf. Vor ihm steht ein aufgerichteter Bär mit vorgestreckten Tatzen. Die menschliche Gestalt ist etwa doppelt so groß wie das Tier, was wohl auf Überlegenheit hindeuten soll. Der nächste Bildstein NVr 5 ist etwa im Verhältnis 1:3 horizontal aufgeteilt. Der obere, kleinere Teil zeigt zwei Raubvögel, vermutlich Geier, die sich über ein ziegenartiges totes Tier beugen, das alle viere von sich streckt. Im unteren Feld ist in der Mitte eine Person zu sehen, die mit zwei Löwen kämpft. Diese stehen aufrecht zu beiden Seiten und schlagen je eine Vorderpranke in seine Schultern, während er mit beiden Händen ihre andere Pranke hält. Dieses Motiv des mit Löwen kämpfenden Helden ist bereits seit dem 4. Jahrtausend aus mesopotamischen Darstellungen bekannt. Die Szene der beiden Geier mit Ziege in der Mitte taucht unter anderem auf Siegeln vom Tell Zubeidi im Irak und auf einem goldenen Becher aus Marlik im Iran auf.
Nach einem schmalen Stein ohne Abbildung (NVr 6), der nur als Zwischenstück dient, folgt auf NVr 7 eine weitere Löwenjagdszene, wobei der Kämpfer diesmal, erkennbar an der die Platte ausfüllenden Größe, ein allerdings nicht genau zu identifizierender Gott ist. Er steht links, bekleidet mit runder Kappe, kurzärmligem Hemd und Wickelrock mit Gürtel. In der Rechten hält er einen Speer, mit dem er auf den vor ihm aufrecht stehenden, nur halb so großen Löwen zielt. Über dem Löwen und vor dem Gesicht des Speerträgers ist, ohne erkennbaren Zusammenhang, ein Raubvogel, wohl ein Habicht, abgebildet, der einen Hasen geschlagen hat. Das Gefieder auf der Brust und den erhobenen Flügeln ist gut zu erkennen.
Der nächste Orthostat mit der Nummer NVr 8 zeigt eine Göttin, die neben einer Palme stehend einen Knaben stillt. Sie steht rechts in einem chitonartigen Gewand und bietet dem kleineren Knaben die Brust. Dieser steht links, etwas höher als die Mutter, und hat den Kopf zum Trinken zurückgelegt. Beide haben jeweils einen Arm um den anderen gelegt. Am linken Bildrand steht leicht nach rechts geneigt eine Palme mit kreuzschraffiertem Stamm und herabhängenden Dattelrispen. Ob ihr eine Bedeutung, etwa als Fruchtbarkeitssymbol, zukommt, oder ob sie lediglich dem optischen Gleichgewicht der Darstellung dient, ist ebenso wie bei dem Vogel in NVr 7 nicht zu entscheiden. Über die Identität der Figuren kann nur spekuliert werden. Dass die große Figur eine Göttin darstellt, scheint gesichert, der Knabe kann ebenfalls ein Gott sein oder der Herrscher. Die schützende Umarmung durch einen Gott ist aus hethitischen Darstellungen auf Siegeln oder aus Yazılıkaya (Tudhalija IV. und Šarruma) bekannt, das Motiv der stillenden Göttin hat möglicherweise seinen Ursprung in Ägypten, wo es häufig auftaucht und von wo es über phönizische Handwerker nach Kilikien gekommen sein könnte. Halet Çambel schlägt als weitere Möglichkeit die Deutung als das hurritisch-hethitisch-luwische Mutter-Sohn-Paar Ḫebat und Šarruma vor.

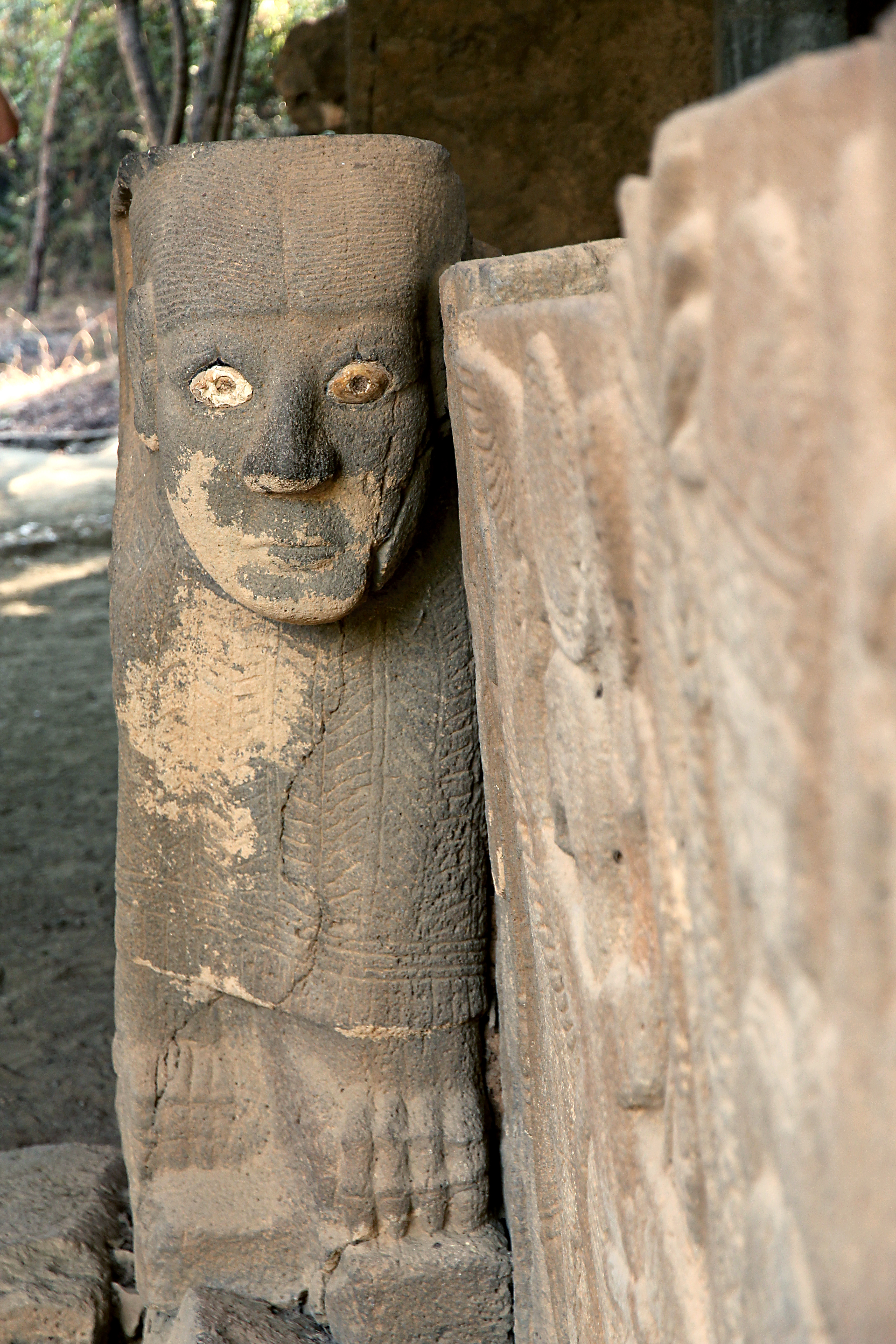
Portalsphinx NVr 13

Auf dem anschließenden Stein NVr 9 ist ein geflügelter, vogelköpfiger Schutzgeist (Genius) abgebildet. Seine Hände sind erhoben und tragen eine Flügelsonne. Der Kopf ist der eines Raubvogels mit gekrümmtem Schnabel, der menschliche Körper ist ähnlich den männlichen Figuren gekleidet. Von den beiden Flügelpaaren, die ihm aus den Seiten wachsen, hält er eines nach oben und eines nach unten. Ähnliche geflügelte Mischwesen finden sich auf dem Tell Halaf. Die geflügelte Sonne ist aus hethitischen Darstellungen als Merkmal eines Gottes zum Beispiel aus Eflatun Pınar bekannt oder als Herrschersymbol von den Königskartuschen in Yazılıkaya. Links zwischen den Flügeln sind Hieroglyphen eingemeißelt, die zu der Inschrift Hu 11 auf dem benachbarten, nur 21 Zentimeter breiten Orthostaten NVr 10 gehören. Das Relief NVr 11 zeigt einen nach links schreitenden Gott, der über den Schultern eine Ziege trägt. Er hält das Tier mit beiden Händen an Vorder- und Hinterbeinen, außerdem in der rechten Hand einen Streitkolben. An einem von der Schulter hängenden Riemen ist ein Kurzschwert befestigt. Er trägt die übliche Männerkleidung einschließlich einer runden Mütze mit hochgeklapptem Ohrenschutz, auffällig sind die kurzen Stiefel, bei denen Details von Zunge, Schaft und Verschnürungen zu erkennen sind. Der Streitkolben, zu dem vergleichbare Exemplare in Zincirli, aber auch auf Samos gefunden wurden, sowie die im späthethitischen Bereich ungewöhnliche Aufhängung des Schwertes weisen auf Verbindungen Kilikiens zur westlichen Welt hin. Die Deutung dieser Figur ist unklar, vergleichbare Darstellungen sind zahlreich zu finden, beispielsweise in Karkemiš in einem Zug von Opferträgern, aber auch als Einzelpersonen im Verbund mit Göttern und Mischwesen, wobei ihre Funktion nicht erschlossen ist. Auch hier sind beidseitig des Körpers Teile der Inschrift Hu 11 zu sehen. Bei NVr 12 handelt es sich um ein unvollendetes Stück, das wahrscheinlich während der Bearbeitung zerbrochen ist und aufgegeben wurde. Es ist auf dem Kopf stehend als Binder zwischen NVr 11 und der versetzt stehenden Sphinx NVr 13 eingefügt. Es zeigt eine Figur mit Capriden und Vögeln, die ebenfalls die ganze Reliefhöhe einnimmt.
Die Portalsphinx NVr 13 steht um eine Steinstärke versetzt. Der menschliche Kopf, der abgebrochen war und danebenliegend gefunden wurde, ist vollplastisch, der Löwenkörper als Halbrelief ausgeführt. Die Augen aus weißem Kalk sind eingesetzt und mit Blei befestigt, die Pupillen fehlen. Sie ist mit einem Umhang über den Schultern bekleidet, der fischgrätenartig gemustert ist und unten mit einem dreifachen Saum abschließt. An den Schultern ist ein besonders verzierter Besatz des Umhangs zu erkennen. Dahinter wachsen zwei Paar Flügel, von denen nur jeweils einer zu sehen ist. Sie schreitet nach rechts, der hochgehaltene Schwanz endet in einem Schlangenkopf. Körper, Hinterbeine und der Hintergrund der Darstellung tragen die luwische Inschrift Hu 11.

Reliefs der rechten Seite im Vorhof des Nordtores
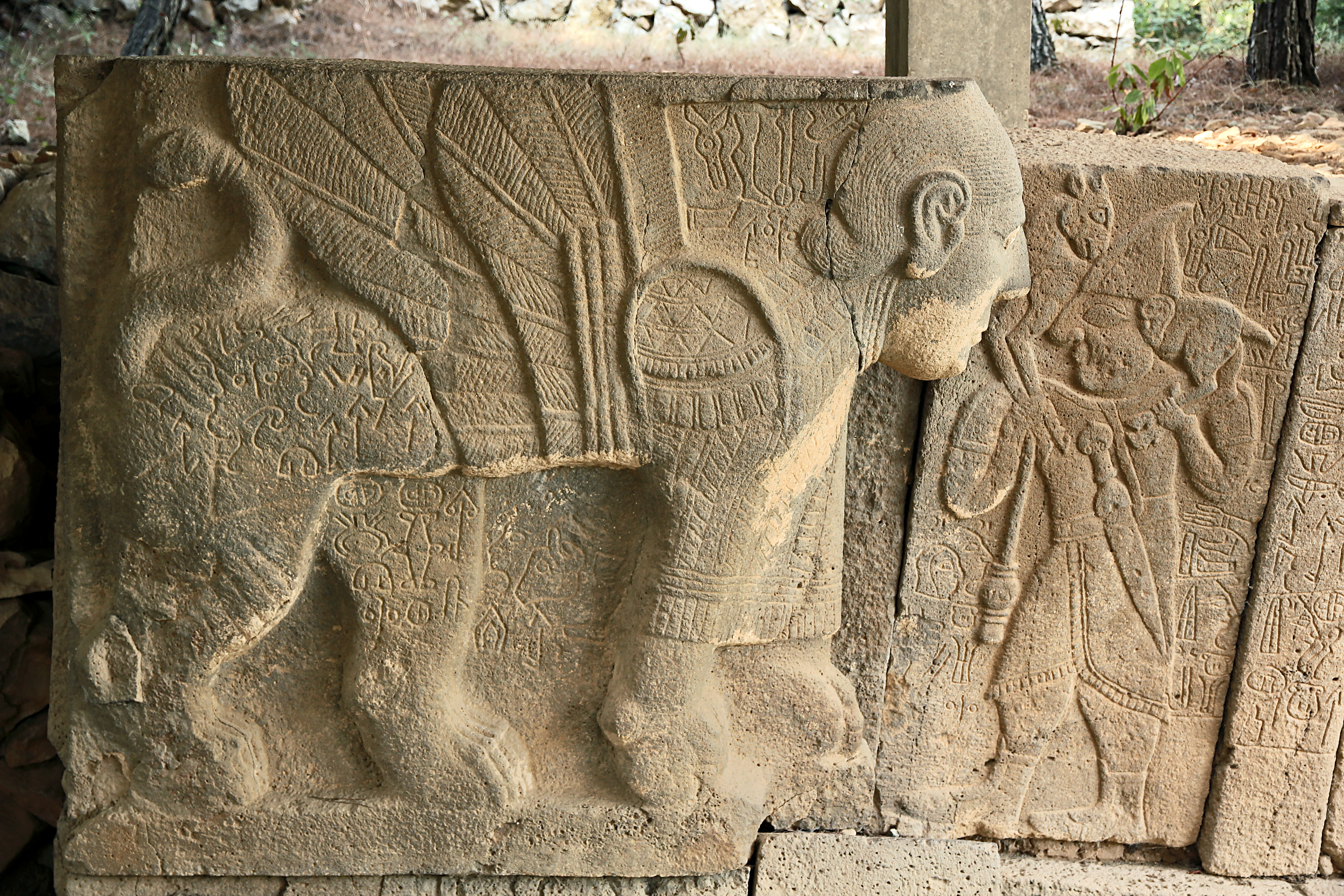
Portalsphinx NVr 13, Relief NVr 11
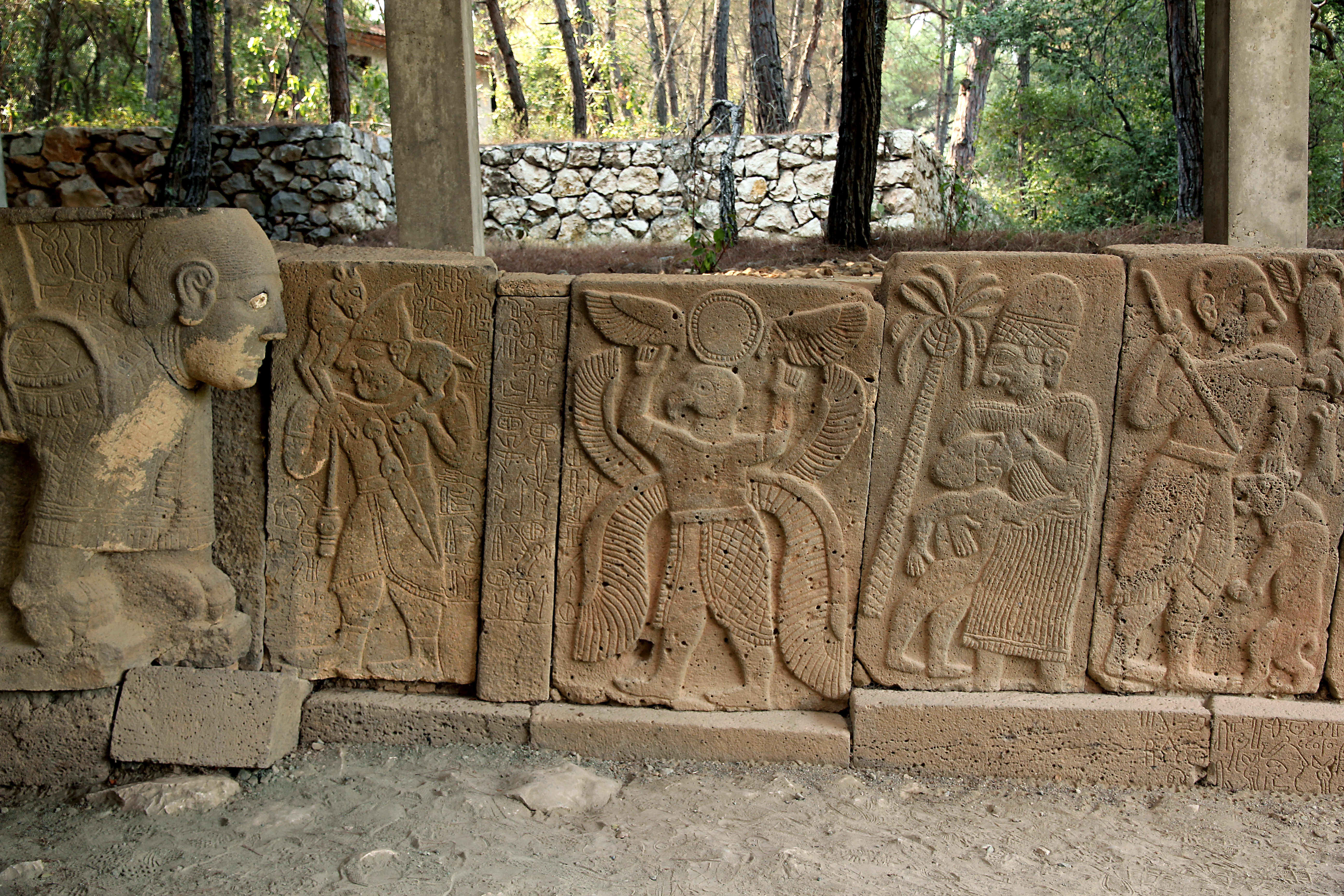
Relief NVr 11 bis 7
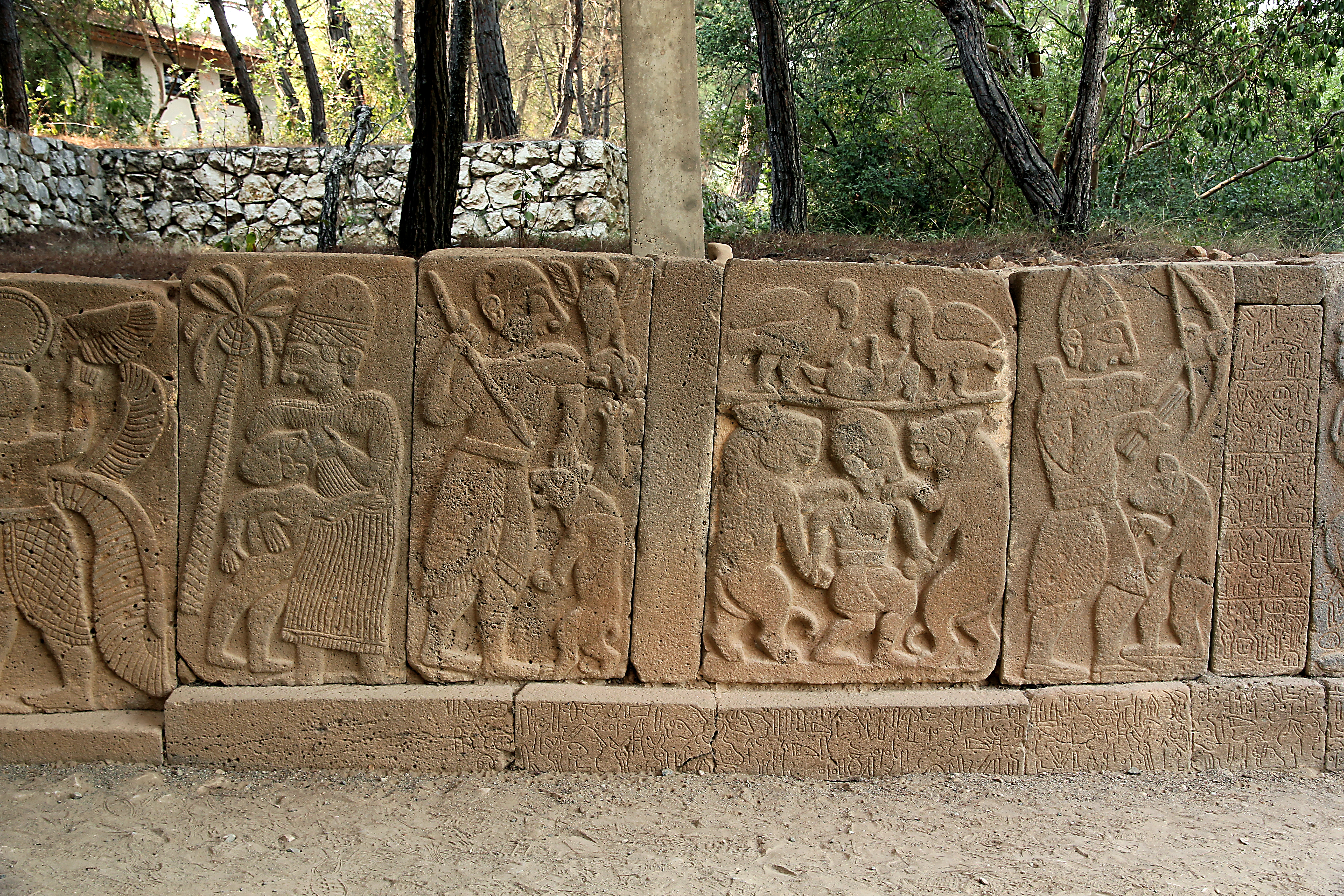
Relief NVr 9 bis 3
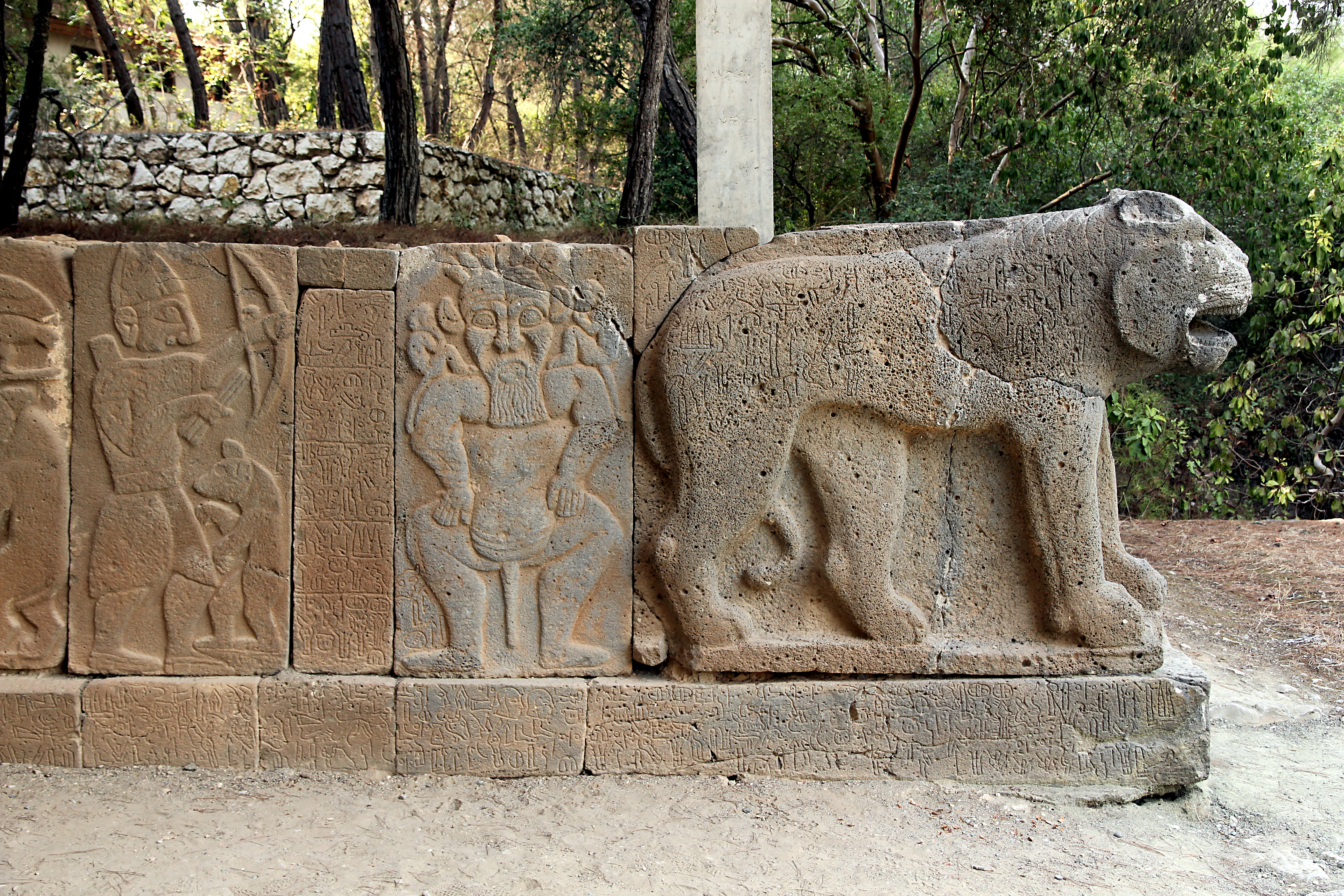
Relief NVr 4 bis 2, Portallöwe NVr 1

##### Vorhof links

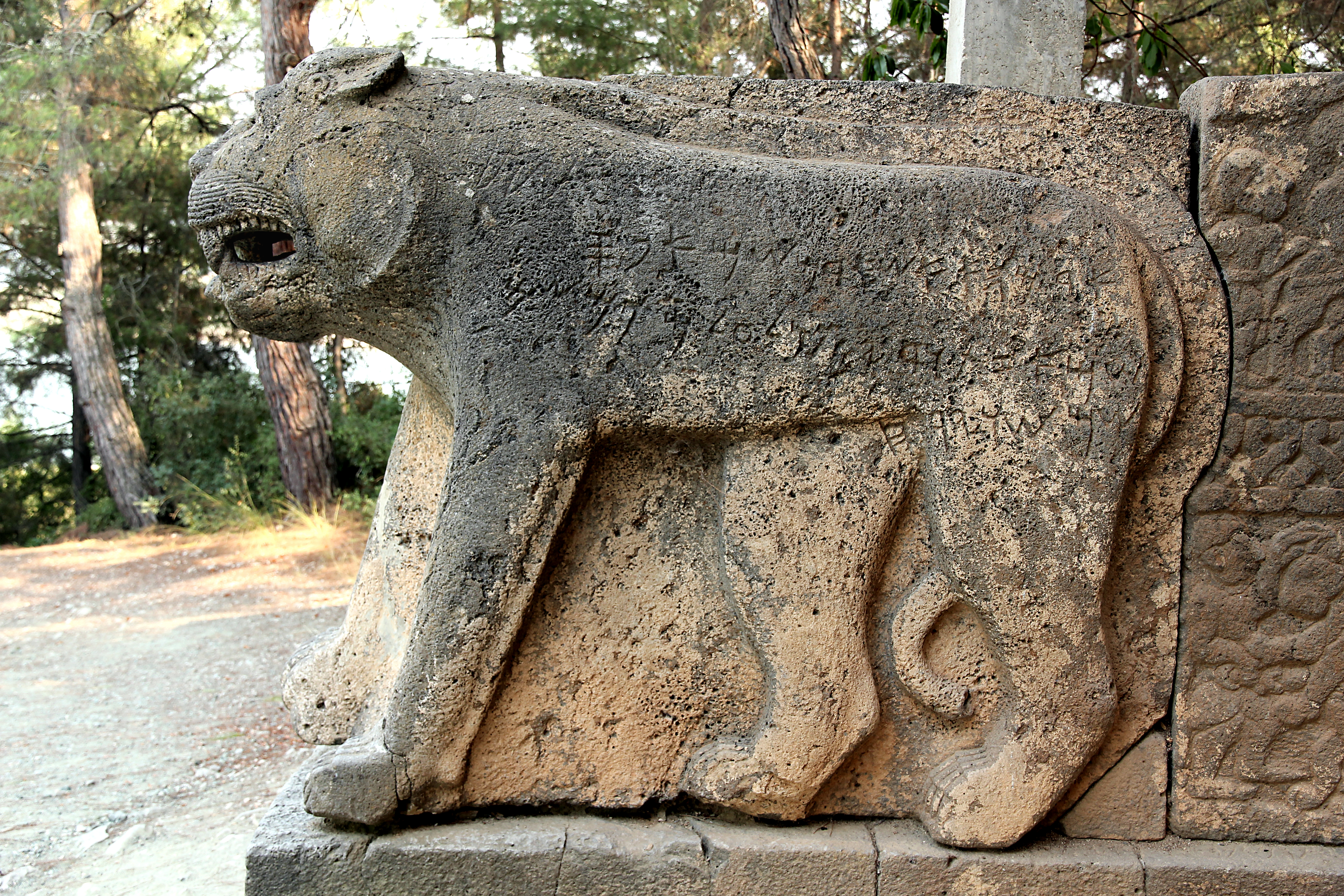
Portallöwe NVl 1

Da auf der linken Seite die Zusammenstellung der Reliefs durch den Inschriftenblock Phu A III–I auf den Orthostaten NVl 3–5 unterbrochen ist, wurden einige Bildwerke hier waagrecht geteilt, um auf fünf Steinen ebenfalls sieben Bilder unterzubringen. Nachdem einer davon (NVl 11) zerbrach, wurde als Ersatz das Bildnis NVl 0 außerhalb der Reihe, links vom Portallöwen aufgestellt. Vermutlich als Einleitung zur folgenden Reihe wurde es ebenfalls horizontal in zwei Zonen geteilt, allerdings mit fast identischen Abbildungen. NVl 0 wurde nicht in situ gefunden, konnte aber aufgrund des genau passenden Anschlusses an der jetzigen Stelle lokalisiert und wieder aufgestellt werden. Es zeigt in beiden Bildern jeweils zwei Krieger mit Raupenhelmen auf dem Kopf und Lanzen und Schilden in den Händen. Zwischen beiden ist in der oberen Zone ein etwas kleinerer Mensch mit abgespreizten Armen und Spitzhelm zu sehen, nach dem beide mit ihrer Lanze stoßen. In der unteren Zone sieht man an gleicher Stelle einen Hasen, darüber eine Palmette. Letztere hat möglicherweise nur die Funktion, den leeren Raum auszufüllen. Çambel schlägt zwei Deutungsmöglichkeiten vor: Entweder stellen die beiden antithetischen (einander gegenüberstehenden) Krieger einheimische Soldaten, erkennbar am Raupenhelm, dar, die einen Feind, vielleicht Assyrer (Spitzhelm), schlagen, der mit einem Hasen verglichen wird, oder der mittlere Krieger versucht, einen Streit zwischen den beiden äußeren zu schlichten.
Die eigentliche Reihe der Reliefs beginnt mit dem Portallöwen NVl 1. Er bildet das Gegenstück zu NVr 1, war aber ursprünglich größer geplant, was an der doppelten Rücken-Schwanz-Linie zu erkennen ist. Er trägt auf dem Körper sowie dem Sockel die phönizische Inschrift Phu A IV. Torlöwen sind in Anatolien zahlreich bekannt, mindestens seit dem 18. Jahrhundert v. Chr. durch einen Fund aus Kaneš. Der Orthostat NVl 2 ist durch ein Palmettband horizontal in zwei Hälften geteilt. Auf der linken Seite ist ein bogenförmiges Stück ausgeschnitten, entsprechend der ursprünglichen Schwanzlinie des verkleinerten Portallöwen. Im oberen Bild ist ein Reiter zwischen zwei Knechten zu sehen. Er sitzt seitlich auf einem Gestell, das einem Packsattel ähnelt, und hält sich mit einer Hand an einer aufragenden Stütze fest, während die Füße auf einem Brett ruhen. Der rechte Pferdeknecht führt das Pferd an einer Schlinge, der linke treibt es mit der Hand an. Über dem Pferd füllt wieder ein Palmettenbaum den leeren Raum. Durch Vergleiche der Sattelkonstruktion mit assyrischen Darstellungen sieht Çambel den Reitenden als Herrscher an. Im unteren Bild wird ein Löwe von zwei Kriegern bezwungen. Der linke Kämpfer wehrt das in der Mitte stehende, aufrecht nach links gewandte Tier mit einer Hand ab und stößt ihm mit der anderen das Kurzschwert in den Körper. Der zweite Krieger kommt von rechts zu Pferd und greift den Löwen von hinten mit einer Lanze an.

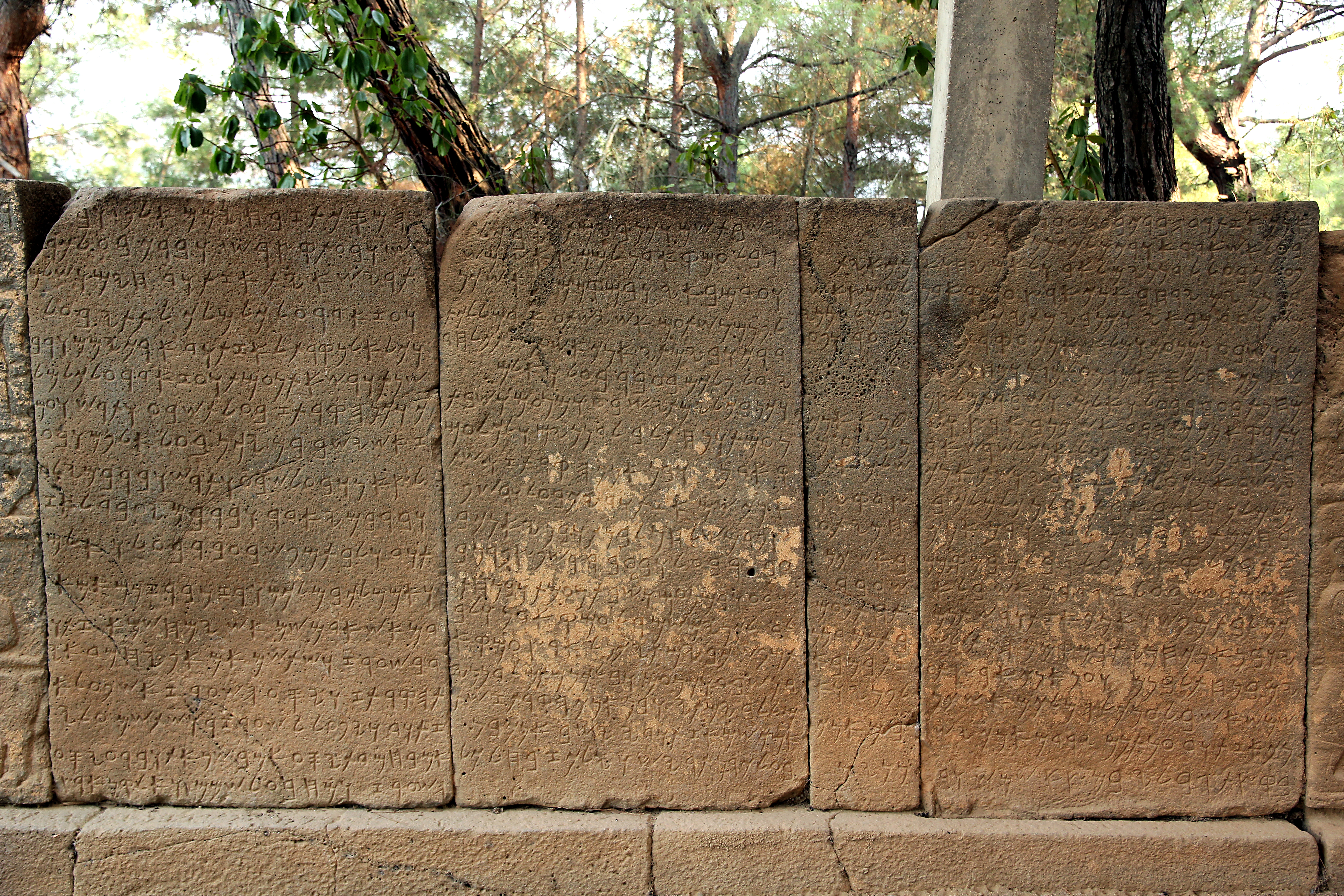
Orthostaten NVl 3–6 mit phönizischer Inschrift Phu A III–I

Die drei folgenden Steinblöcke NVl 3 bis NVl 6, von denen NVl 5 ein nur 24 Zentimeter schmales Verbindungsstück ist, tragen die Inschriftenteile Phu A III bis Phu A I, wobei einige ausgelassene Buchstaben auf dem nebenstehenden NVl 2 in der rechten oberen Ecke über dem Kopf des Knechts nachgetragen sind. NVl 7 ist wiederum halbiert, diesmal nur durch eine waagrechte Linie. Im oberen Bereich halten zwei gegenüberstehende Frauen mit je einer Hand einen Ring, zwischen ihnen schlägt eine kleinere Frau eine Rahmentrommel. Alle drei tragen wadenlange Wickelröcke und Hauben, die im Nackenbereich das volle Haar umschließen. Unten sind zwei Musiker abgebildet, links ein Leierspieler, rechts ein Aulet, dazwischen zwei Tänzer, der linke mit angewinkelten Beinen im Sprung, rechts davon ein kleinerer. Rahmentrommel, Leier und Aulos gehören zu den ältesten bekannten Musikinstrumenten des Alten Orients. Die Leier, hier eine Art Rundbodenleier mit unten abgeflachten Resonanzkasten, war sowohl nach bildlichen als auch schriftlichen Zeugnissen bei den Hethitern das meistgespielte Instrument. Auch in späthethitischen Reliefs ist sie vielfach nachgewiesen. Ein Aulos wurde bereits in Ur von Leonard Woolley gefunden, in späthethitischer Zeit ist er, beispielsweise aus Karkemiš, ebenso bekannt wie aus Assyrien. Zum ersten Mal taucht hier eine Mundbinde, Phorbeia genannt, auf, ein Lederriemen, der mit ein oder zwei um den Kopf laufenden Bändern am Mund des Bläsers festgehalten wurde und wohl unter anderem der Erschlaffung der Wangenmuskeln vorbeugen sollte. Die Rahmentrommel war in Mesopotamien mindestens seit Ende des 3. Jahrtausends v. Chr. in Gebrauch. Für Anatolien sind aus hethitischer Zeit verschiedene Membranophone schriftlich belegt, bildliche Darstellungen gibt es erst aus der späthethitischen Phase. Die beiden Szenen werden als zu einem Ereignis gehörig gedeutet, vermutlich zu einem kultischen Fest mit Musik und Tanz, laut Çambel möglicherweise mit einem Wettstreit zwischen Leier- und Aulosspieler verbunden, vergleichbar dem griechischen Agon. Der Ring, den die beiden oberen Frauen halten, wäre dann eine Art Siegerkranz.
Auf dem folgenden Relief NVl 8 sieht man einen nach links blickenden Krieger, der Größe nach ein Gott, der in der rechten Hand eine auf den Boden gestützte Lanze hält, in der linken eine Keule. Vor dem Oberkörper trägt er ein Kurzschwert an einem Halteriemen, vergleichbar den Reliefs NVr 11, NVr 12, NVl 2 und NKl 6. Die Bekleidung besteht aus der konischen Kappe mit hochgestellten Ohrenklappen, einem kurzärmligen Hemd und einem kurzen Wickelrock, dessen rautenförmiges Muster demjenigen des Genius von NVr 9 ähnelt. Im 2. Jahrtausend v. Chr. sind zahlreiche hethitische Herrscher mit kurzem Wickelrock und ähnlicher Bewaffnung dargestellt, beispielsweise in Hanyeri, Hemite, Karabel, auch Šuppiluliuma II. in Kammer II in Ḫattuša. Da jedoch im 1. Jahrtausend die Selbstdarstellung der Herrscher immer in langen Gewändern stattfand, schließt Çambel hier auf einen verstorbenen, vergöttlichten Regenten. Auf dieses Relief folgt ein 23 Zentimeter schmales Binderstück.
Mit der Nummer NVl 10 schließt sich ein zwei- beziehungsweise sogar dreigeteiltes Relief ohne trennende Markierungen an. Über einem Band aus Lotosblüten und -knospen sind zwei Stiere zu sehen, die sich mit gesenktem Kopf gegenüberstehen. Dazwischen stellt ein Dreieck vermutlich einen Berg dar. Die oberste Szene, die etwa die Hälfte der Höhe einnimmt, zeigt eine Hirschjagd. Hirsch und Mensch bewegen sich nach rechts, der Jäger hat in der Linken einen gespannten Bogen, die Rechte greift nach hinten, um einen Pfeil aus dem Köcher zu ziehen. Der Hirsch hat bereits einen Pfeil im Rücken stecken und dreht sich nach dem Jäger um. Er hat ein hohes Geweih. Die Hirschjagd ist, wie auch zum Beispiel die Löwenjagd, ein häufiges Bildmotiv in Anatolien, Beispiele stammen unter anderem aus Alaca Höyük, Zincirli, Karkemiš und Tell Halaf. Die antithetischen Stiere betonen laut Çambel den kultischen Charakter der Hirschjagd. Das Lotosband, als Bilddarstellung ägyptischen Ursprungs, ist als ornamentale Form von Phöniziern, Assyrern, Persern und Griechen übernommen worden.
Den Abschluss der linken Reihe des Vorhofs bildet die Sphinx NVl 12. Der Kopf wurde davorliegend gefunden. Sie entspricht der gegenüberstehenden NVr 13, ist aber qualitativ schlechter ausgeführt. Die Kanten sind nicht abgerundet, das Muster des Umhangs und der Flügel ist gröber. Dahinter liegt als Läufer das Relief NVl 11, das gebrochene Original zu NVl 0.

Reliefs der linken Seite im Vorhof des Nordtores
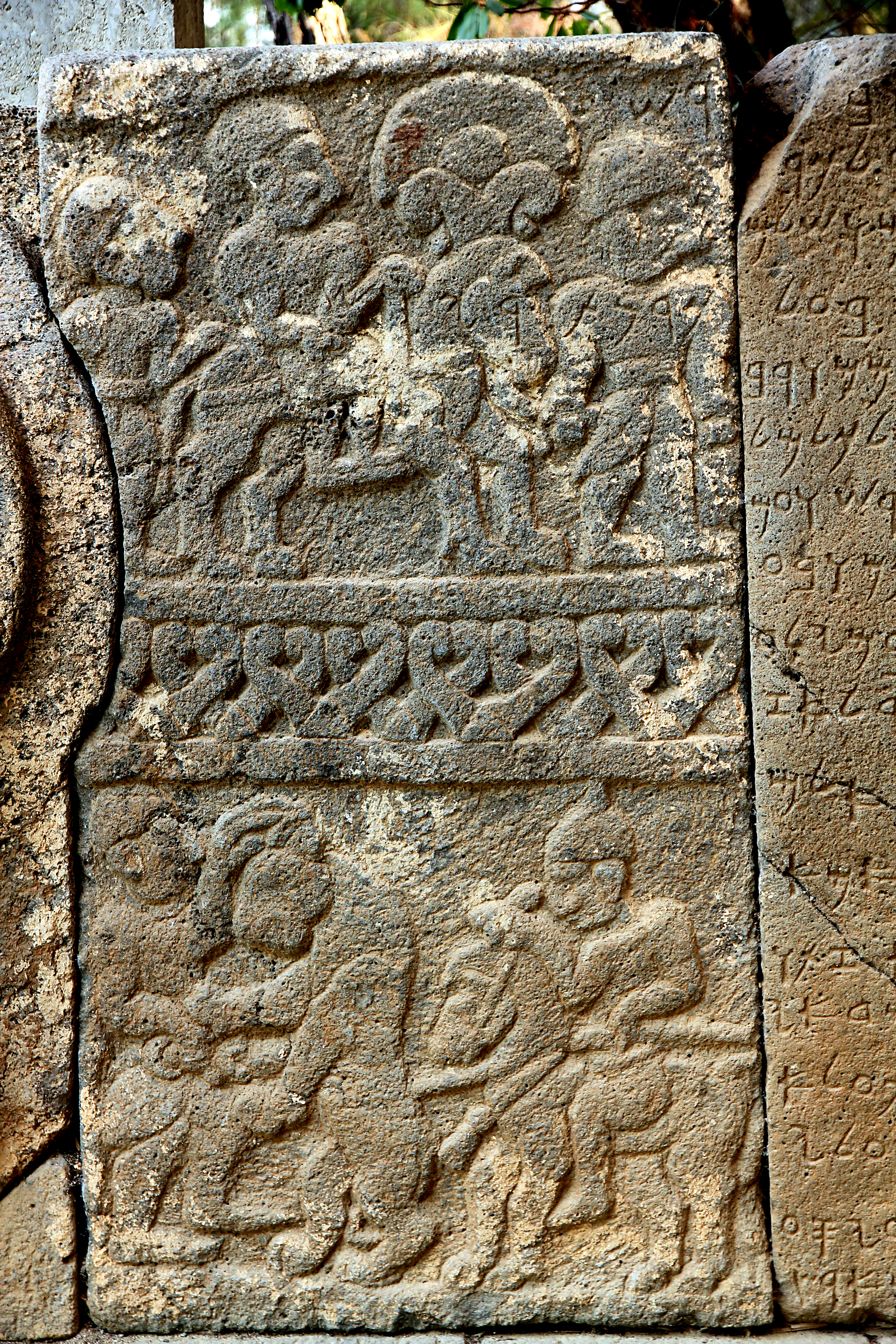
Relief NVl 2
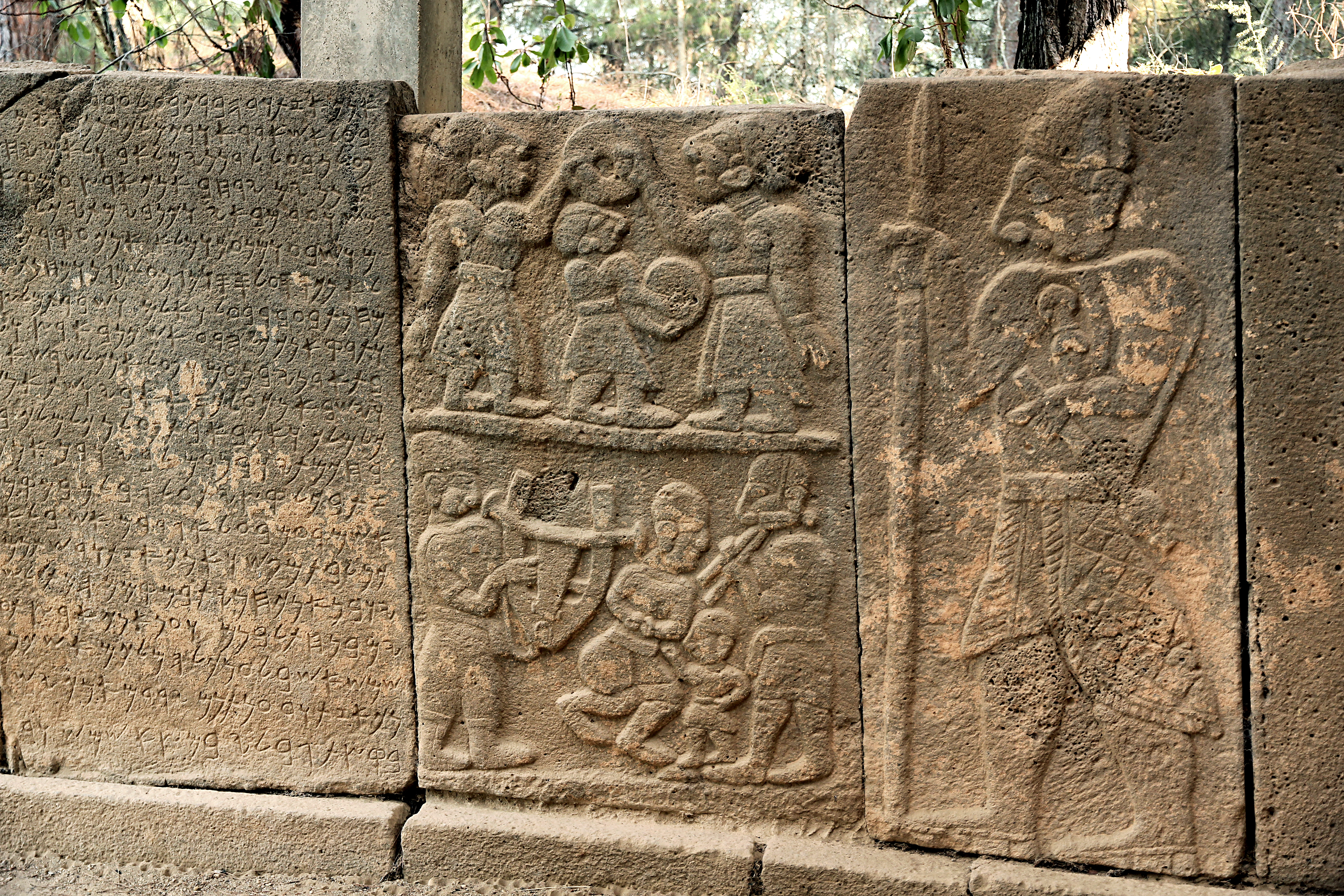
Inschrift, Reliefs NVl 7 und 8
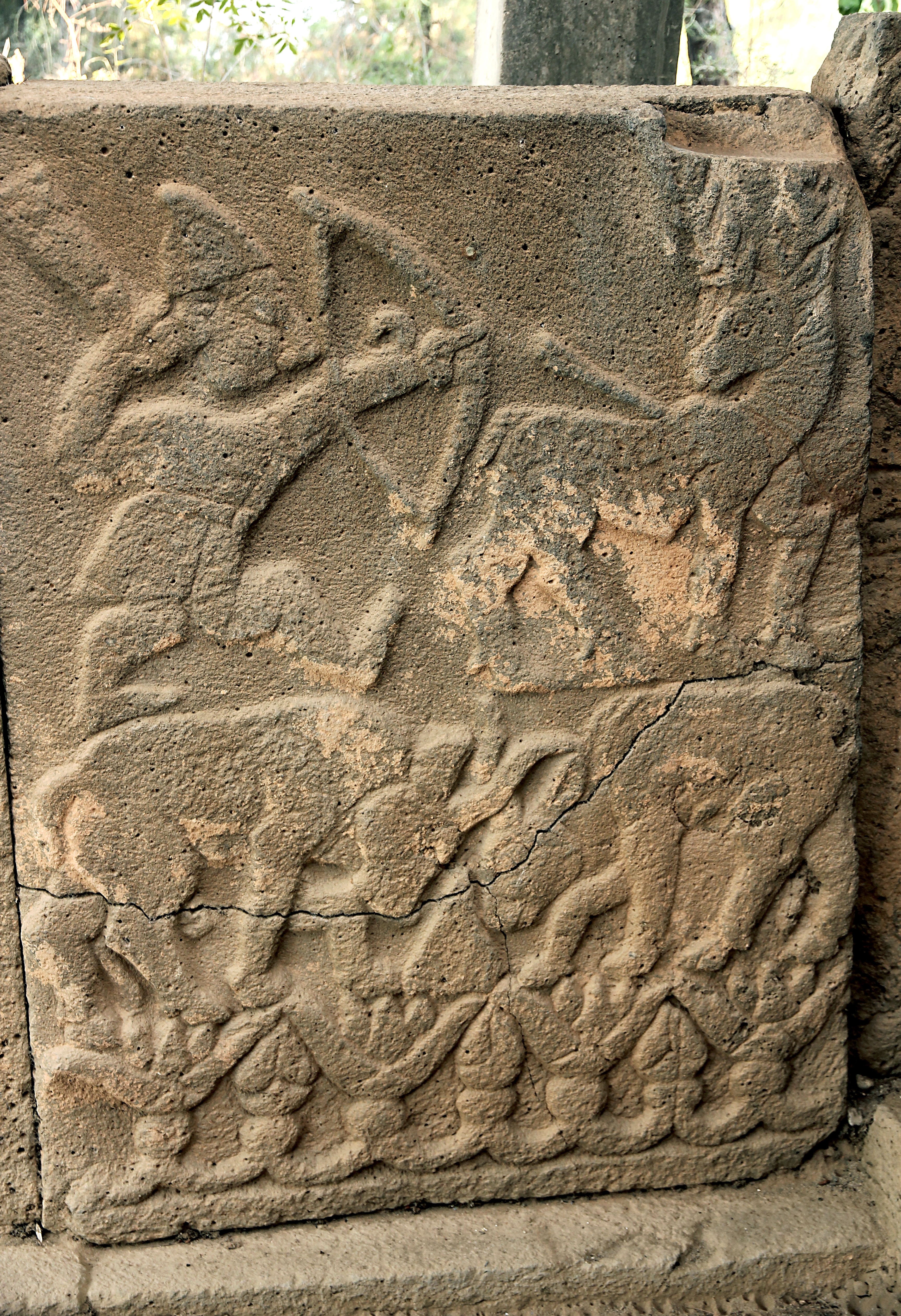
Relief NVl 10
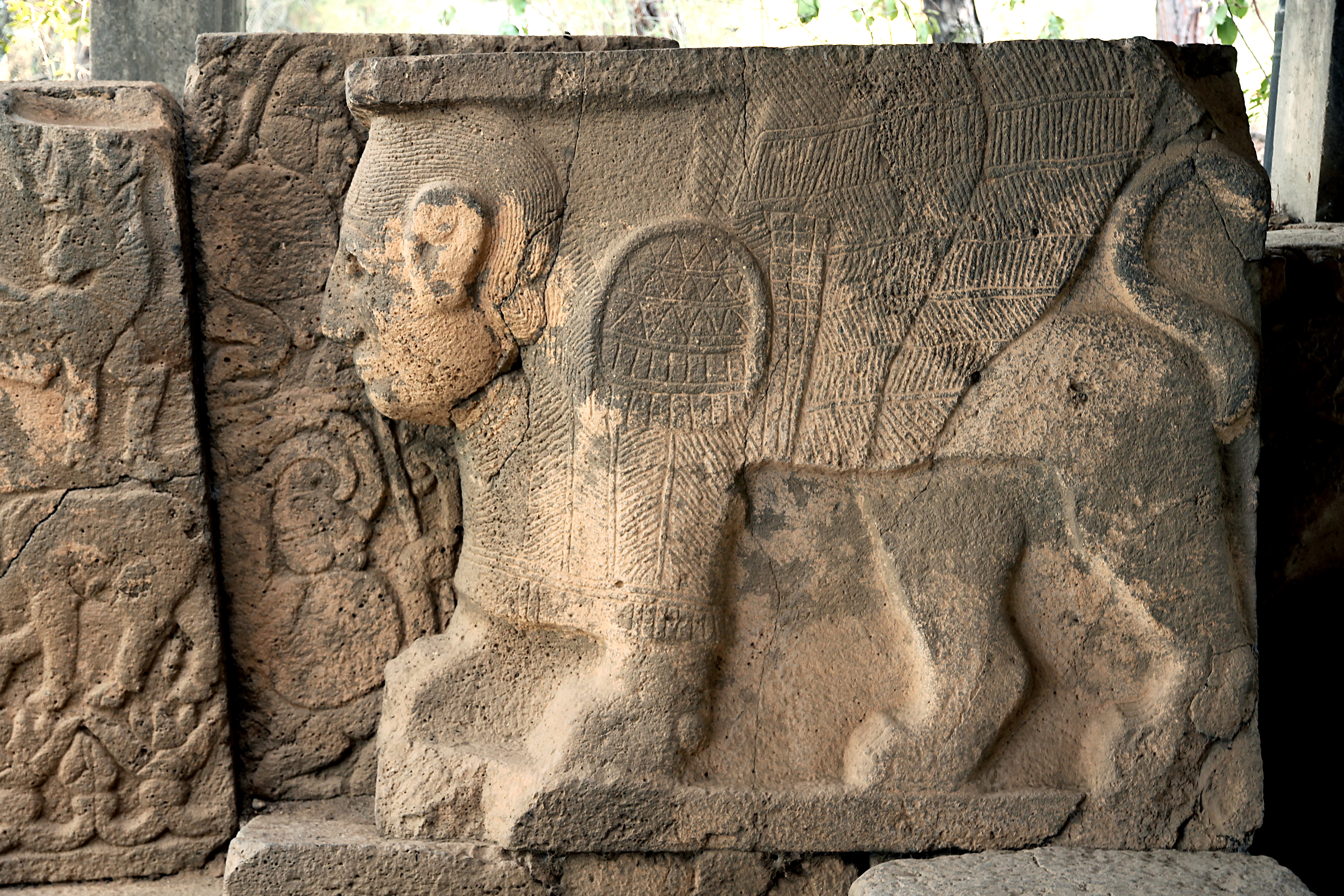
Portalsphinx NVl 12

Zwischen den beiden Sphingen verläuft über die Breite des Vorhofs eine vier Meter lange Schwelle, gefolgt von einem vier Meter langen und ebenso breiten Gang. Daran schließen sich rechts und links, wiederum über eine Schwelle, die beiden Torkammern an.

##### Rechte Torkammer

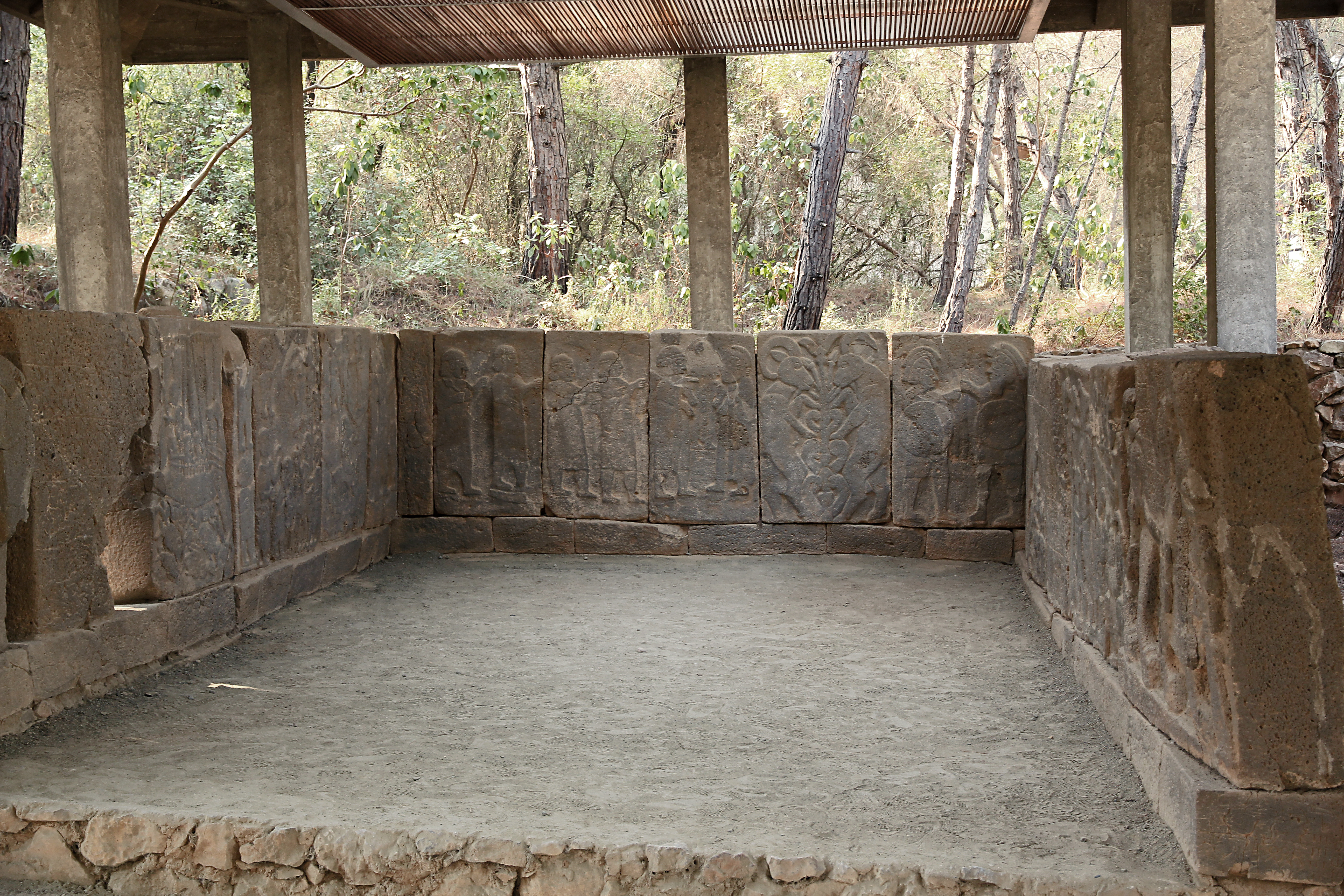
Rechte Kammer

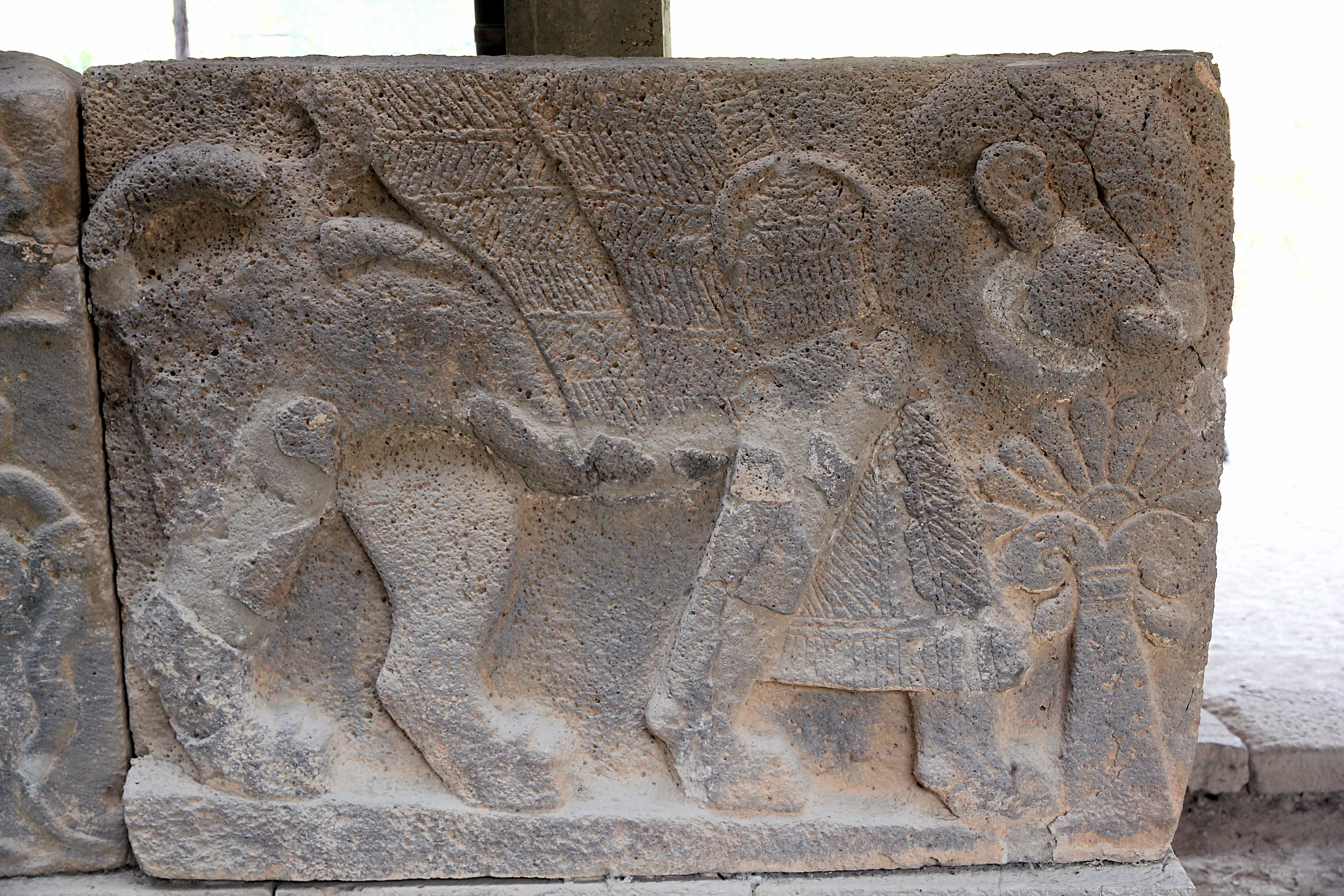
Portalsphinx NKr 1

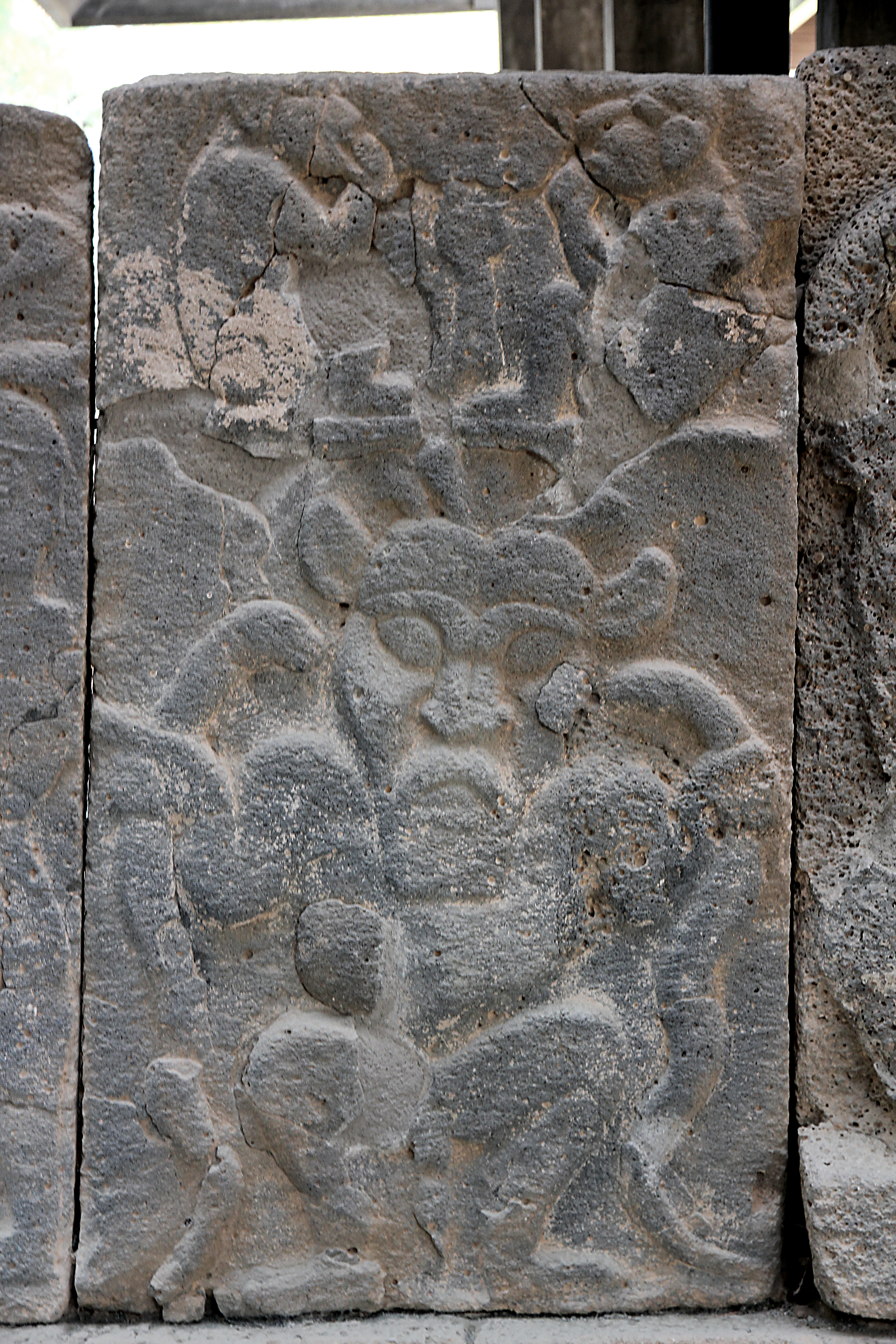
Bes-Relief mit Affen NKr 2

Die beiden Kammern werden jeweils von einer Sphinx und einem Löwen flankiert. Allerdings sind die Portalsphingen NKr 1 und NKl 1, nicht wie NVl 12 und NVr 13 halbplastisch, sondern als Flachrelief ausgeführt. Auch diese Sphinx hat einen schraffierten Umhang über den Schultern, der zwischen den Vorderbeinen als Schurz herabhängt. Die beiden Flügelpaare sind ebenfalls schraffiert. Vor ihr steht ein Palmettbaum mit zwei Voluten am oberen Ende des Stammes. Danach folgt als NKr 2 eine weitere Bes-Darstellung. Die mit gehockten Beinen dargestellte Figur hält in beiden Händen eine Schlange und trägt eine fünfteilige Krone. Die beiden Affen, die bei NVr 2 auf den Schultern sitzen, haben hier einen separaten oberen Bildabschnitt, zwischen ihnen steht ein Bäumchen. Sie führen eine Hand zum Mund und scheinen an etwas zu knabbern. Die Anordnung des Bes direkt nach dem Portaltier weist auch hier auf eine Wächterfunktion hin. Das stark fragmentiert aufgefundene Relief wurde aus mehreren Teilen zusammengesetzt. Auf dem zweigeteilten Bildstein NKr 3 sind oben drei Greifvögel im Profil in unterschiedlicher Haltung zu sehen, zwei nach rechts, einer nach links gewandt. Darunter stehen vier männliche Gestalten. Der rechte wendet sich nach links, alle anderen blicken in seine Richtung. Der zweite und vierte von links tragen einen Wickelrock, die beiden anderen Hemden, die bis zu den Knien reichen. Demnach sind wohl zwei der Männer Einheimische, der rechte vielleicht der Herrscher, die anderen beiden Fremde, die hier empfangen werden. Çambel schlägt die Möglichkeit vor, dass hier auf ein historisches Ereignis Bezug genommen wird, möglicherweise den Abschluss des Paktes zwischen Sanduarri und den Phönizierfürsten. Die Bedeutung der Vögel ist unklar, in Verbindung mit dem Vertragsschluss könnte eine Vogelschau angedeutet sein.
NKr 4 ist ein 21 Zentimeter schmaler Binder ohne Bild, NKr 5 trägt den Abschnitt Hu 5a der Hieroglypheninschrift. Auf NKr 6 taucht erneut das Motiv der Löwenbezwinger auf. Zwei antithetische Kämpfer kämpfen mit einem in der Mitte aufrecht stehenden Löwen. Darunter befinden sich zwei kleinere Löwen und eine Ziege. Einer greift von links die Ziege an, der zweite ist ihr bereits auf den Rücken gesprungen. Eine Trennung zwischen oberem und unterem Bildinhalt ist nicht vorhanden. Es folgen der Inschriftenstein NKr 7 mit Hu 5b sowie mit dem Binder NKr 8 die Ecke der Kammer.
Die rückwärtige Reihe der Kammer beginnt nun von rechts mit zwei Kriegern, die sich auf NKr 9 gegenüberstehen. Beide sind mit Raupenhelmen und Schilden ausgestattet und haben einen Kurzspeer in der Hand. Das nächste Relief NKr 10 zeigt zwei aufrecht sich gegenüberstehende Capriden an einem stilisierten Baum. Am Stamm des Gewächses sind volutenartige Auswüchse zu erkennen, am oberen Ende Blätter oder Knospen. Da beim linken Tier im Gegensatz zum rechten ein Penis erkennbar ist, scheint es sich um Bock und Ziege zu handeln. Auch das Motiv antithetischer Ziegen an einer Pflanze ist sowohl aus Mesopotamien, zum Beispiel von der Goldenen Leier aus Ur, als auch im ersten vorchristlichen Jahrtausend aus späthethitischen Zeugnissen wie in Zincirli und Tell Halaf bekannt.
Die folgenden drei Szenen NKr 11 bis NKr 13 müssen im Zusammenhang gesehen werden. In der rechten, in der Mitte der Kammer platzierten, sind zwei große antithetische Gestalten abgebildet mit einer kleineren in der Mitte. Links steht ein Mann, rechts eine Frau. Die mittlere, ebenfalls männliche Person steht höher und umarmt die beiden äußeren. Die großen Figuren tragen ein langes, glattes Gewand mit einem senkrechten, doppelten Steg. Der Mann hat auf dem Kopf eine runde Kappe oder ein Diadem, die Frau einen Schleier. Von der kleineren Gestalt sind große Teile weggebrochen, sodass Einzelheiten der Kleidung nicht erkennbar sind. Sie stellen mit ziemlicher Sicherheit eine Göttertrias von Vater, Mutter und Sohn dar. Unklar bleibt, ob es sich um die hethitische, aus dem hurritischen Pantheon übernommene Dreiheit von Teššub, Ḫebat und Šarruma handelt, von der durch drei Karyatiden aus Tell Halaf erwiesen ist, dass sie mindestens im 9. Jahrhundert v. Chr. noch bekannt war. Auch eine Deutung als Kubaba, die luwische Stadtgöttin von Karkemiš, mit Tarhunza und Karhuha wird in Erwägung gezogen. In NKr 12 und NKr 13 sind jeweils zwei große, nach rechts gewandte Männer zu sehen. Der erste (von rechts) hält in der rechten Hand vor dem Körper ein Messer, die linke ist zum Gruß erhoben. Der zweite winkelt einen Arm an, während er mit dem anderen grüßt. Der dritte hält wiederum ein Messer, der vierte eine geschulterte Keule, beide grüßen mit der anderen Hand. Die Bekleidung ist bei allen gleich mit langen Gewändern und runden Kappen oder Stirnbändern. Alle vier bewegen sich in einer Reihe auf die Göttertrias von NKr 11 zu. Aus dem Vergleich mit der Götterprozession von Yazılıkaya wird geschlossen, dass es sich hier gleichfalls um Götter handelt. Winfried Orthmann schlägt dagegen einen Zug von Würdenträgern vor. Solche Szenen sind aus Karkemiš und Zincirli bekannt, allerdings gehen sie nicht auf Götter, sondern auf Könige zu. Die Rückseite der Kammer wird von dem bildlosen Binder NKr 14 abgeschlossen.
Das linke hintere Eckstück der Kammer bildet mit der Nummer NKr 15 ein unvollendetes Relief mit zwei männlichen Gestalten, die linke, nach rechts gewandte etwas größer als die andere, ihm gegenüberstehende. NKr 16 besteht aus zwei Zonen ohne trennende Markierung. Unten sieht man einen Reiter ohne Sattel auf einem Pferd sitzen, die linke Hand hält einen Zügel, die andere ist zum Gruß erhoben. Über ihm gehen drei Männer in langen Gewändern und mit runder Kappe, ebenfalls grüßend. Alle bewegen sich nach rechts, sie bilden wohl den Anfang eines Zuges, der sich, nach einer Opferszene, auf NKr 18 fortsetzt. Da sie unbewaffnet sind, kann man eine kultische Prozession annehmen. Die Abbildung von Reitern ohne Waffen ist im kleinasiatischen und mesopotamischen Bereich ohne Vergleichsobjekte, alle bekannten Reiterbilder stehen in Zusammenhang mit Krieg oder Jagd. Auch NKr 17 ist ohne Trennstrich in zwei Zonen aufgeteilt. Oben steht links eine kleine männliche Gestalt, die in der vorgestreckten Hand einen Speer hält. Dieser ist nach dem Glätten des Reliefhintergrunds eingeritzt. Vor ihm steht ein nach rechts gehender Capride, unter dessen Kopf ein weiterer, nach links gewandter kleiner Mann in Grußhaltung. Die untere Szene zeigt eine Stieropferung. Das Opfertier wird von zwei Männern an Hörnern und Schwanz festgehalten, ein dahinterstehender dritter schwingt eine Doppelaxt, mit der er den Stier töten wird. Am linken Bildrand beobachtet ein größerer Mann, vermutlich ein Priester, das Geschehen, er hält in der rechten Hand einen runden Gegenstand. Das Stieropfer ist vergleichbar mit dem attischen Ochsenmord, bei dem der Opferstier mit einem Beil erschlagen wurde, wogegen im anatolischen Bereich dem Tier im Allgemeinen die Kehle durchschnitten wurde. Deshalb wird auf eine westliche Herkunft dieses Rituals geschlossen. Bei einem entsprechenden Fest im Heraion von Argos wurde der Ochsenschläger anschließend symbolisch gesteinigt, um ihn von seiner Schuld zu reinigen. Daher könnte der Gegenstand in der Hand des Priesters ein Stein sein. In der Inschrift beschreibt Azatiwada eine jährliche Zeremonie, bei der Tarhunzas/Baal ein Stier und ein Schaf geopfert wurde. Damit könnte hier ein Bezug zwischen Schrift und Relief bestehen, wenn man annimmt, dass statt des Schafes hier eine Ziege dargestellt ist. Auf dem schlecht erhaltenen, nur 27 Zentimeter breiten Binder NKr 18 sind zwei nach rechts gewandte Männer in grüßender Haltung abgebildet, die mit großer Wahrscheinlichkeit den Abschluss des in NKr 16 beginnenden Prozessionszuges darstellen.

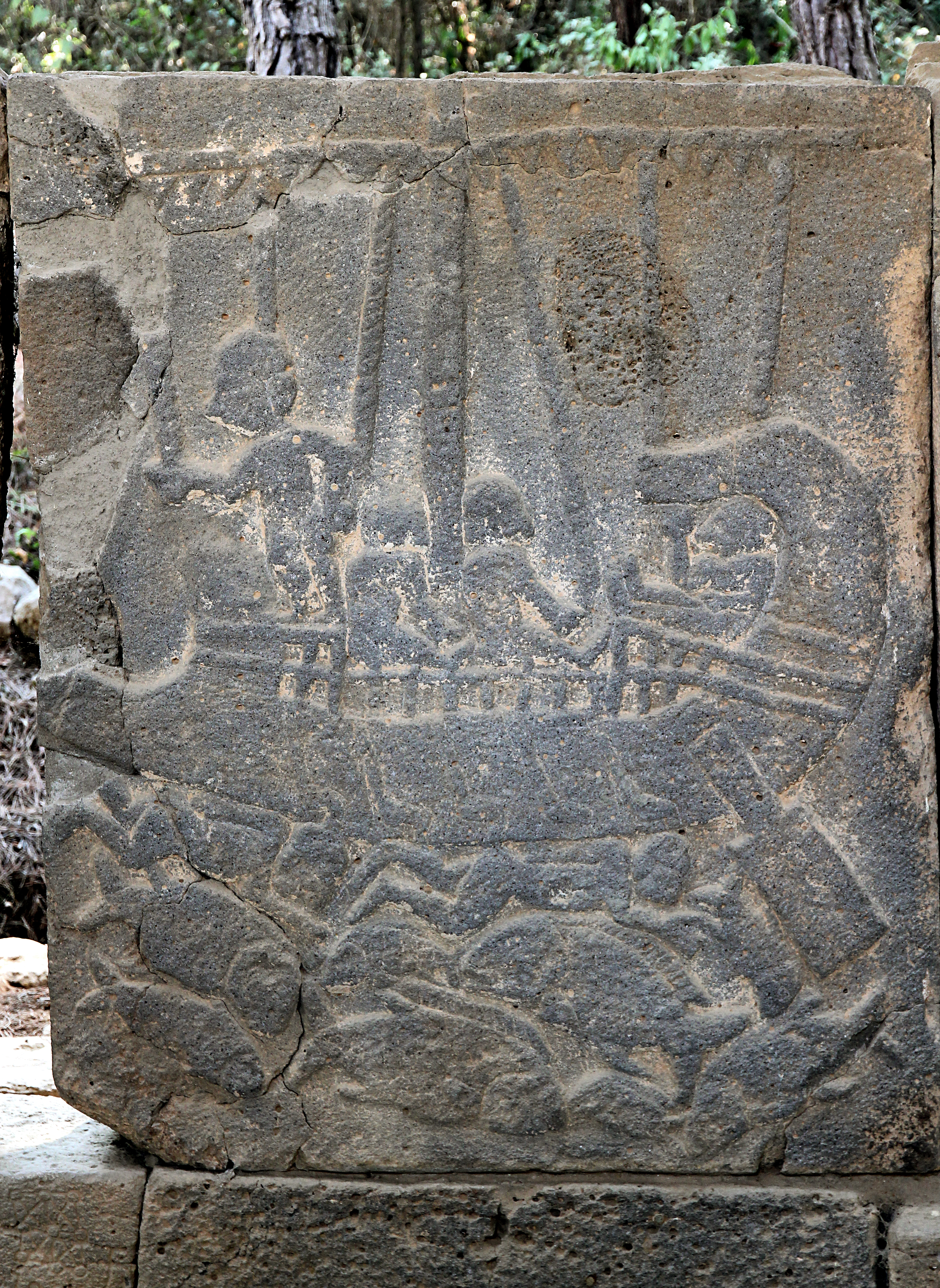
Schiffsszene NKr 19

Die nun folgende Schiffsszene NKr 19 ist eines der bemerkenswertesten und meistbesprochenen Bildwerke des Karatepe. Sie zeigt ein Schiff mit vierköpfiger Besatzung, darunter Fische und menschliche Gestalten. Es hat links am Bug einen rechteckigen Rammsporn, rechts einen im Bogen hochgezogenen Achtersteven. Aus dem Schiffsrumpf ragen fünf Ruder mit abgewinkelten Blättern sowie im Heckbereich ein Steuerruder. Die Anzahl der Ruder muss nicht mit den tatsächlichen Gegebenheiten des gezeigten Schiffes übereinstimmen, sie ist eher den Platzmöglichkeiten des Steinmetzen geschuldet, ebenso wie die Tatsache, dass die Ruder nicht bis zum Wasser reichen. An Bug und Heck sind mit Latten umrahmte Plattformen angebracht, dazwischen die Reling. Der Mast reicht bis zum oberen Rand des Steins, an der quer dazu stehenden Rah sind kleine Dreiecke zu erkennen, die mit großer Wahrscheinlichkeit als gereffte Segel zu deuten sind. Von der Takelage sind sechs teilweise schräg laufende Taue zu sehen, an denen eine Schraffierung zu erkennen ist, die wohl die Drehung der Seilstränge darstellen soll. An Deck steht auf der linken Plattform ein Mann, der nach vorn schaut und mit einer Hand dorthin zeigt. Oberhalb der Reling sitzen zwei nach hinten gewandte Besatzungsmitglieder mit ausgestreckten Beinen, der vierte sitzt auf der Heckplattform, schaut nach vorn und hält eine Schale. Laut Lionel Casson bestand die Besatzung der griechischen Schiffe vor dem 5. Jahrhundert v. Chr. neben den Ruderern aus drei Offizieren: dem Bugoffizier (Prorates), der hauptsächlich am Bug Ausschau hielt, dem für die Ruderer zuständigen Keleustes und dem Kapitän und Steuermann (Kybernetes). Dem Keleustes wurde später noch ein zweiter Mann zugeordnet, der Pentekontarchos. Übernimmt man diese Deutung, wären hier links der Bugoffizier, rechts sitzend der Steuermann und in der Mitte die beiden Ruderoffiziere zu sehen. Dass die Personen oberhalb statt hinter den Deckaufbauten und der Reling sitzen oder stehen, muss wohl wiederum dem Steinmetz zugeschrieben werden, da die Darstellung sonst zu unübersichtlich geworden wäre. Unter dem Schiff liegen zwei Personen im Wasser, darunter dicht gedrängt vier große und vier kleinere Fische. Ein Vergleich mit den Opfern einer Wagenschlacht, die auf der Long Wall of Sculptures in Karkemiš zu sehen sind, lässt aufgrund der ähnlich verrenkten Haltung darauf schließen, dass es sich hier um Tote, also in einer Seeschlacht getötete Feinde, handelt. Da alle Seeleute unbewaffnet dargestellt sind, kann von einer Szenerie nach einer gewonnenen Schlacht ausgegangen werden. Ob damit ein bestimmtes historisches Ereignis gemeint ist, muss offenbleiben.
Die Schiffsszene wurde nach der ersten Veröffentlichung von zahlreichen Wissenschaftlern behandelt. Machteld Mellink vergleicht 1950 mit ähnlichen Szenen aus Sanheribs Palast in Ninive und erwägt, dass es sich um ein kilikisches Schiff handeln könnte, da in Sanheribs Annalen von Hethitern die Rede ist, die für ihn Schiffe bauten. Der französische Historiker James Germain Février bezeichnet es im selben Jahr in einem Beitrag über phönizische Schiffe als Langschiff des griechischen Typs. Der belgische Marinehistoriker Lucien Basch erkennt 1969 darin ebenfalls in einer Untersuchung zu phönizischen Schiffen eine der griechischen ähnliche Bauweise. Casson dagegen sieht eine den phönizischen Vorbildern nachgebaute Kriegsgaleere, während der amerikanische Unterwasserarchäologe George Fletcher Bass ebenfalls Parallelen zum ägäischen Schiffstyp sieht. Irene Winter beschreibt die Szene in ihrem Aufsatz zu den Reliefs vom Karatepe, lässt dabei aber die Entscheidung über die Herkunft des Schiffes offen. Halet Çambel schließlich gibt nach zahlreichen Vergleichen von Aufbauten, Takelage, allgemeiner Bauweise und Mannschaft der griechischen beziehungsweise ägäischen Abstammung des Schiffes den Vorzug.
Orthostat NKr 20 fehlt, die Kammer wird abgeschlossen von dem stark fragmentierten Portallöwen NKr 21. Er ist aus etlichen Teilen zusammengesetzt, der Kopf ist beschädigt. In den Augen sind, wie bei allen Portallöwen, die Eingussstellen für das Blei zur Befestigung der Augäpfel zu erkennen, die Einsätze selbst fehlen hier. Im rechten Winkel dazu, außerhalb der Kammer, steht NKr 22 mit der luwischen Inschrift Hu 3.

Reliefs der rechten Kammer des Nordtores
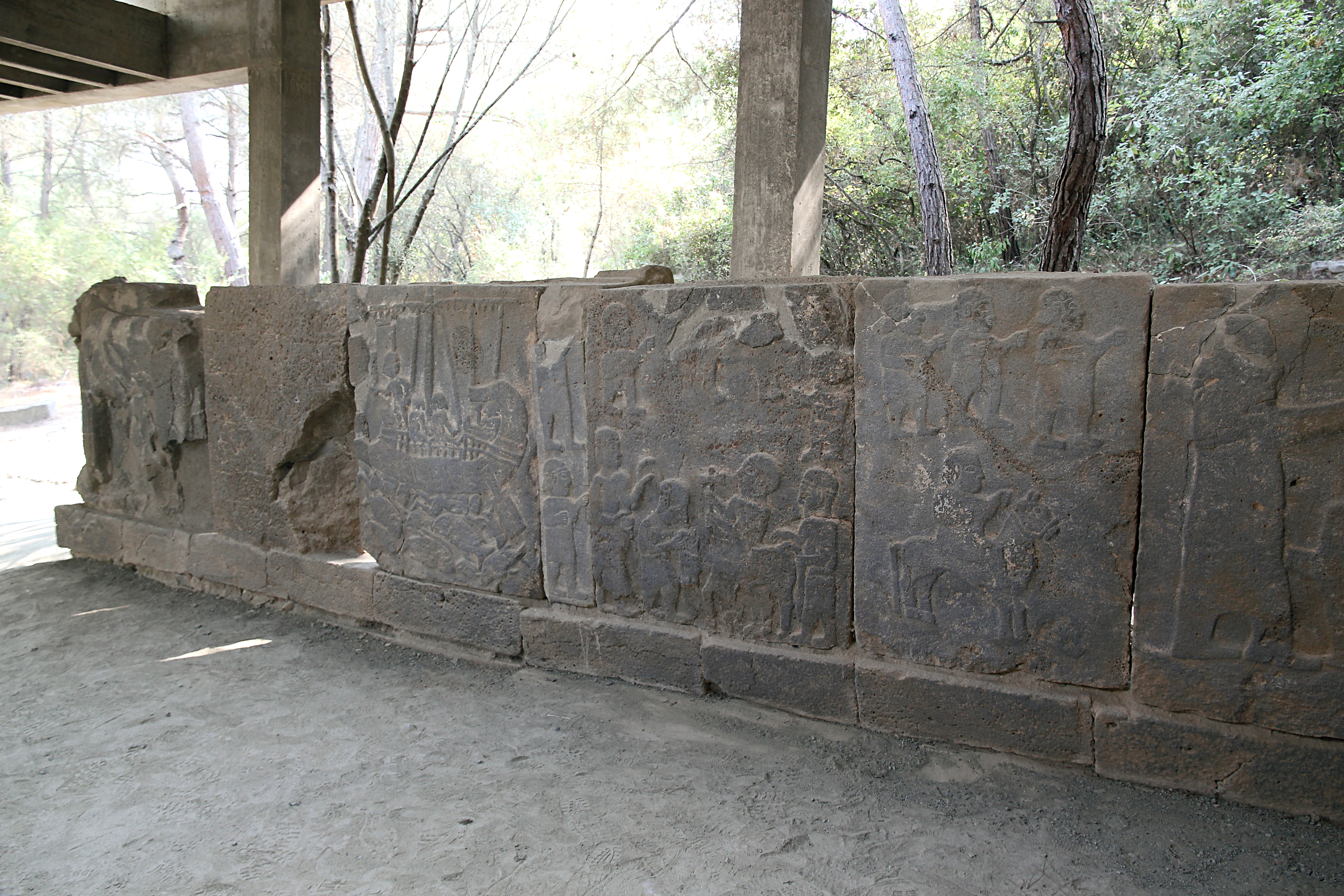
Reliefs NKr 21 bis 15
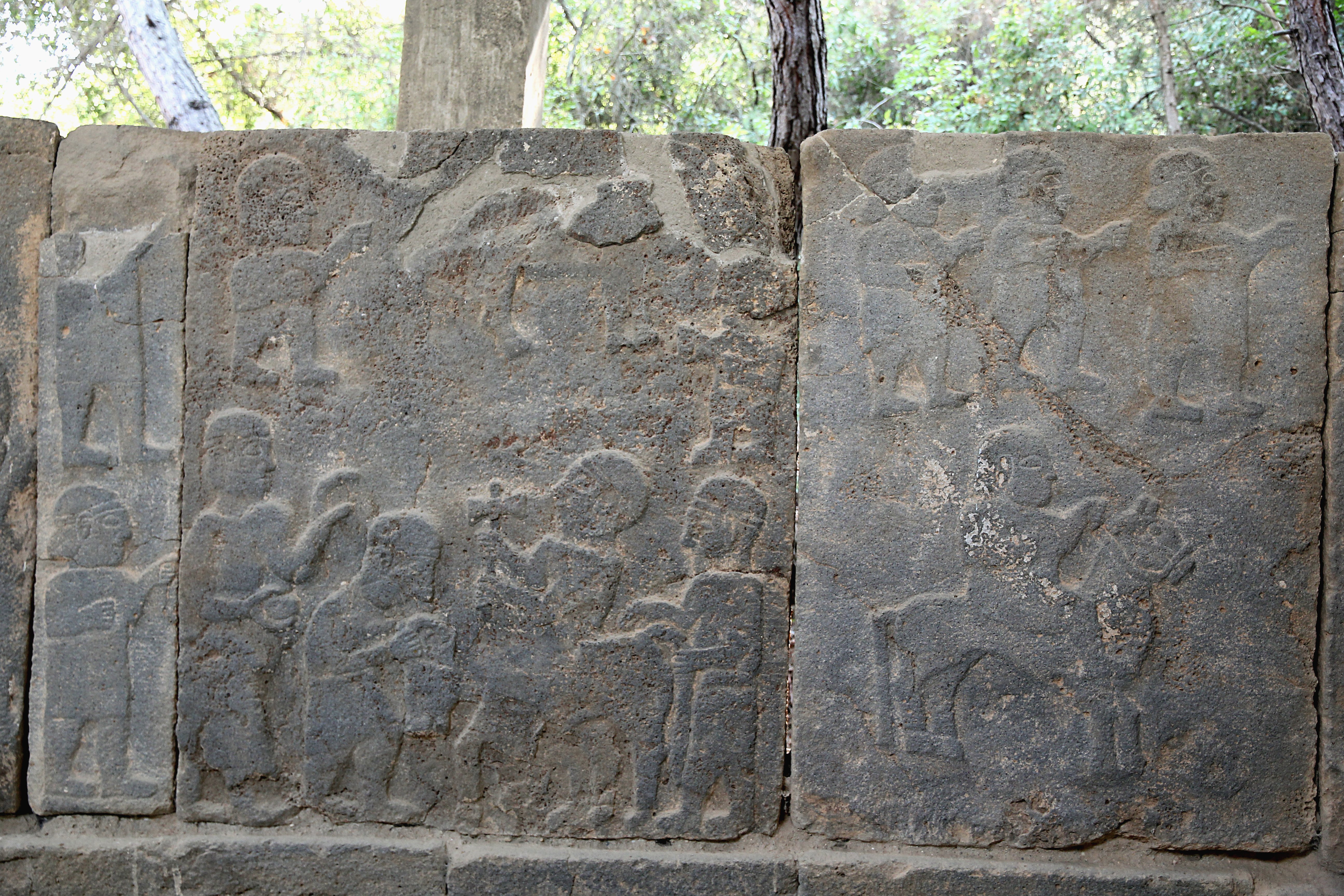
Reliefs NKr 18 bis 16
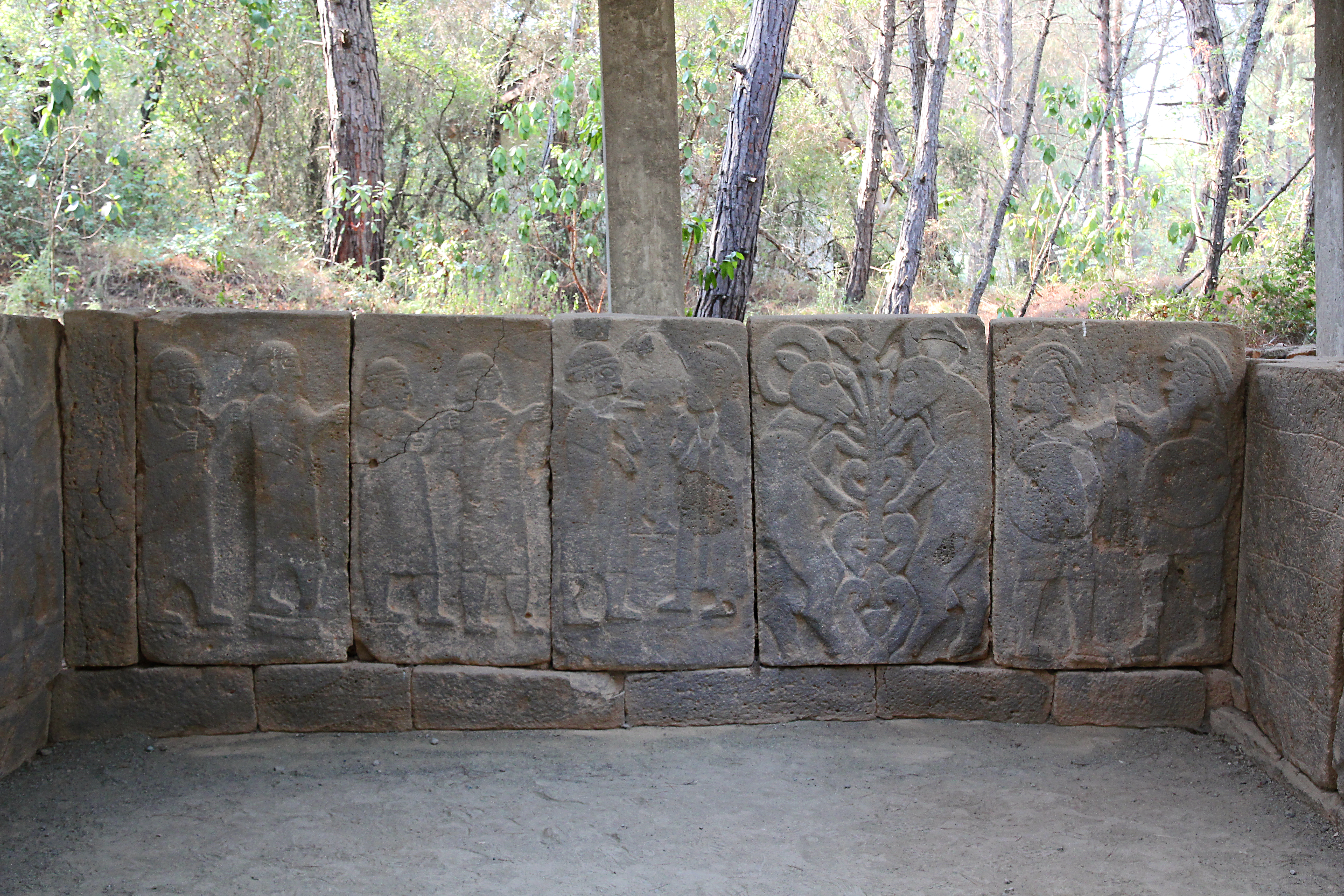
Reliefs NKr 13 bis 9, Rückwand
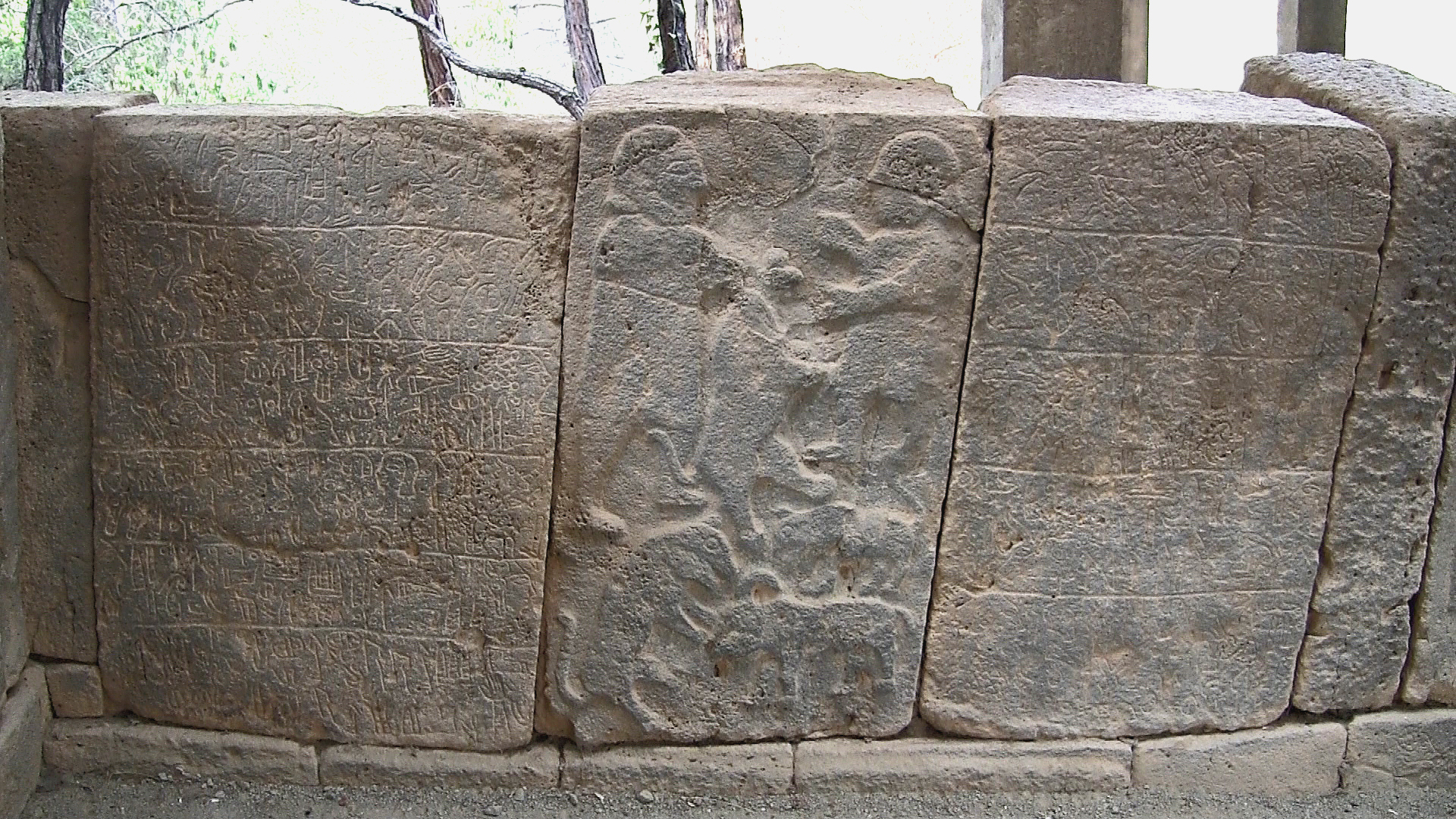
Reliefs NKr 7 bis 5

##### Linke Torkammer

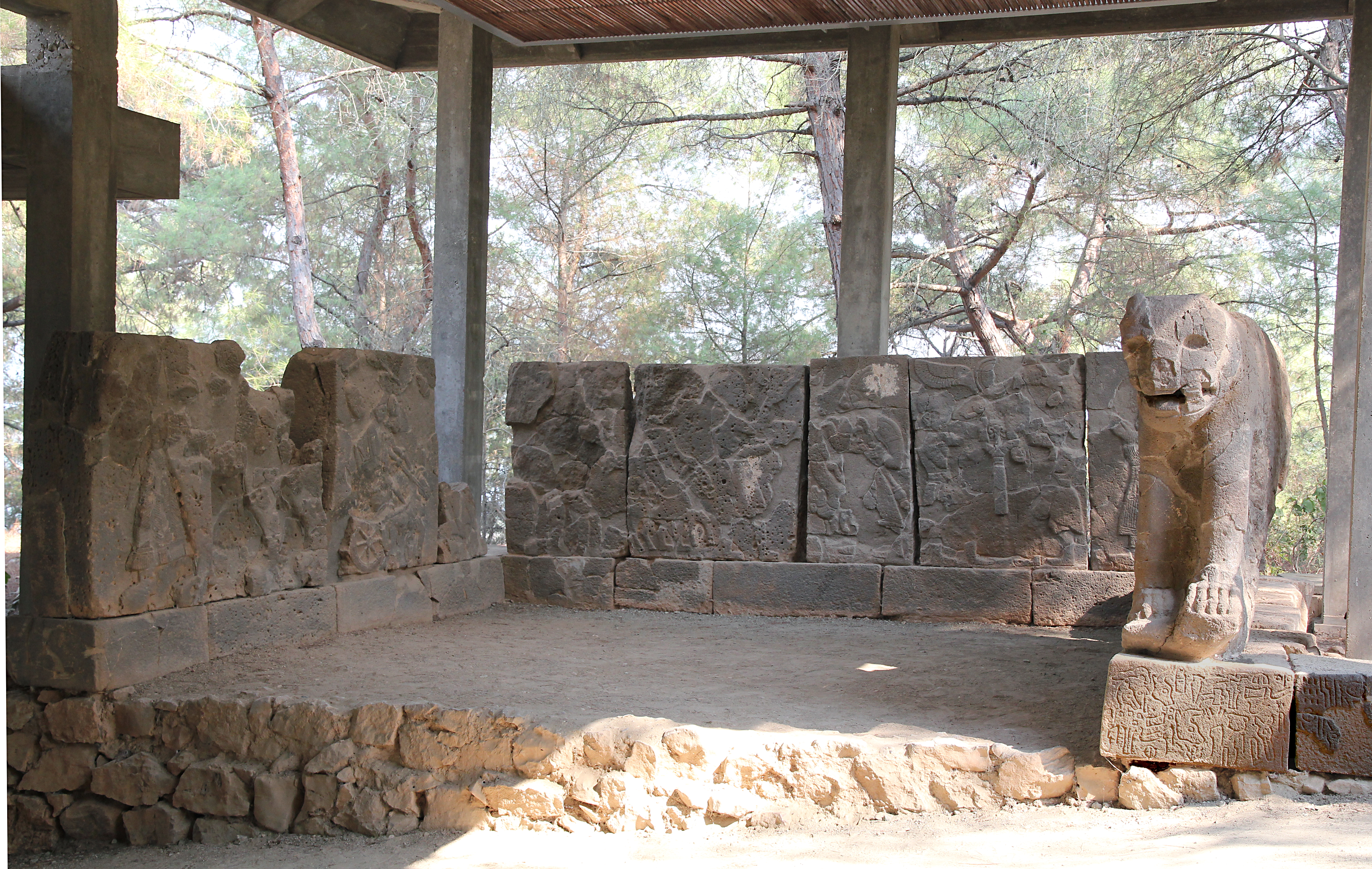
Linke Kammer

Die linke Kammer des Nordtores wurde sehr gestört aufgefunden. Da das Gelände hier in mehreren Richtungen abfällt, waren die Wirkungen der Erosion besonders stark, die schützende Erdschicht reichte nur bis zur halben Höhe der Reliefsteine. Nur ein kleiner Teil der Sockel war in situ verblieben. Von den Orthostaten wurden lediglich Teile der Sphinx NKl 1, die untere Hälfte von NKl 10 und ein Teil des Inschriftensteins NKl 11 am ursprünglichen Standort vorgefunden. Die jetzige Aufstellung der Reliefs ist daher nicht gesichert.

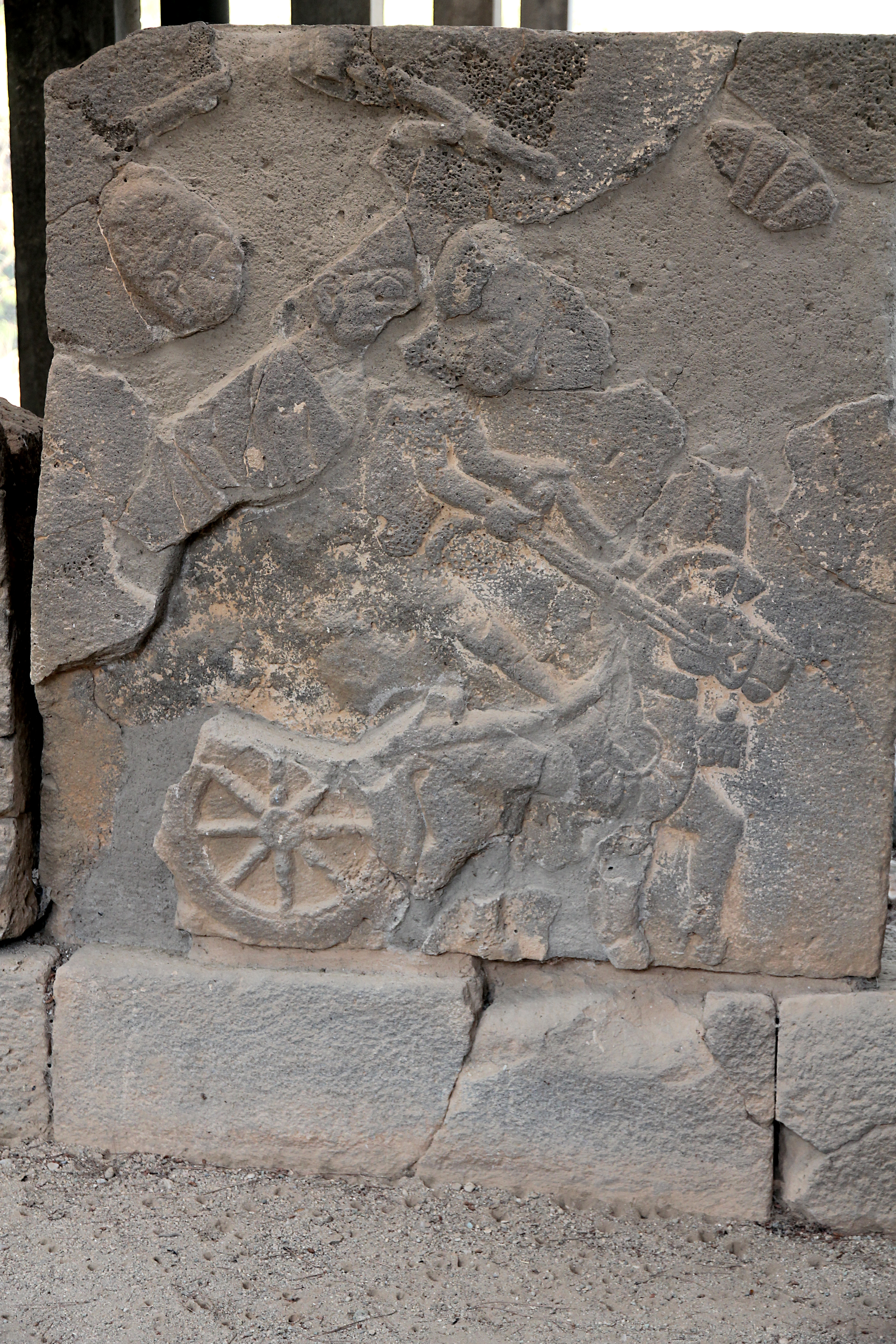
Wagenszene NKl 2

Die Bildnisse der Kammer beginnen links mit der aus mehr als 250 Fragmenten zusammengesetzten Portalsphinx NKl 1. Sie entspricht etwa der gegenüberstehenden NKr 1, jedoch wurde hier auf den Palmettbaum verzichtet. Das folgende Relief NKl 2 zeigt einen nach rechts fahrenden Wagen mit drei Personen, der von einem Pferd gezogen wird. Die vordere Figur, der Wagenlenker, ist vorgebeugt und hält die Zügel in beiden Händen, von den weiteren Insassen ist wenig erhalten. Der Wagen hat achtspeichige Räder, der Wagenkasten ist bis auf ein Stück der Deichsel fast komplett weggebrochen. Die aufgeputzte Mähne des Pferdes ist deutlich zu erkennen, vom Geschirr hängt ein Ring mit Anhängern herab, vom Kopf ein weiteres Zierobjekt. Der Ring ist vergleichbar mit der von assyrischen Pferdebildern bekannten Zierscheibe. Pferdewagen kommen in späthethitischen Darstellungen sonst nur im Zusammenhang mit Jagd oder Krieg vor. Da jedoch hier weder Bewaffnung noch Feinde oder Beutetiere zu sehen sind, kann über die Bedeutung des Reliefs nur spekuliert werden. Ein bogenförmiges Objekt über den Köpfen der Wagenbesatzung wird entweder als Sonnenschirm angesehen oder als Schild, wie er von einem Terrakotta-Wagenmodell aus Ajia Irini auf der Kykladeninsel Kea bekannt ist. Darstellungen von Herrscherausfahrten mit Sonnenschirm sind im mesopotamischen Raum häufig zu finden, der Vergleich mit dem kykladischen Modell würde eher auf einen kultischen Hintergrund deuten. Vom anschließenden NKl 3 ist nur das Fragment einer nach rechts gerichteten Person mit vorgestrecktem Arm erhalten. Möglicherweise war auch eine zweite Figur vorhanden.
Die Rückwand der Kammer beginnt mit NKl 4, einem stark abgesplitterten und fragmentierten Gott, der eine Ziege trägt. Erkennbar sind die nach links gehenden Füße, die linke Hand, die die Hinterbeine des Tieres hält und von diesem Ohr und Hornansatz. Beim folgenden Relief NKl 5 ist die Oberfläche zwar nahezu vollständig, jedoch nur flach in Konturen ausgearbeitet, also wohl nicht fertiggestellt. Zu sehen sind zwei nach rechts schreitende Männer. Der vordere trägt rechts eine Schale sowie in der erhobenen Linken eine Schüssel mit Speise. Diese ist, wie auch bei den Festmahlszenen SVl 3 und SKr 15 im offenen Querschnitt dargestellt, damit der Inhalt sichtbar ist. Der zweite, etwas kleinere Mann führt eine neben ihm laufende Ziege, indem er sie am Horn und am Rücken hält. Die Bedeutung der Szene bleibt offen, möglich ist eine Mahlzeit oder eine Opferszene. Beispiele von gabenbringenden Prozessionen, bei denen ein Mann mit dem Opfertier dem Libierenden folgt, sind aus Arslantepe und aus Karkemiš bekannt. Auch in Alaca Höyük werden Ziegen in ähnlicher Form zur Opferung geführt. Auf dem nächsten, ebenfalls stark fragmentierten Orthostaten NKl 6 ist ein nach links schreitender, die ganze Höhe einnehmender Mann, also vermutlich ein Gott, abgebildet, der einen erjagten Löwen vor sich hält. Das Beutetier hängt von der Hand des Mannes herab, der Kopf ist mit geöffnetem Rachen nach oben gebogen. Der Jäger ist bewaffnet mit Kurzschwert und Streitkolben. Nach den Waffen könnte es sich auch um einen Herrscher oder Beamten handeln, die Lage in der Mitte der Rückwand gegenüber der Göttertrias von NKr 9 weist jedoch eher auf einen Gott.
Das Relief NKl 7 zeigt zwei antithetische Männer, die sich einer in der Mitte stehenden Palme zuwenden, über der Szene schwebt eine Flügelsonne. Es besteht aus 45 Fragmenten, die Oberfläche ist stark beschädigt. Von den Figuren fehlen große Teile, von der Palme sind die Krone mit einer von Voluten eingerahmten Blüte und ein Rest des kreuzschraffierten Stammes zu erkennen. Die Flügelsonne besteht aus konzentrischen Kreisen, die Flügel aus Deck- und Schwungfedern. Ein Vergleich mit einem Relief, das in Domuztepe auf der anderen Flussseite gefunden wurde, zeigt, dass die Beine der Personen gebeugt sind und die Hände wahrscheinlich die Palme berührten. Diese Körperhaltung ist für Tanzende typisch. Die Flügelsonne lässt darauf schließen, dass es sich bei den Abgebildeten nicht um Sterbliche handelt. Orthmann sieht in dem Bild Parallelen zu neuassyrischen Vorbildern. Çambel hält mit Hinweis auf entsprechende Funde aus Nuzi auch eine Verbindung zum mitannisch-hurritischen Kulturkreis für möglich. Der letzte Bildstein der Rückwand mit der Nummer NKl 8 zeigt eine Frauenfigur von voller Reliefhöhe, also wohl eine Göttin. Teile von Kopf und Arm sind weggebrochen. Sie ist mit einem bis zu den Waden reichenden, gefältelten Gewand mit Borte bekleidet, das von einem Gürtel mit vorn herabhängenden Enden umfasst wird. Auf dem Kopf trägt sie einen Henkelkrug, den sie vermutlich mit beiden Händen hält. Die Bedeutung oder genaue Identität der Göttin ist unklar. Durch Aussparungen in der Bosse ist bei diesem Stein die Aufstellung am Kammereck gesichert.
Von NKl 9 ist nur ein 40 Zentimeter hohes und 30 Zentimeter breites Fragment erhalten, das eine Hand zeigt, die wahrscheinlich einen Vogel hält. Das vor allem im oberen Bereich stark gestörte Relief NKl 10 zeigt einen nach rechts gewandten Mann, einen Vogelfänger. Er hat einen gefangenen Vogel über der Schulter. Die Füße des Tiers sind mit einem Strick zusammengebunden, an dessen anderem Ende ein weiterer Vogel hängt. In der Hand hält er einen Netzschläger, mit dem er im Begriff ist, einen vor seinen Füßen stehenden Vogel zu fangen. Ein gleiches Gerät ist auf SKl 14 zu sehen. Bei dem rechten Vogel handelt es sich wahrscheinlich um einen Sichler, eine Ibisart. Reliefreste rechts oben könnten zu einem weiteren Vogel gehört haben. Aus dem Text einer Bronzetafel aus Hattuša geht hervor, dass bei der vertraglichen Übergabe eines Landes die dort befindlichen Vogelfänger mit zu übergeben sind. Das deutet auf eine besondere Bedeutung der Vogelfänger hin, möglicherweise in Zusammenhang mit der Vogelschau, die in der hethitischen Großreichszeit häufig praktiziert wurde. Da das Unterteil von NKl 10 in situ gefunden wurde, ist die Aufstellung hier gesichert. Der nächste Orthostat NKl 11 trägt die Hieroglypheninschrift Hu 1. Der Portallöwe NKl 12 schließt die linke Torkammer ab. Auch er ist stark fragmentiert. Vom beschädigten Kopf sind noch der aufgerissene Rachen, die etwas heraushängende Zunge und die Eckzähne zu erkennen.

Reliefs der linken Kammer des Nordtores
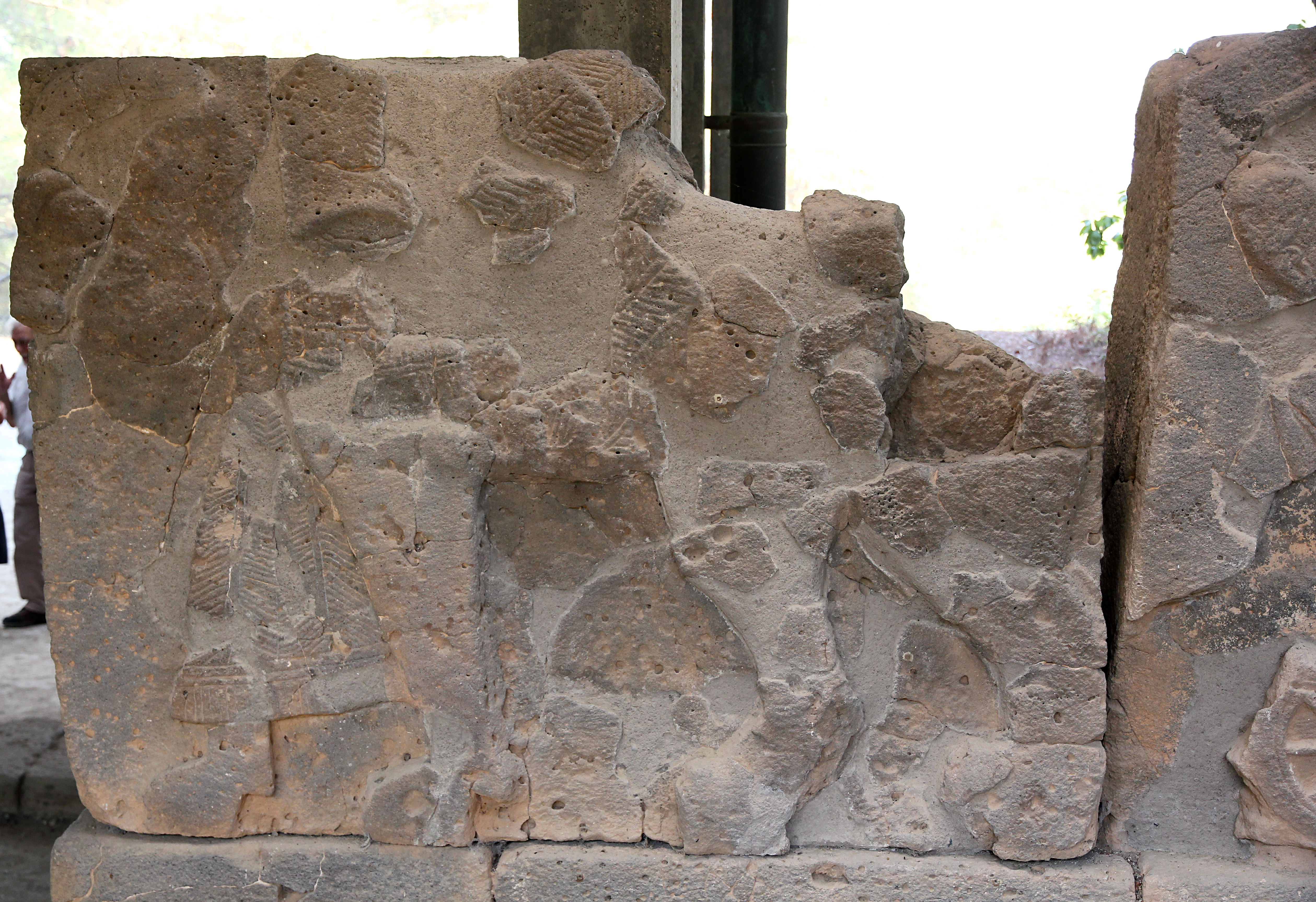
Portalsphinx NKl 1
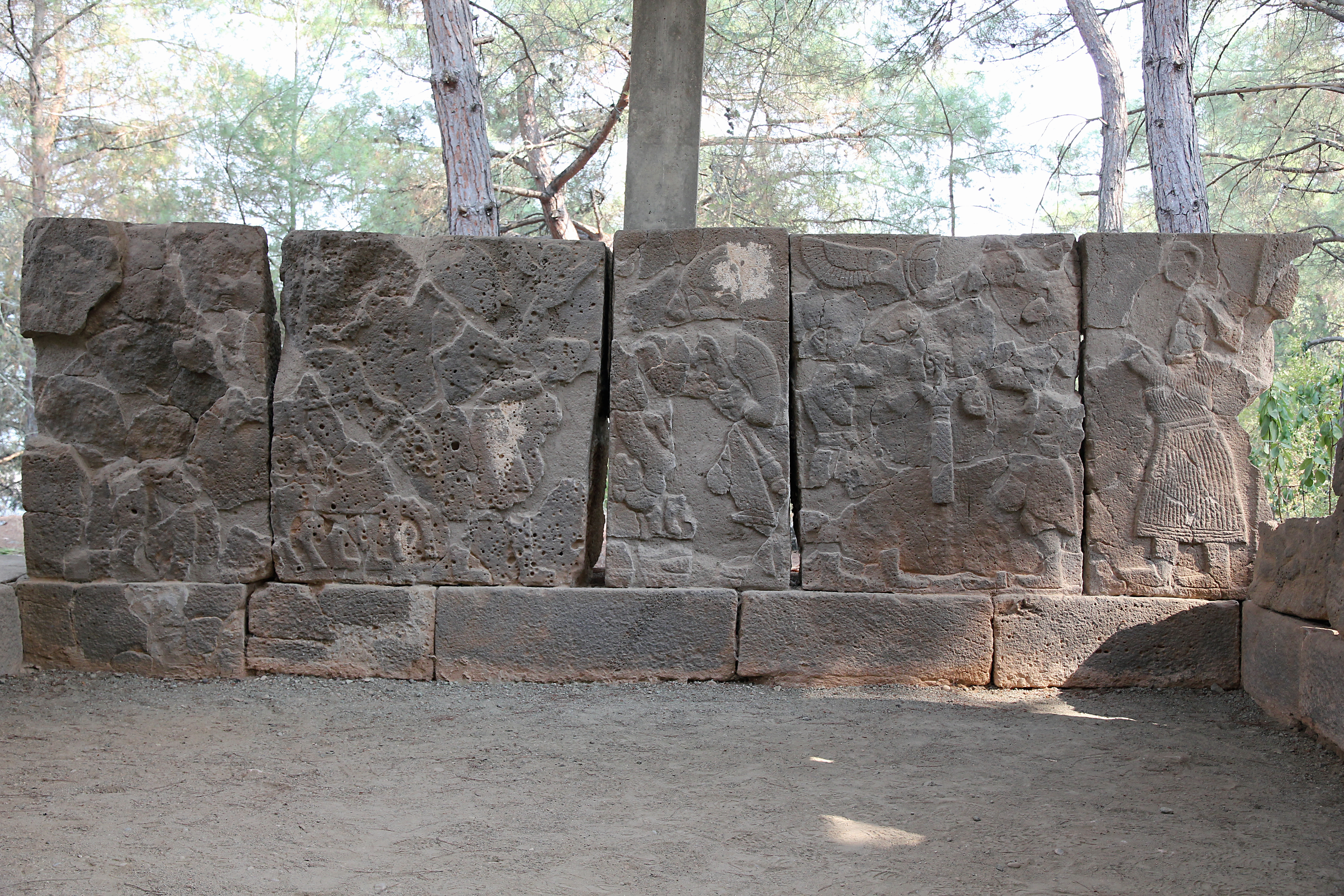
Reliefs NKl 4 bis 8
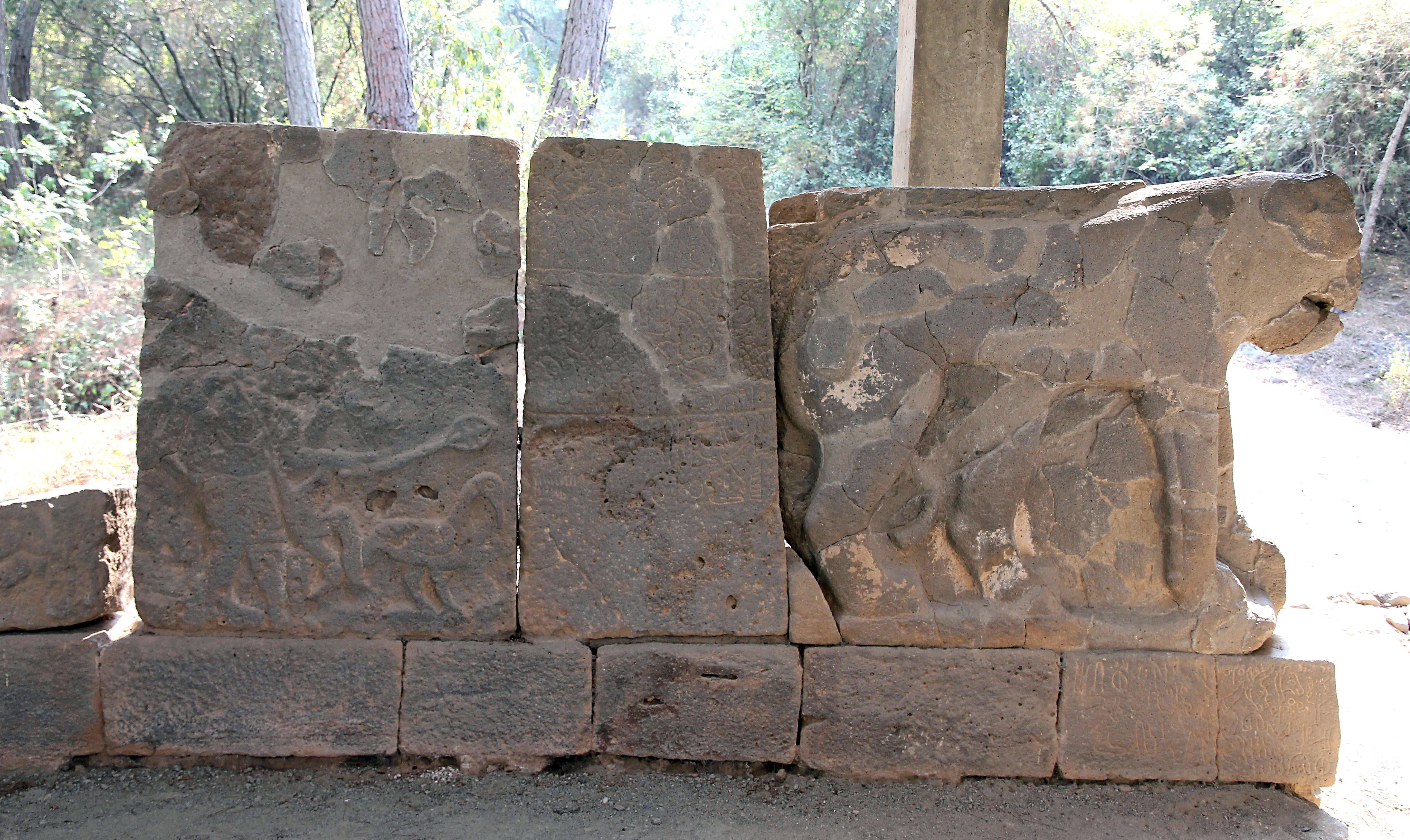
Reliefs NKl 10 bis 12
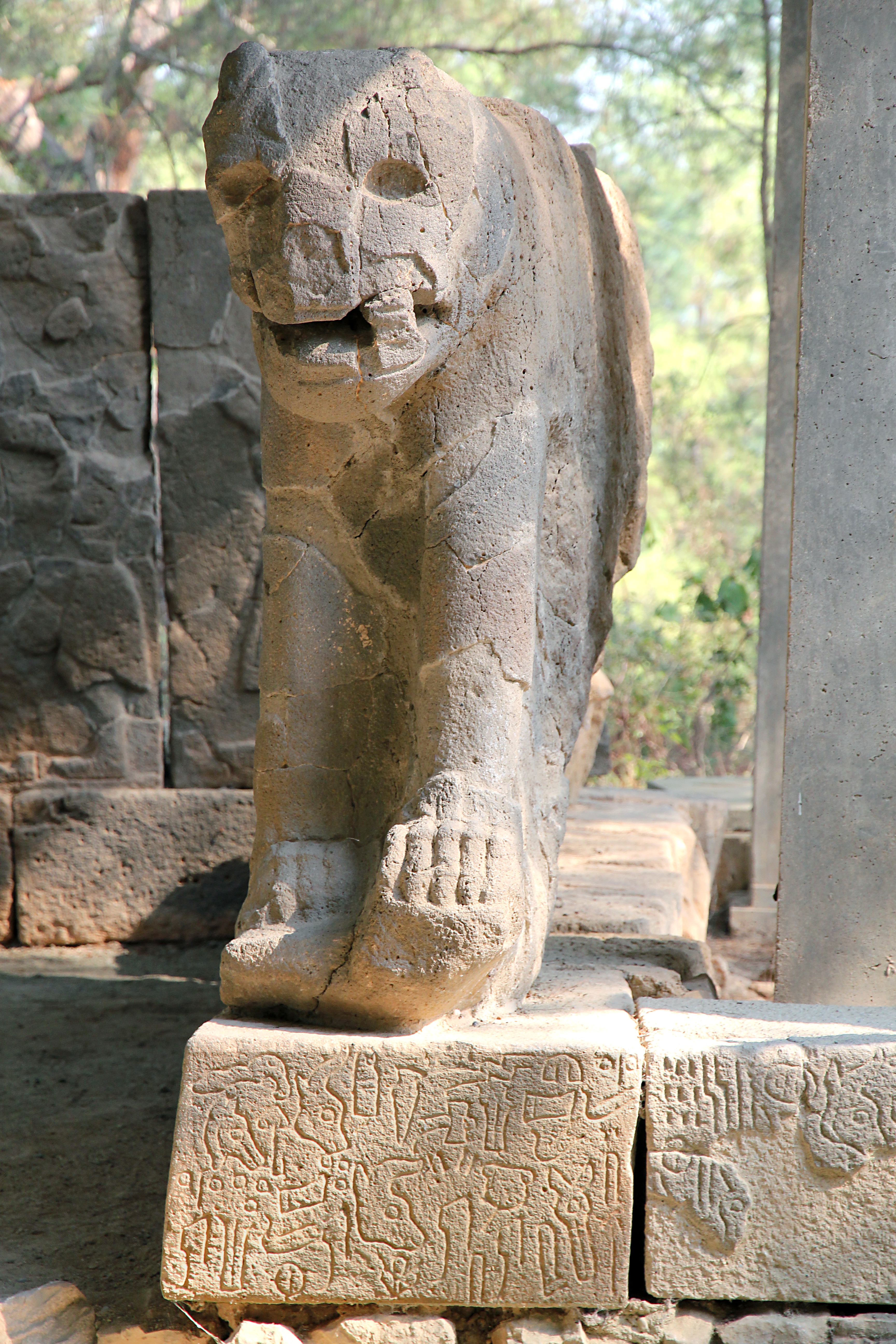
Portallöwe NKl 12

#### Südtor

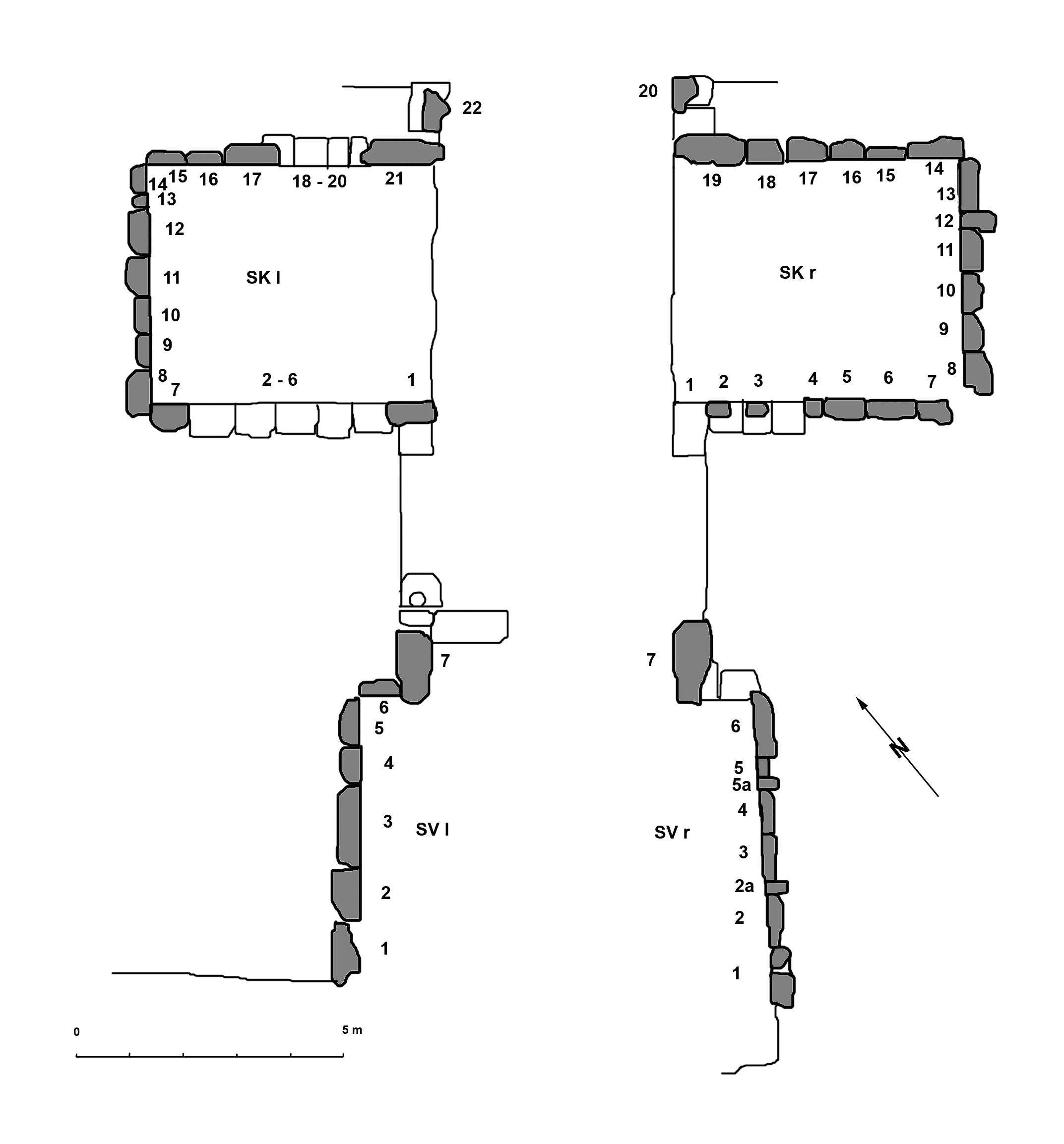
Grundriss Südtor

Durch die Lage des Südtors auf einer hochgelegenen Terrasse nahe der Hügelkuppe konnte sich hier erheblich weniger Erde ansammeln, sodass die Orthostaten den Kräften von Erosion und Vegetation stärker ausgesetzt waren als am Nordtor. Außerdem führte die Lage an einem Steilhang dazu, dass alle einmal bewegten Teile durch starke Regengüsse weiter hangabwärts gespült wurden. Daher war der Auffindezustand der hiesigen Reliefs wesentlich schlechter als am Nordtor. Im Laufe der Jahre wurden immer wieder Fragmente am Hang im Buschwerk gefunden.

##### Vorhof rechts

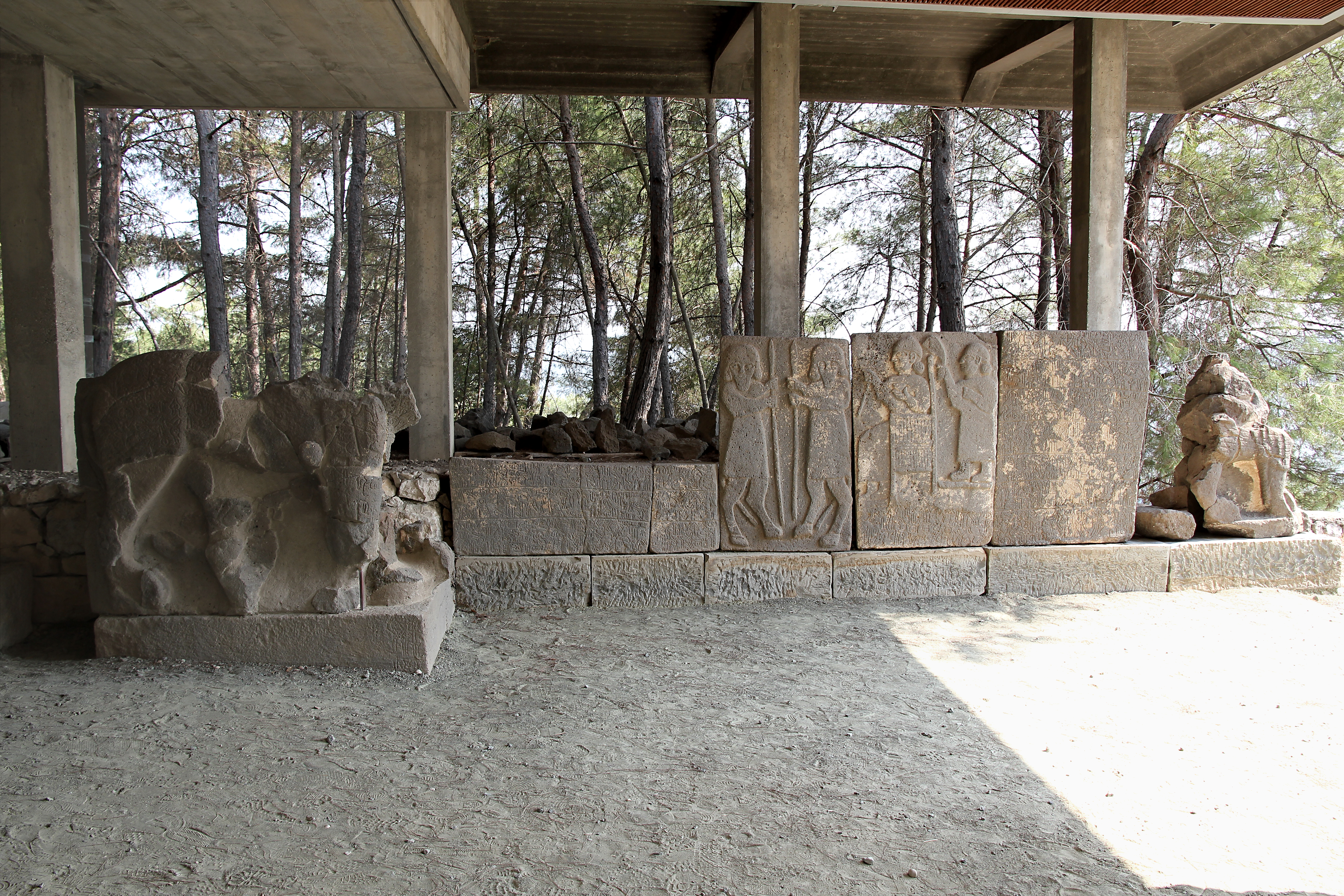
Vorhof rechts

Die rechte Seite des Vorhofs beginnt mit der nur noch teilweise erhaltenen Portalskulptur SVr 1. Übrig sind Beine und Teile des Körpers mit erkennbaren Flügeln. Da Portalsphingen in späthethitischer Zeit an außenliegenden Stellen nicht nachweisbar sind, hält Çambels Mitarbeiterin Aslı Özyar die Figur für einen geflügelten Löwen, ebenso wie die entsprechende gegenüberstehende Skulptur SVl 1. Es folgt SVr 2 mit der luwischen Inschrift Ho 2. Das Relief SVr 3 zeigt den Herrscher, nach links gewandt auf einem Thron sitzend. Seine Füße ruhen auf einer Ablage, die rechte erhobene Hand hält eine Blume, von der allerdings die Blüte weggebrochen ist, die linke vor dem Körper eine Schale. Hinter ihm steht ein etwas kleinerer Mann mit einem Fliegenwedel. Die Augen beider Personen sind frontal abgebildet und doppelt umrandet. Bei dem Stuhl scheint es sich um einen in Karatepe bekannten Typ zu handeln, da er ähnlich auch auf SVl 3 und SKr 16 zu sehen ist. Er ist sicherlich aus Holz und hat seitlich drei Querstreben, dazwischen eine Täfelung. Vergleichbare Szenen gibt es hier auf den erwähnten Reliefs sowie in Zincirli. Unter den Figuren sind ohne Zusammenhang Teile des hieroglyphen-luwischen Textes angebracht.
Auf dem Orthostaten SVr 4 sind zwei antithetische Stiermenschen dargestellt. Die frontal gezeigten Gesichter sind menschlich mit langen, auf die Schulter fallenden Haaren und einem Bart. Unterhalb des Hemdes sind die Hinterfüße von Stieren und der Schwanz zu erkennen. Die Hände halten auf dem Boden stehende Lanzen. Winfried Orthmann listet in seinen Untersuchungen zur späthethitischen Kunst zahlreiche Beispiele derartiger Stiermenschen auf, ebenso vereinzelte Darstellungen aus hethitischer Großreichszeit und aus mittel- und neuassyrischer Kunst. Meist handelt es sich um Wächterfiguren, die Bedeutung der Wesen in Karatepe ist jedoch unklar. Die folgenden Steine SVr 5 und SVr 6 tragen die luwischen Inschriftenteile Ho 6a und 6b. Die den Vorhof abschließende Löwenfigur SVr 7 ist im Unterschied zum Nordtor um mehr als einen Meter versetzt. Sie besteht aus zahlreichen Fragmenten, große Teile, darunter der Kopf, fehlen. Den Körper bedeckt die Inschrift Ho 1.

Reliefs der rechten Seite im Vorhof des Südtores
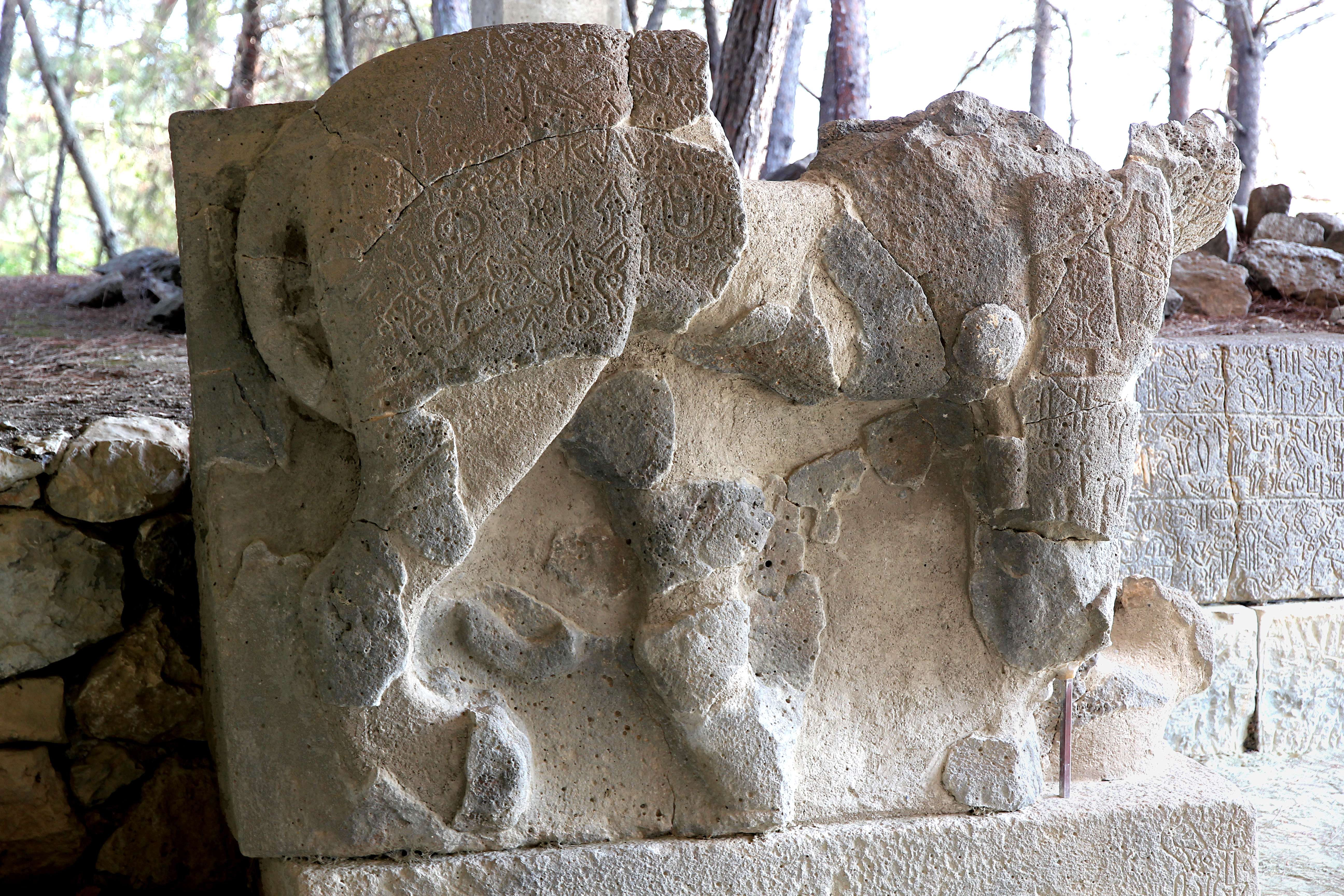
Löwe SVr 7 mit Inschrift
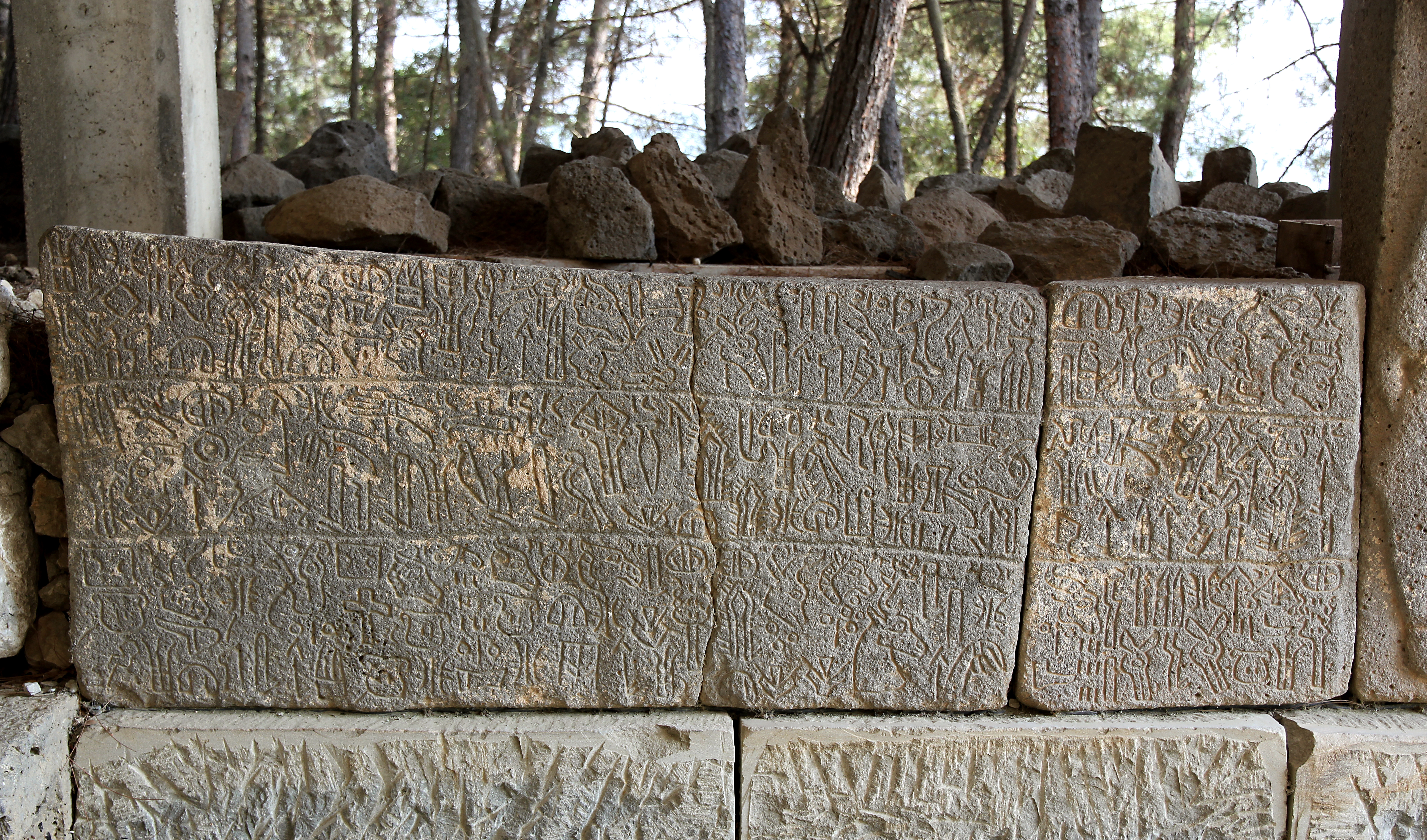
Hieroglypheninschrift auf SVr 6, 5 und 5a
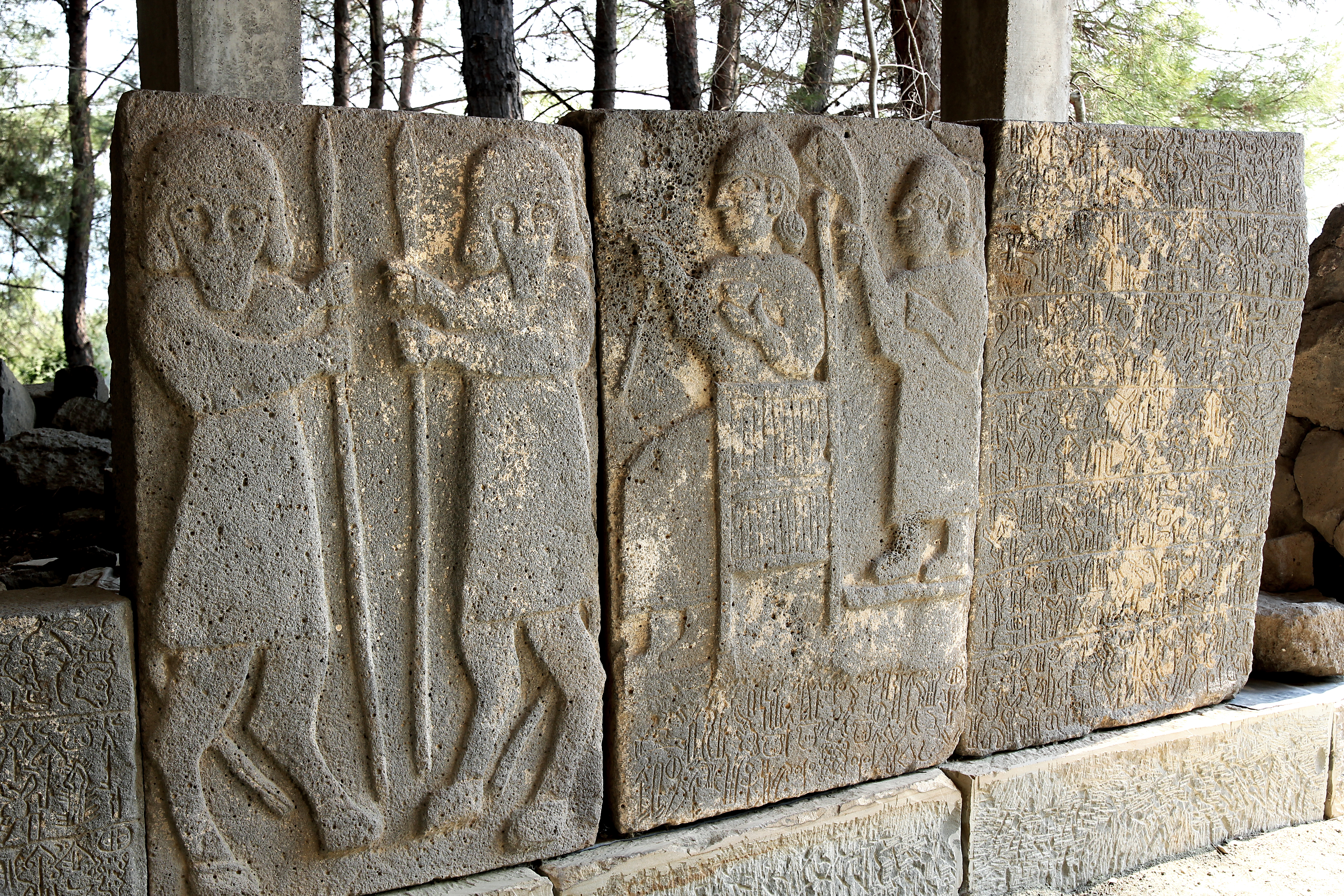
Reliefs SVr 4 und 3, Inschriftenstein SVr 2
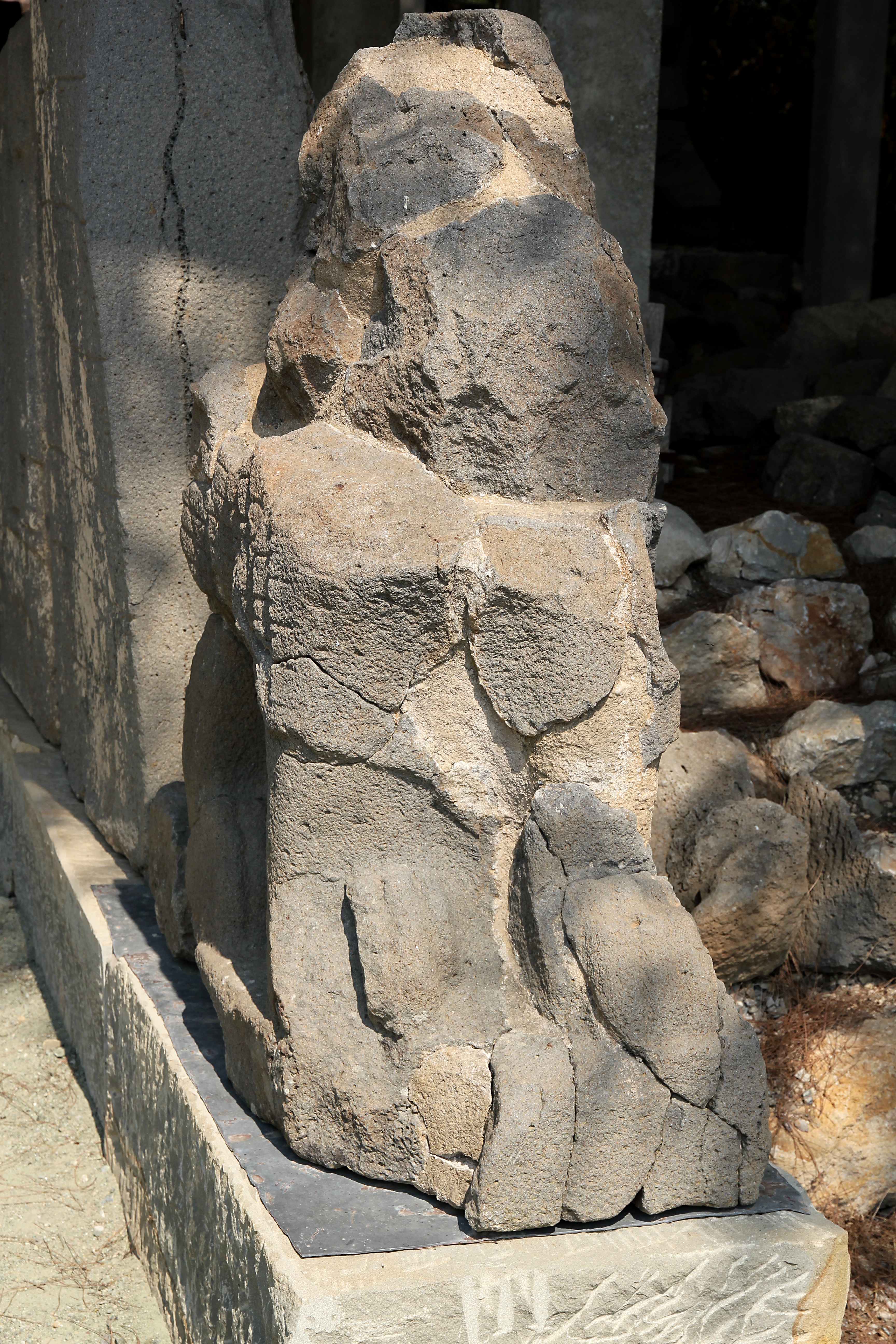
Flügellöwe SVr 1

##### Vorhof links

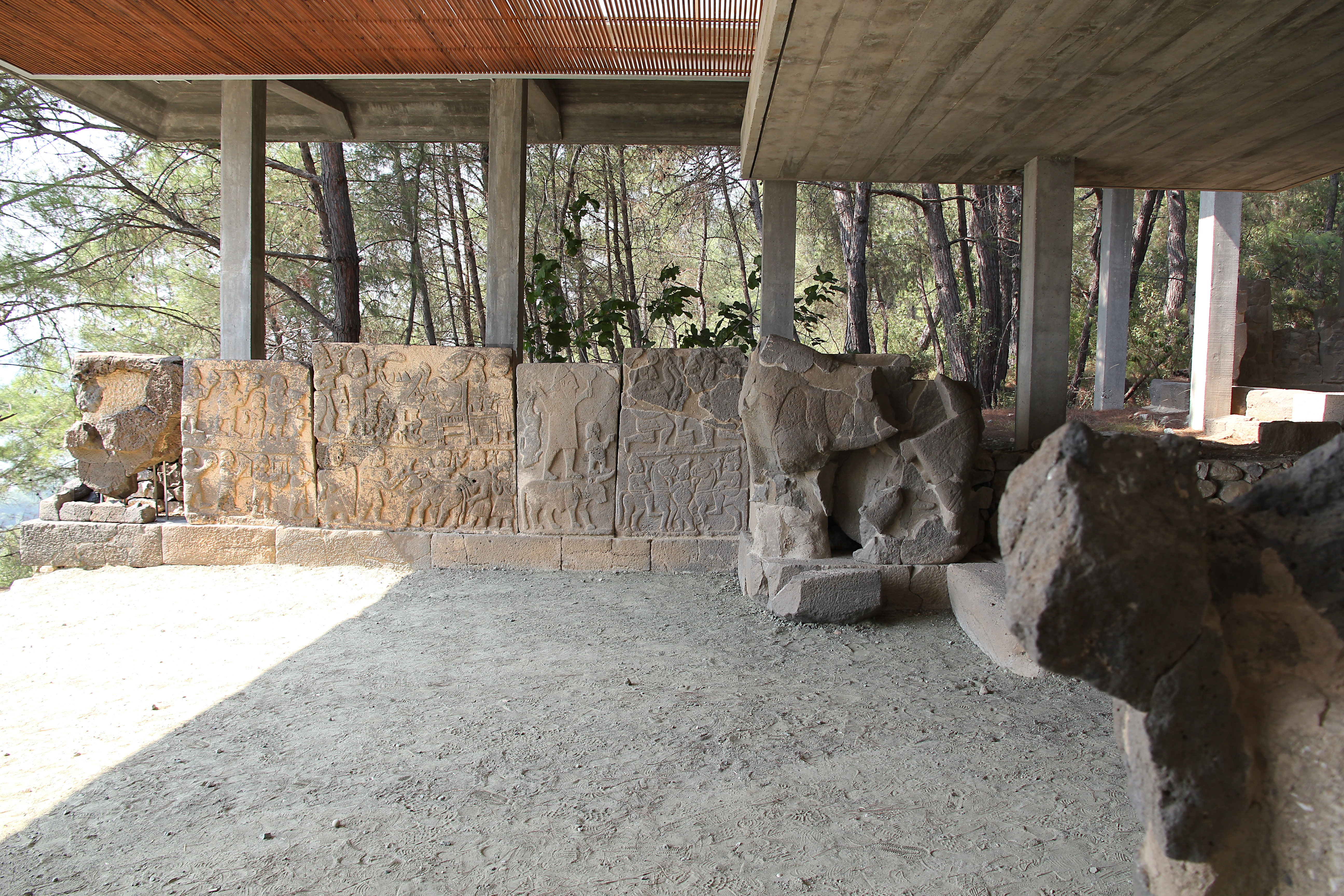
Vorhof links, im Vordergrund SVr 7

Von dem die linke Vorhofreihe eröffnenden geflügelten Löwen SVl 1, dem Gegenstück zu SVr 1, sind nur geringe Teile erhalten, sie sind heute mittels Metallstützen in vermuteter Position angebracht.
Die beiden folgenden Orthostaten SVl 2 und SVl 3 müssen als zusammengehörig angesehen werden. Beide sind in zwei Zonen aufgeteilt, links werden oben Speiseträger, unten eine Musikkapelle und rechts oben eine Festmahlszene und unten ein Stieropfer dargestellt. Die Speiseträger sind vier männliche Figuren, drei davon nach rechts, einer nach links gewandt. Der vorderste, rechte, trägt zwei Getränkegefäße, eine Phiale und ein Henkelgefäß, die der erkennbaren Kannelierung nach aus Bronze oder Edelmetall sind. Der zweite, kleinere, der als einziger ohne Bart gezeichnet ist, hält eine Schnabelkanne und einen Beutel, möglicherweise mit Wasser und Gewürzen. Warum er als einziger nach links blickt, lässt sich nicht klären. Der dritte bringt auf einem Tablett einen Hasenbraten, der vierte eine Ente. Alle vier sind mit knielangen Hemden mit Borte bekleidet. Die vier Musikanten im unteren Bereich sind ebenfalls nach rechts gerichtet. Sie werden von einem Auleten angeführt, die nächsten beiden spielen verschiedene Leiern. Diese unterscheiden sich im Typ von denen in Szene NVl 7, die erste ist eine Rundbodenleier, wie sie im ägäischen Raum beheimatet ist, die zweite eine asymmetrische Flachbodenleier, die aus Mesopotamien und Nordsyrien, aber auch im 2. Jahrtausend v. Chr. in Anatolien bekannt ist, unter anderem von einem hethitischen faustförmigen Rhyton unbekannter Herkunft. Der vierte Musiker schlägt eine Rahmentrommel. Im Unterschied zu NVl 7 ist es hier ein Mann, der dieses Instrument bedient. Orthmann gibt in seinen Untersuchungen eine große Zahl von hethitischen Musikkapellen an, die er in verschiedene Gruppen aufteilt. Diese ordnet er in Gruppe B ein, bei der sich die Musiker in einer Reihe in die gleiche Richtung bewegen. Vergleichbare Kapellen tauchen in Zincirli und Karkemiš auf.

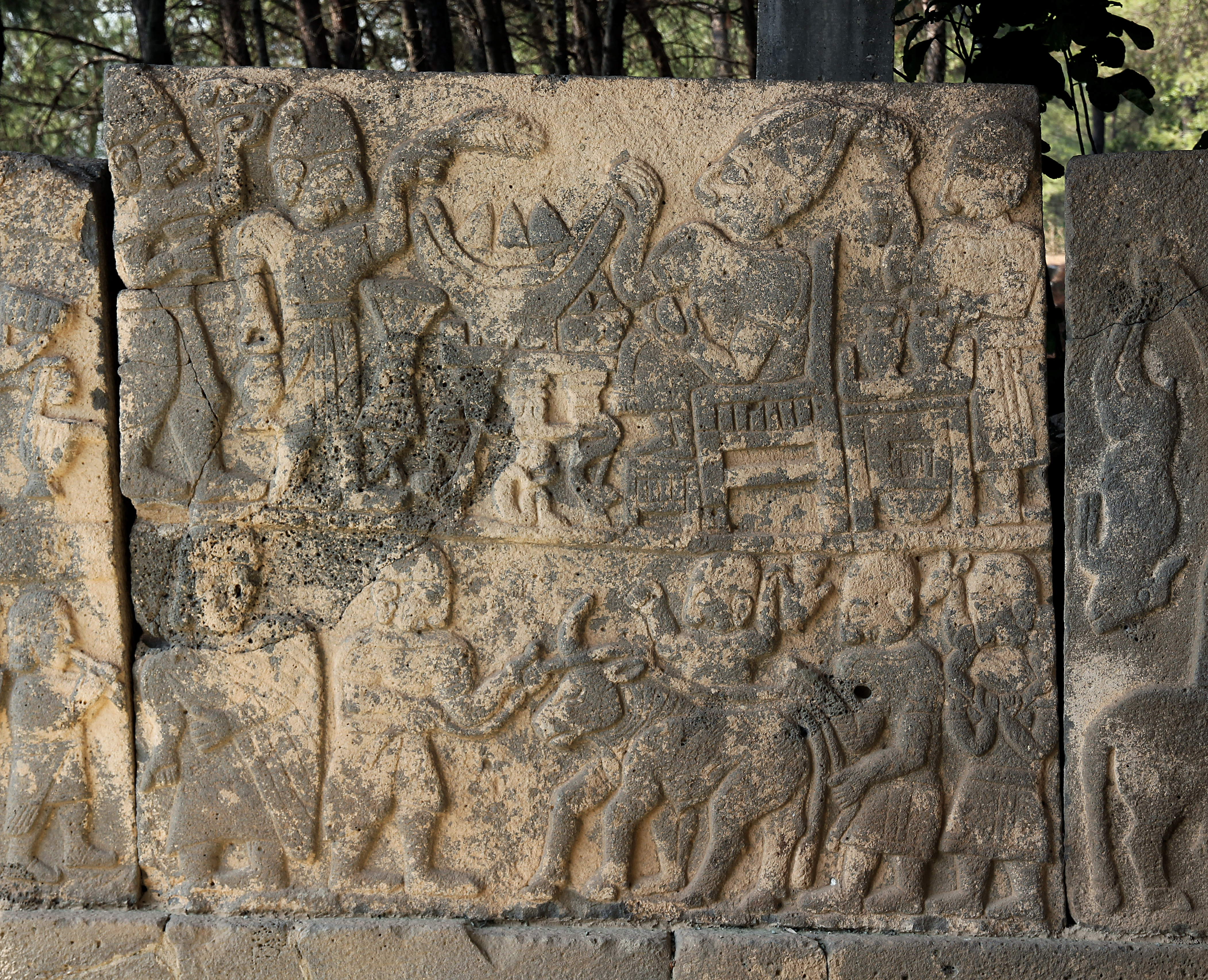
Festmahlszene SVl 3

Die obere Hälfte der rechten Abbildung SVl 3 zeigt eine auf einem Thron sitzende männliche Gestalt, die Füße auf einer Bank ruhend, vor einem gedeckten Tisch. Die rechte Hand greift nach den Speisen in einer Schale, die im Querschnitt dargestellt ist, zu sehen sind Fladenbrote und kegelförmiger Käse. Einen solchen hält er in der linken Hand, die auf der Armlehne ruht. Hinter dem Sessel steht ein weiterer Speisenständer mit zwei Henkelkrügen, daneben ein Diener mit Wedel. Vor dem Thronenden stehen ihm zugewandt zwei weitere Bedienstete, der vordere ebenfalls mit Fliegenwedel sowie einem Krug, der hintere bringt ein Tablett mit nicht identifizierbaren Speisen. Links neben dem Tisch befindet sich ein Räucherständer. Unter dem Tisch kauert ein Äffchen mit der Pfote am Mund, anscheinend verspeist es Reste des Mahles. Bei den Gefäßen handelt es sich um Formen aus Ton und Metall, die aus Zentralanatolien bekannt sind, aber auch aus dem weiteren Umkreis wie beispielsweise aus Kreta, der Levante oder Zypern. Unter den Keramikfunden vom Karatepe war allerdings kein vergleichbares Geschirr. Der Stuhl mit der Sitzbank ähnelt demjenigen von SVr 3 und SKr 16, er ist, ebenso wie der Speisenständer, aus Holz und stammt aus einheimischer Produktion. Der Tisch steht auf S-förmigen Beinen, die oben mit einer stabilisierenden Querstrebe verbunden sind. Darüber sind drei Kapitelle zu erkennen, die die Platte tragen. E. Gubel sieht in seiner Untersuchung zu phönizischen Möbeln eine dortige Herkunft des Tisches, aber auch der bekannte Tisch aus dem großen Tumulus von Gordion bietet sich als Vergleich an. Çambel nimmt an, dass dem Steinmetz phönizische und phrygische Tische bekannt waren, sodass er beides in seine Vorstellungen eines fürstlichen Tisches einfließen ließ. Affen sind und waren im anatolischen Raum nie heimisch, tauchen aber sowohl in assyrischen als auch in kleinasiatischen Abbildungen ab dem 2. Jahrtausend v. Chr. auf, sie sind wohl als Geschenke aus Ägypten in das Gebiet gelangt. Ob ihm eine Bedeutung im Rahmen des dargestellten Rituals zukommt, lässt sich nicht klären.
Im unteren Abschnitt von SVl 3 ist eine Opferszene zu sehen. Ein Stier wird von zwei rechts und links stehenden Männern an einem Strick gehalten, hinter dem Tier steht ein weiterer Mann mit einem Krug in den Händen. Am rechten Rand des Reliefs trägt ein Mann eine Ziege auf den Schultern. Ein fünfter Mann steht links der Szene, von ihr abgewandt. Er ist mit einem Umhang mit parallelen Streifen bekleidet, den Çambel mit dem des Königs Warpalawa vom Felsrelief von İvriz vergleicht. Seine Funktion ist nicht geklärt. Die Opferung von Stier und Ziege könnten hier, ähnlich wie bei NKr 17, einen Bezug zu dem im Text der Inschrift beschriebenen jährlichen Opfer an den Wettergott haben.
Die Opfertiere weisen darauf hin, dass es sich bei der Szene SVl 2/3 um ein rituelles Mahl handelt. Dabei besteht möglicherweise ein zeitlicher Zusammenhang der beiden oberen Bilder, in denen Speisen zum Tisch des Thronenden gebracht werden, und der beiden unteren, in denen das Opfer durch eine Musikkapelle begleitet wird. Aber ebenso können alle vier Bilder als Einzelteile derselben Handlung aufgefasst werden. Beispiele für beide Möglichkeiten sind unter anderem in Mesopotamien zahlreich vorhanden. Bei der thronenden Person kann es sich nach Çambel nicht um einen Gott handeln, da diese zwar bei Bankettszenen sitzend, aber nie im Zusammenhang mit sterblichen Bediensteten dargestellt werden. Daher bleibt nur die Deutung als Herrscher, ob es allerdings ein lokaler Regent, also Azatiwada, ist oder ein bereits verstorbener, vergöttlichter König, in dem Fall vermutlich Awariku/Urikki, bleibt Spekulation. Ebenso ungeklärt ist die Funktion der linken Gestalt in der Stieropferszene, mit der möglicherweise ein Priester dargestellt ist, der die Opferungszeremonie leitet, vielleicht aber auch der oben abgebildete Herrscher selbst, der zu einem anderen Zeitpunkt in priesterlicher Funktion dem Ritual beiwohnt.
Der Orthostat SVl 4 zeigt einen nach rechts blickenden, auf einem Stier stehenden Mann. Er hält mit der rechten Hand einen Hasen an den Hinterläufen, in der linken einen Vogel. Vor ihm steht eine kleinere, ebenfalls rechtsgewandte Figur. Die Größe und die Tatsache, dass er auf einem Stier steht, weisen ihn eindeutig als Gott aus. Während sonst diesen Standort der Wettergott innehat, deuten hier die abgebildeten Tiere an, dass eine Vermischung von Wettergott mit einem Schutzgott der Felder und Tiere vorliegt. Die Funktion der kleinen Figur ist unklar, möglicherweise stellt sie den Herrscher dar, allerdings wegen der gleichen Blickrichtung nicht als Adorant, sondern als Schutzbefohlenen, vergleichbar mit der Abbildung Tudhalijas als Schützling Šarrumas in Yazılıkaya.
Das folgende Relief SVl 5 ist wieder in zwei Zonen aufgeteilt. In der oberen wird ein in der Mitte stehender, unbewaffneter Mann von zwei antithetischen Kriegern mit Schwertern erstochen. Die beiden tragen die Raupenhelme der Fußtruppen sowie runde Schilde und halten den Mann mit einer Hand an den Handgelenken fest. Dieser steht erhöht auf einem Podest. In dem unteren Bild steht in der Mitte ein Krieger mit Helm und über der Schulter getragenem Schild. Er hält die Pferde zweier Reiter am Halfter fest. Diese sind mit für die Reiterei typischen Spitzhelmen und Lanzen bewaffnet, die sie waagrecht in Höhe der Pferderücken halten. Sie ziehen die Köpfe der Reittiere zurück, um sie anzuhalten. Vom Zaumzeug sind die Zügel und verschiedene Riemen zu sehen. Zu der oberen Szene finden sich vergleichbare Darstellungen in Tell Halaf und Karkemiš. Zur unteren Szene sind aus Anatolien und Mesopotamien keine Parallelen bekannt, weshalb eine Deutung nicht möglich ist.
Der nächste Stein enthält den Abschnitt Pho B II der phönizischen Inschrift. Die linke Vorhofreihe wird abgeschlossen mit dem nur stückweise erhaltenen Portallöwen SVl 7. Der Kopf der Figur fehlt, auf dem Körper ist die Inschrift Pho B I eingraviert.

Reliefs der linken Seite im Vorhof des Südtores
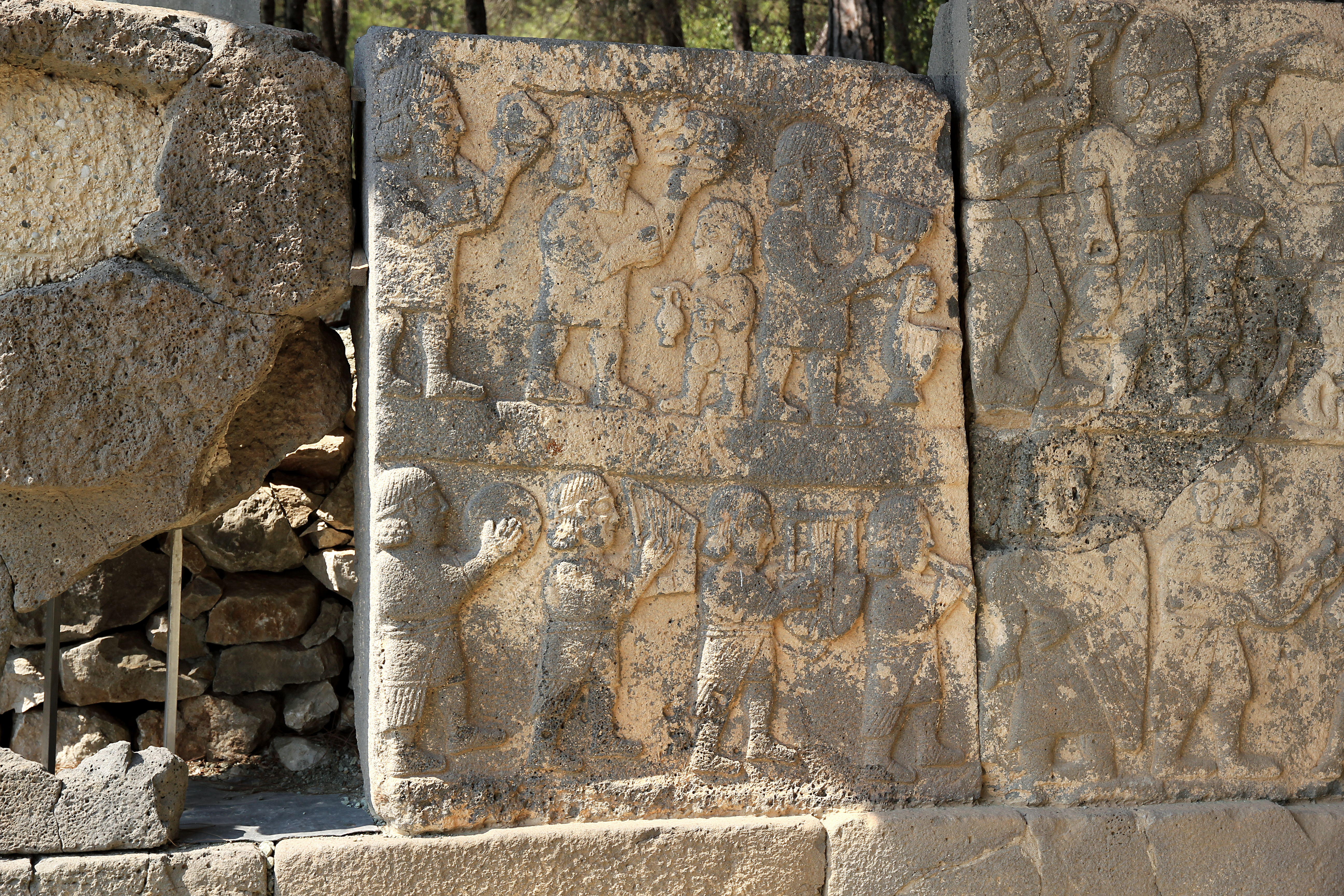
Relief SVl 2
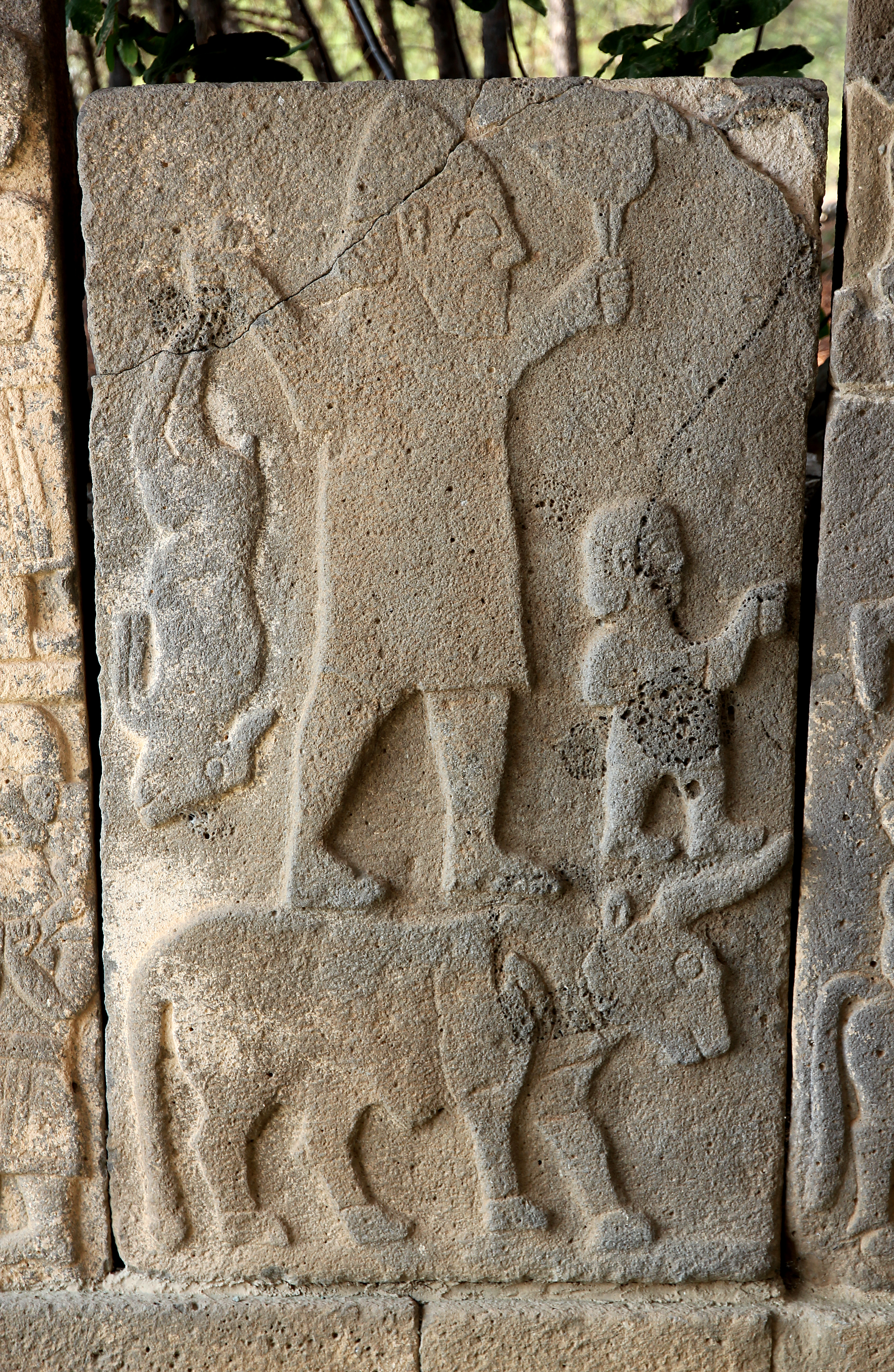
Relief SVl 4
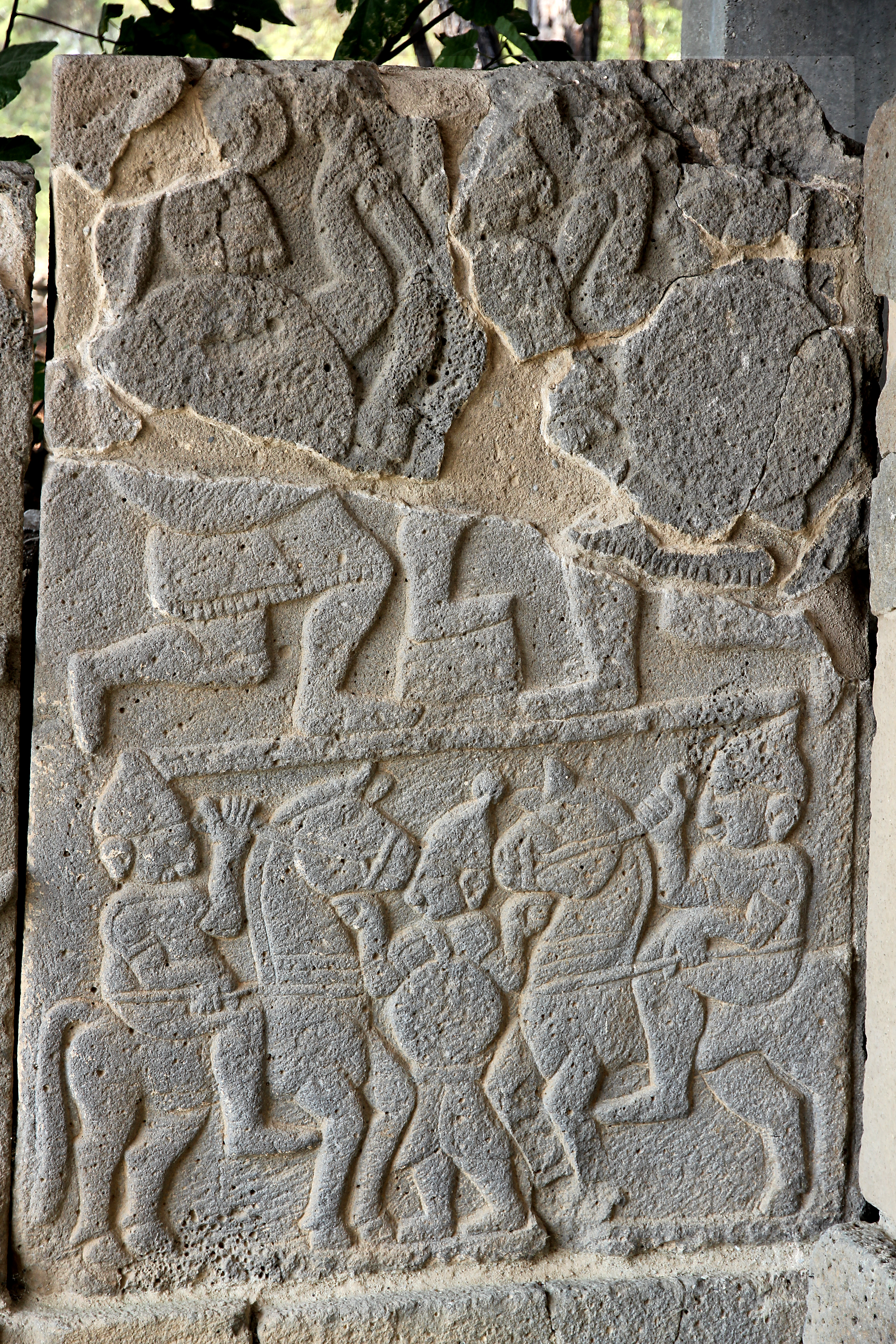
Relief SVl 5
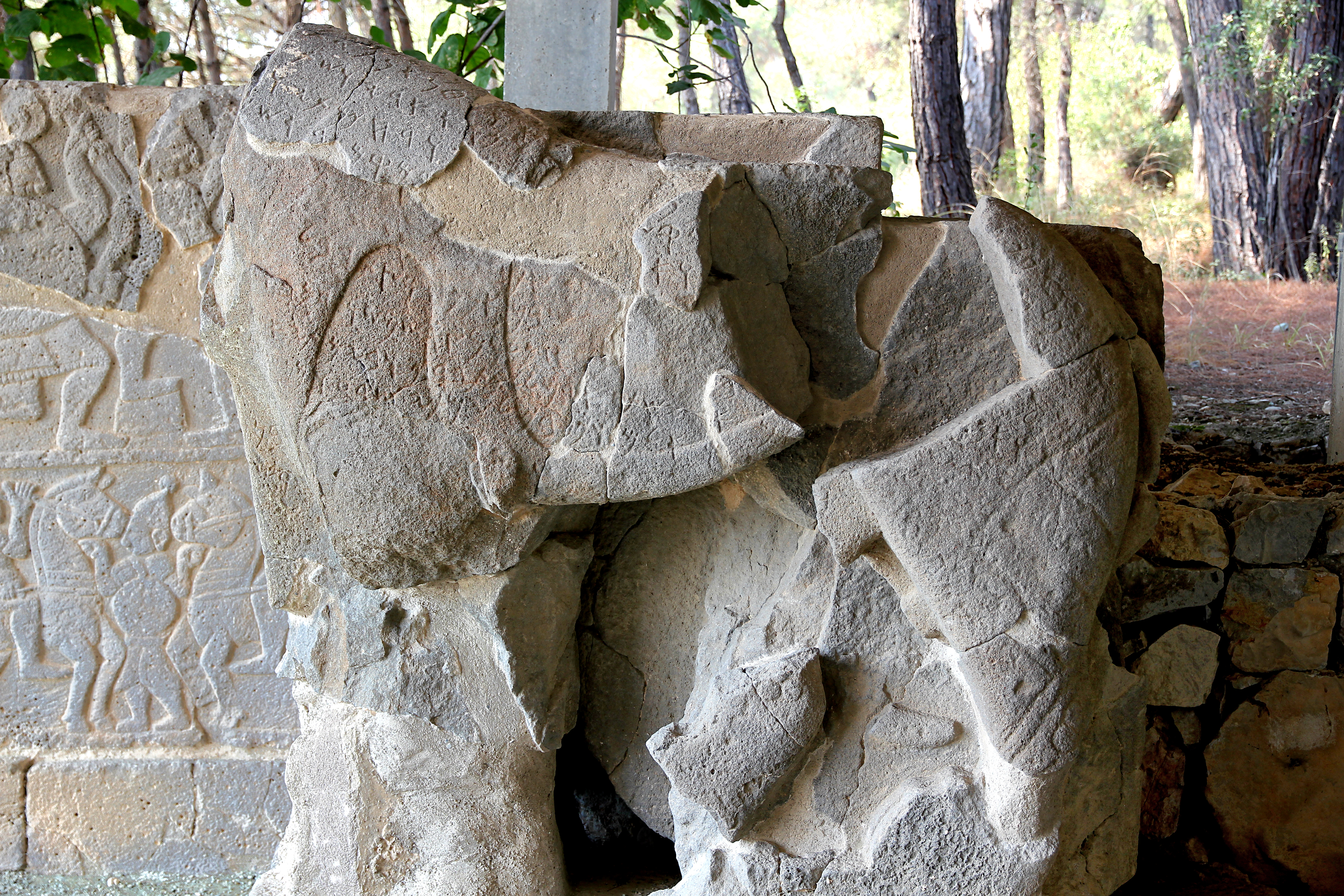
Löwe SVl 7

##### Rechte Torkammer

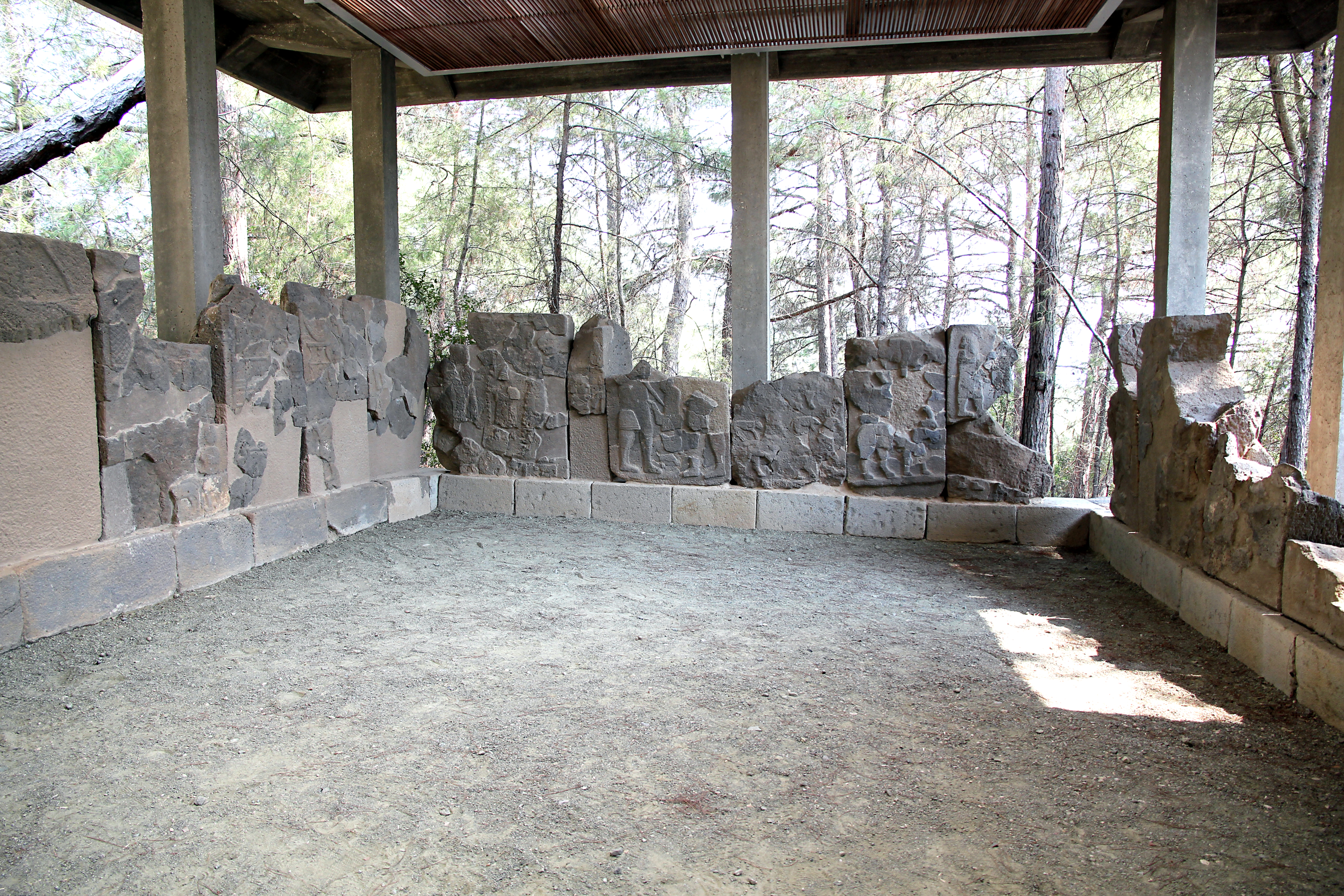
Rechte Kammer

Die Reliefs der rechten Torkammer sind nur in wenigen Fragmenten erhalten, die Aufstellung ist, mit Ausnahme des Portallöwen SKr 19, nicht gesichert.
Vom ersten Stein der rechten Kammer SKr 1 ist nichts erhalten, vom zweiten SKr 2 nur ein Fragment mit dem linken unteren Teil einer aufrechten Gestalt. Bei SKr 3 ist lediglich in der rechten unteren Ecke eine kleine männliche Figur in Grußhaltung erkennbar. Beim ebenfalls fragmentierten SKr 4 ist nur noch ein nach rechts gewandter Mann zu sehen, der in einem kastenartigen Gebilde steht. Die Reste von SKr 5 lassen den Teil einer Schiffszene ähnlich NKr 19 erkennen, übrig sind der Rumpf mit einem Rammsporn, einige Ruder sowie eine im Wasser treibende Leiche. Auf SKr 6 ist eine Wagenszene dargestellt. Zu sehen sind ein Lenker mit vorgestreckten Armen und eine zweite Personen, von der der obere Teil abgesplittert ist. Vom Gefährt sind der Wagenkasten und Teile des Pferdes erhalten. Links oben, über den Figuren, ist ein Tier, möglicherweise ein Hund, zu erkennen. Das ebenfalls stark zerstörte Relief SKr 7 zeigt eine weitere Wagenszene mit Resten des Pferdekörpers ohne Kopf sowie Teilen des Kastens und die Arme des Wagenlenkers. Zwei schwer erkennbare Tiere, ein Vogel und vielleicht ein Hund, was jeweils auf eine Jagdszene hindeuten könnte.
Auf der zweizonigen Reliefplatte SKr 8, mit der die Kammerrückwand beginnt, ist von ursprünglich mindestens drei abgebildeten Personen nur noch eine links oben zu erkennen, die einen Fisch in der Hand hält. Von zwei anderen sind nur links unten die Füße erhalten. Der wiederum in zwei Zonen aufgeteilte Orthostat SKr 9 zeigt zwei kräftige, nach rechts gewandte Ziegenböcke. Der untere ist in großen Teilen, der obere nur fragmentarisch erhalten. Vergleichbare Darstellungen sind in der späthethitischen Kunst nicht bekannt, eine Deutung ist daher nicht möglich. Von Relief SKr 10 fehlt die obere Hälfte, in der unteren sind ein Hirsch und eine Ziege zu sehen, die von Hunden gejagt werden, die sie von hinten anfallen. Vom Hirsch sind nur noch Umrisse zu erkennen. Derartige Jagdszenen sind schon aus dem 2. Jahrtausend v. Chr. aus Alacahöyük, aber auch aus den etwa zeitgenössischen Orten Zincirli und Karkemiš bekannt. In SKr 11 stehen sich zwei die volle Reliefhöhe ausfüllende Männer gegenüber, die einen dritten, nackten, kopfüber an den Füßen halten. Der linke Mann sticht ihm mit seinem Schwert in den Körper. Vergleiche mit entsprechenden Darstellungen, unter anderem wieder aus Zincirli und Karkemiš, zeigen, dass es sich hier um die Tötung des Ḫumbaba durch Gilgamesch und Enkidu handelt. Auf den Resten des nur 29 Zentimeter breiten Binders SKr 12 ist der Oberkörper eines nach rechts gewandten Kriegers zu sehen, der eine Keule und eine Lanze hält, darüber senkrecht ein Fisch. Die Bedeutung des Reliefs ist unklar, möglicherweise steht der Fisch in Zusammenhang mit SKr 8. Das aus zahlreichen Einzelteilen zusammengesetzte Bild SKr 13 zeigt zwei große Männer, die sich gegenüberstehen, dazwischen einen kleineren. Die beiden Äußeren scheinen auf nicht genau identifizierbaren vierfüßigen Tieren zu stehen, was sie als Götter ausweist. Sie halten nicht erkennbare Tiere in den Händen. Auch der dritte, kleinere Mann in der Mitte hält ein Tier an den Hinterläufen, es ist vermutlich der Herrscher im Schutz der beiden Gottheiten.

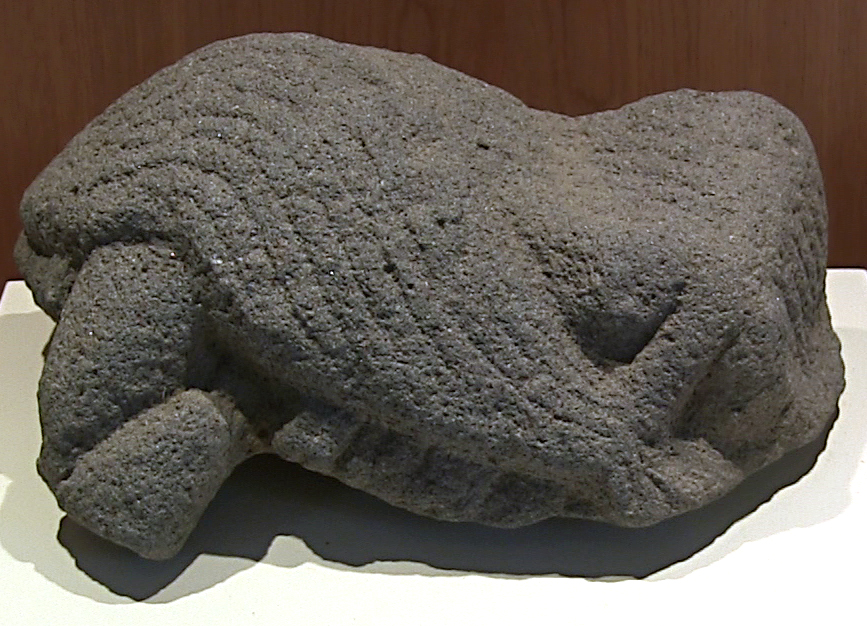
Fragment eines Löwenkopfes im lokalen Museum, vermutlich zu SKr 19

Die linke Seitenwand beginnt mit SKr 14, von dem nur wenige Teile erhalten sind. Reste von fünf Männern, wohl ursprünglich sechs, sind in zwei Zonen erkennbar. Da weder Opfertiere noch Speisen zu sehen sind, ist nicht zu klären, welche Art Zug sie bilden. Die beiden folgenden, zusammengehörigen Orthostaten SKr 15 und SKr 16 enthalten in Resten eine Bankettszene, vergleichbar SVl 3. Die Anordnung ist verändert, der Thronende sitzt links, die Darstellung scheint der bekannten Festmahlszene nachempfunden, dabei aber vereinfacht. So ist beispielsweise der Tisch einfacher gezeichnet, die Speisen liegen ohne Schale darauf. Die wenigen erhaltenen Fragmente von SKr 17 zeigen rechts unten einen kleinen Mann, davor den Hinterleib eines Pferdes. Ein Gebilde in der linken oberen Ecke könnte laut Özyar ein Lockvogelkäfig sein. Vom nächsten Relief SKr 18 ist nur das obere Drittel vorhanden. Zu sehen ist ein Bogenschütze, der Größe nach ein Gott. Er ist nach rechts gewandt und hält einen ungespannten Bogen in der ausgestreckten Hand, auf der Schulter trägt er einen Köcher. Ein ähnliches Bild ist auf NVr 4 zu sehen. Den Abschluss der linken Kammerreihe bildet der Portallöwe SKr 19, der ebenfalls nur in wenigen Teilen erhalten ist. Der Kopf fehlt, ein aufgelesenes Fragment des Oberkiefers mit Zähnen und Nasenlöchern ist im lokalen Museum ausgestellt. Alle vorhandenen Teile des Tieres sind von der Hieroglypheninschrift Ho 7 bedeckt. Im rechten Winkel zum Löwen ist ein letzter Stein SKr 20 aufgestellt, der auf zwei Seiten Reliefs trägt. Auf der Schmalseite ist ein Mann mit einem Stab in der Hand abgebildet, auf der Breitseite Teile eines Rindes und Reste eines weiteren Tieres.

Reliefs der rechten Kammer des Südtores
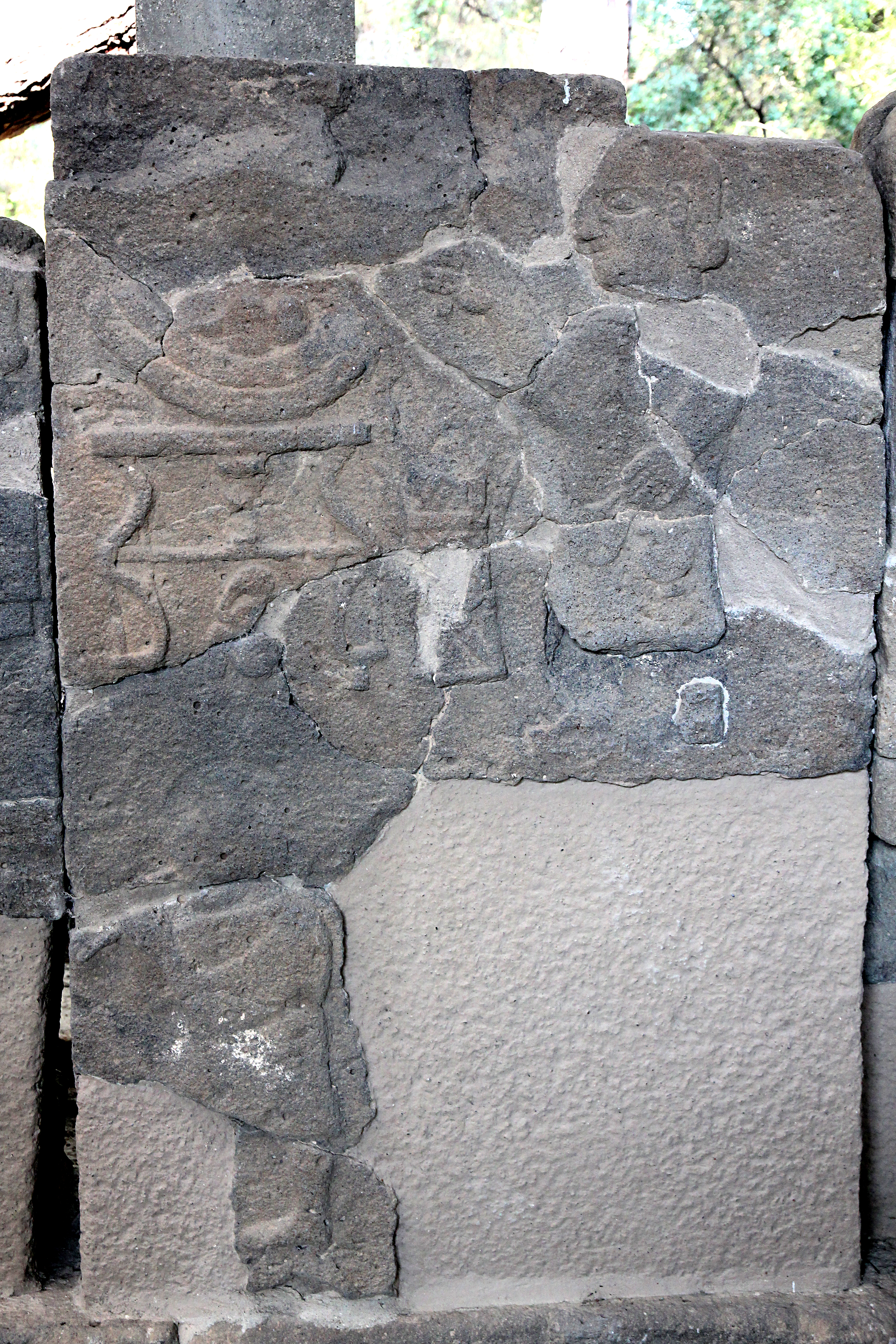
Relief SKr 15
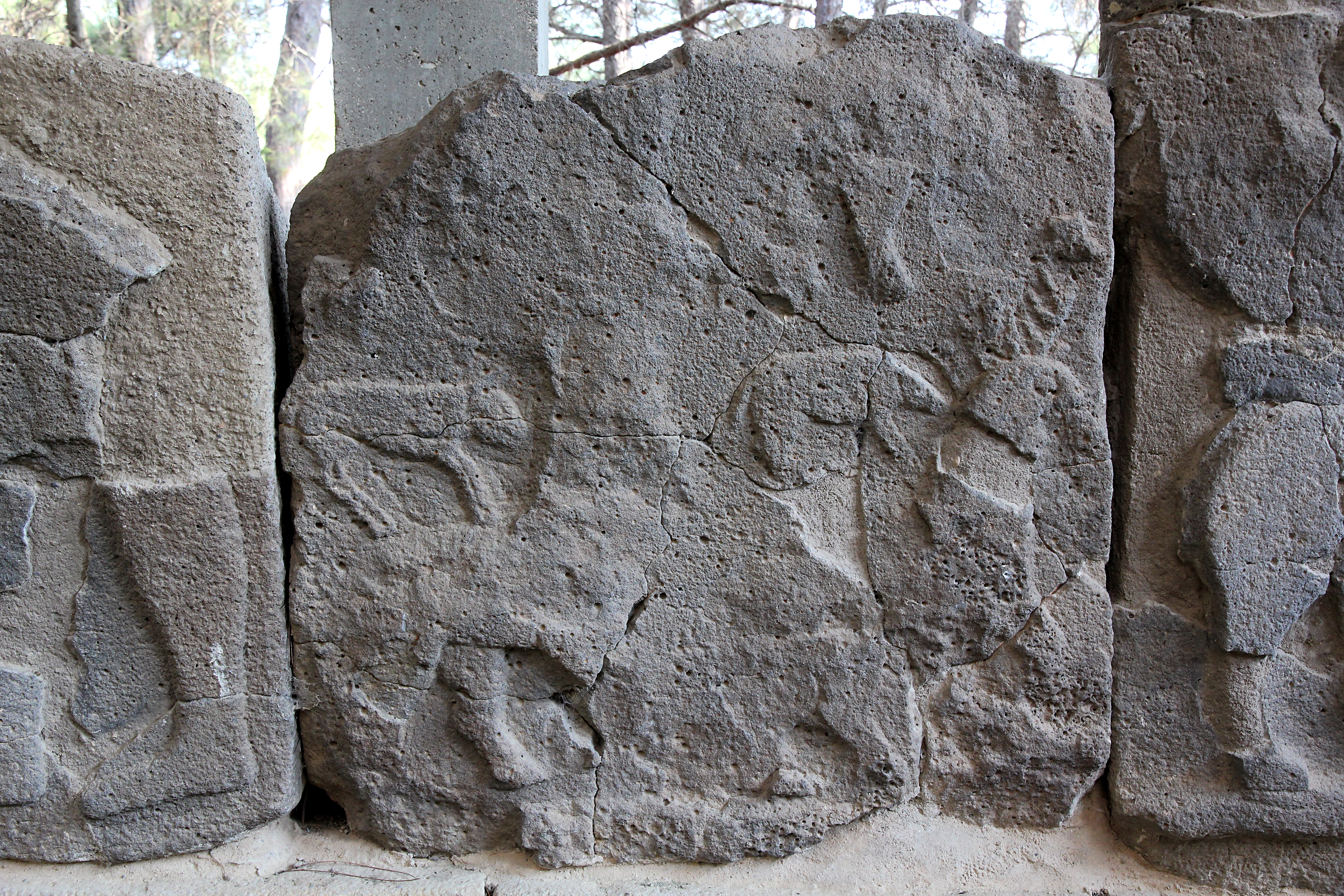
Reliefs SKr 11 bis 9
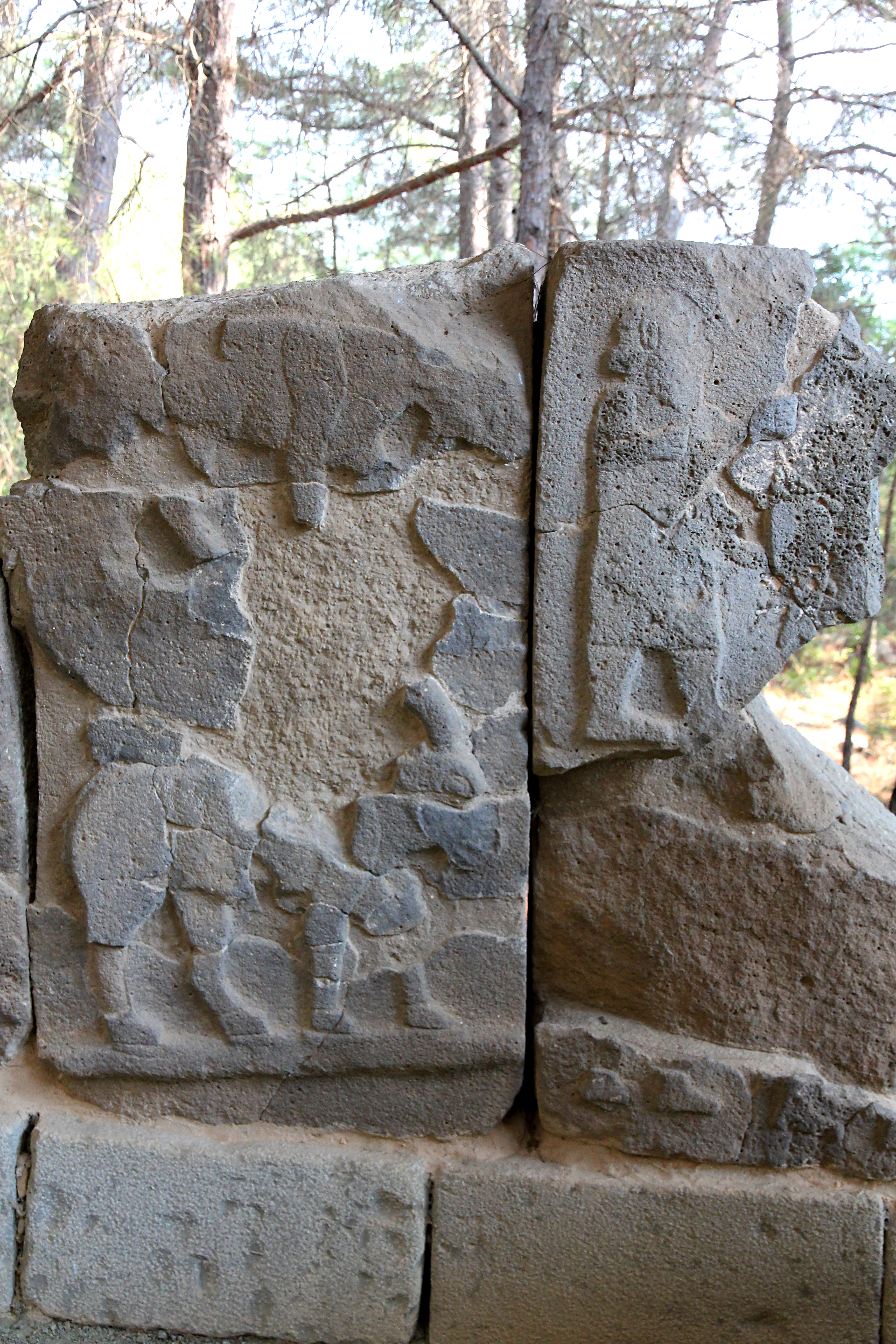
Reliefs SKr 9 und 8
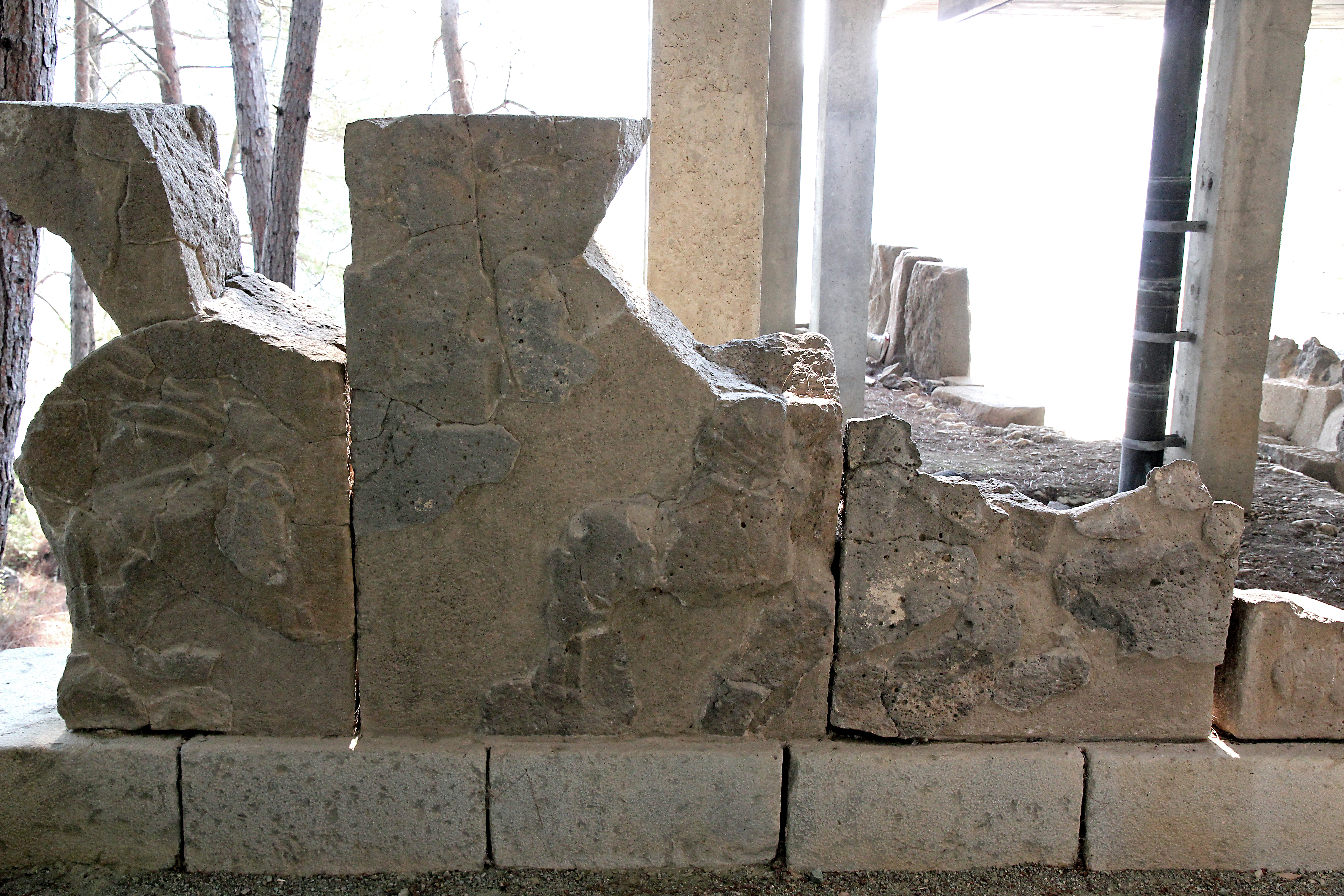
Reliefs SKr 7 bis 5

##### Linke Torkammer

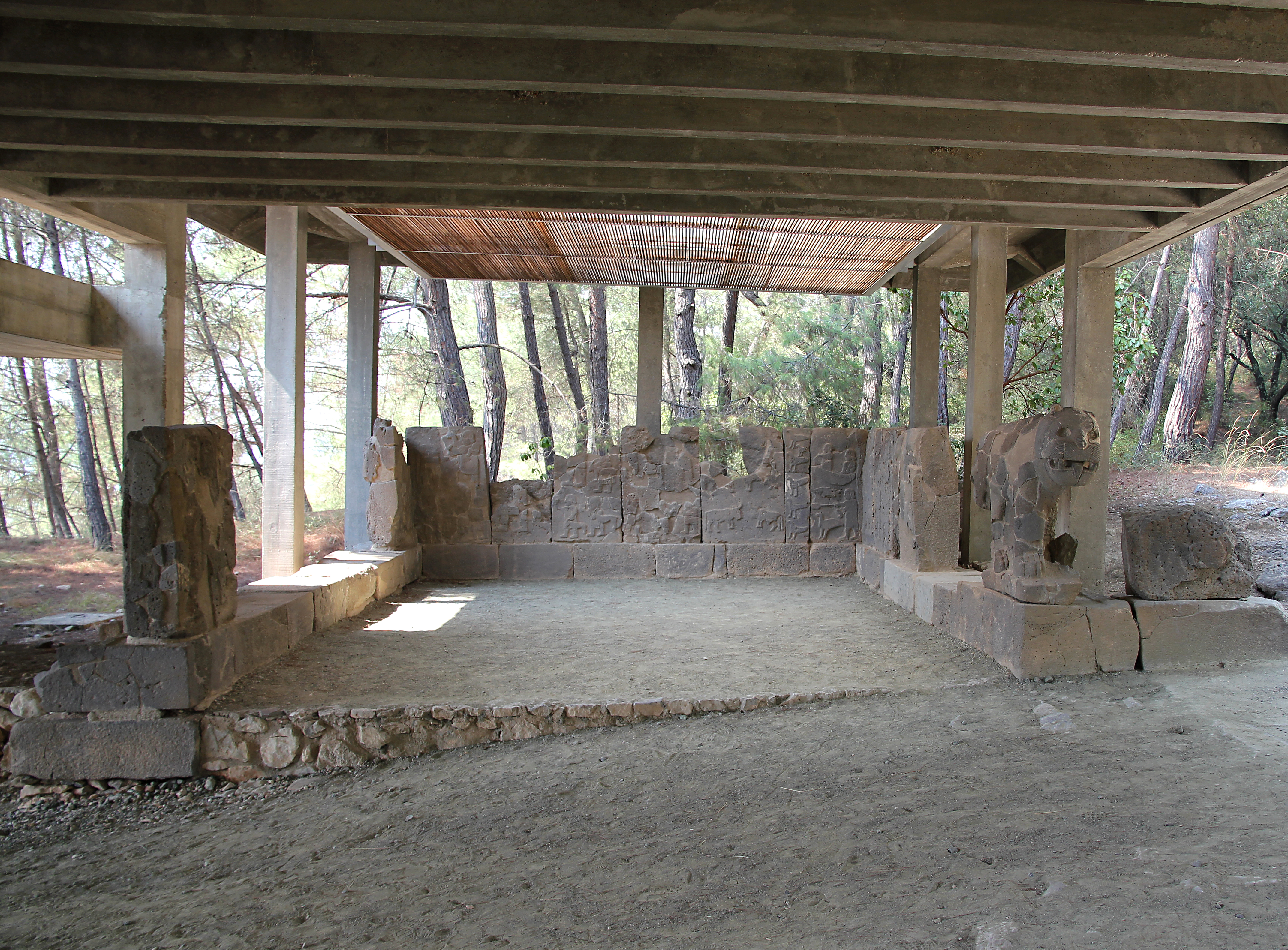
Linke Kammer

Von der linken Torkammer waren zumindest die Sockel in situ erhalten, weshalb die Aufstellung der Reliefs als gesichert gilt.
Die Kammer beginnt auf der linken Seite mit dem Eckstein SKl 1, der sowohl auf der Schmal- als auch auf der Breitseite Reliefs in schlechtem Erhaltungszustand trägt. Auf der breiten Seite ist eine große männliche Figur mit Bogen abgebildet, vor ihr ein Hund, von dem nur der vordere Teil vorhanden ist, darunter ein weiteres Tier. Links hält ein kleinerer Mann Pfeile bereit, darüber sind ein Vogel und zwei Hunde zu sehen. Vermutlich stellen die Gestalten einen Jagdgott mit seinem Gehilfen dar. Auf der Schmalseite ist ebenfalls eine kleinere Gestalt eingemeißelt, vielleicht ein weiterer Jagdgehilfe. Hunde sind auch auf SKr 10 als Jagdhelfer eingesetzt. Die Steine SKl 2 bis SKl 6 fehlen gänzlich. Auf dieser Kammerseite steht einzig noch SKl 7, auf dem eine große, nach links gewandte Figur abgebildet ist, davor eine ihn anblickende, wesentlich kleinere. Der Große, also der Gott, trägt ein reich geschmücktes Gewand mit Fransen und einer Bordüre aus Rosetten und Quadraten, vergleichbar dem des Königs Warpalawa auf der in Kemerhisar, dem luwischen Tuwana, gefundenen sogenannten Stele von Bor und desselben Königs auf dem Felsrelief von İvriz. Im Unterschied zu den beiden erwähnten Darstellungen ist es allerdings hier der Gott, der das geschmückte Gewand trägt. Die kleinere Gestalt wäre demnach der von diesem beschützte Herrscher.
Die drei ersten Orthostaten der Rückwand SKl 8 bis SKl 10 stellen zusammen einen Opferzug dar, der sich wohl nach links auf den Gott von SKl 7 zubewegt. Von SKl 9 fehlt die obere Hälfte, bei SKl 10 etwa ein Drittel. Auf dem ersten, SKl 8, sind in zwei Zonen je zwei Männer zu sehen. Der linke obere hält einen Stab, der nächste trägt eine Ziege auf den Schultern. Unten führt der vordere Mann eine Ziege am Strick, der hintere trägt ein Tier, von dem große Teile fehlen. Auf SKl 9 ist nur noch der untere Teil eines Mannes erkennbar sowie dahinter Reste eines Tieres. SKl 10 ist wiederum zweizonig gestaltet mit zweimal zwei Männern, von denen der linke obere etwas größer und nur zur Hälfte erhalten ist. Der ihm folgende trägt eine Ziege auf beiden Händen. Die beiden unteren führen jeweils eine Ziege, einer hält eine Schale in der Hand, der andere einen nicht erkennbaren Gegenstand. Das stark fragmentierte Relief SKl 11 zeigt in zwei Zonen Reste von fünf Männern und im oberen Bereich Teile eines nicht näher zu deutenden Möbelstückes, ähnlich denjenigen aus SVl 3. Beidseitig des Möbels steht jeweils eine Gestalt. Im unteren Bereich sind Teile von drei Männern zu erkennen, die beiden linken nach rechts, der dritte nach links gewandt. Nur vom linken ist der Kopf erhalten. Die Bedeutung der Szene lässt sich nicht rekonstruieren. Ebenso unklar ist die Bedeutung der nächsten Abbildung auf SKl 12. Man sieht unten zwei antithetische Stiere, darüber die Füße von zwei weiteren Tieren, möglicherweise Löwen. Auf dem aus zwei Blöcken bestehenden, gut erhaltenen Binder SKl 13 sind übereinander fünf große und ein kleinerer Vogel abgebildet. Sie sind wahrscheinlich der Vogeljagdszene auf dem folgenden SKl 14 zuzuordnen. Dieses ist in zwei Bereiche geteilt, im oberen ist ein einfaches, unten rundes Boot abgebildet, in dem sich zwei nach links gewandte Männer befinden. Der vordere, stehende hält ein Fanggerät, vergleichbar dem in SKr 17 gezeigten Lockvogelkäfig. Der hintere sitzt und hält ein Paddel. Unter dem Boot schwimmt ein nicht identifizierbarer Fisch mit zwei Flossen am Rücken und zwei am Bauch. In der unteren Szene steht rechts ein Mann mit einem Fanggerät in der Hand. Der Vergleich mit NKl 10 lässt auf einen Netzschläger schließen. Das halbrunde Gerät in der anderen Hand lässt sich nicht bestimmen. Er versucht, einen vor ihm stehenden Vogel zu fangen. Dieser hat einen großen Körper, lange Beine und einen geraden Schnabel. Nach Auskunft des Ornithologen Hans Deetjen könnte es sich, wie bei den Vögeln auf SKl 13, um einen Frankolin handeln.
Die auf der rechten Kammerseite folgenden drei Reliefsteine SKl 15 bis SKl 17 zeigen eine Prozession von vier Göttern der Felder und Fluren sowie zwei menschliche Gestalten. Auf dem ersten Bild steht rechts der nach links gewandte Gott, er hält in der Linken einen Hasen an den Hinterläufen und in der Rechten einen Vogel. Er entspricht der Darstellung auf SVl 4. Vor ihm steht, ihn anblickend, eine kleinere Figur, die dementsprechend den Herrscher zeigen dürfte. Der Raupenhelm und der Speer in der Hand weisen ihn hier als Heerführer aus. Im nächsten Bild geht dem gleichartig gezeigten Gott eine kleine Gestalt voraus, möglicherweise ein Gehilfe. Das dritte Bild zeigt zwei dieser Götter, ebenfalls mit Hase und Vogel, die den Zug abschließen. Eine gleichartige Prozession von Feldgöttern ist auf einer Siegelabrollung aus Kültepe zu sehen. Die Steine SKl 18 bis SKl 20 fehlen. Die Kammerseite wird abgeschlossen von dem stark fragmentierten Portallöwen SKl 21. Am Kopf sind alle Zähne einschließlich der Reißzähne erhalten, dazwischen hängt die dreieckige Zunge aus dem aufgerissenen Rachen. Rechtwinklig dazu steht, entsprechend dem gegenüberliegenden SKr 20, ein letzter Orthostat SKl 22. Von dem zweiseitig bearbeiteten Eckstein sind nur drei Fragmente vorhanden. Auf der Breitseite sind nur der Kopf und Teile der Schulter einer nach links gerichteten großen Figur zu erkennen, auf der Schmalseite Reste des Gesichts einer linksgewandten großen Gestalt.

Reliefs der linken Kammer des Südtores
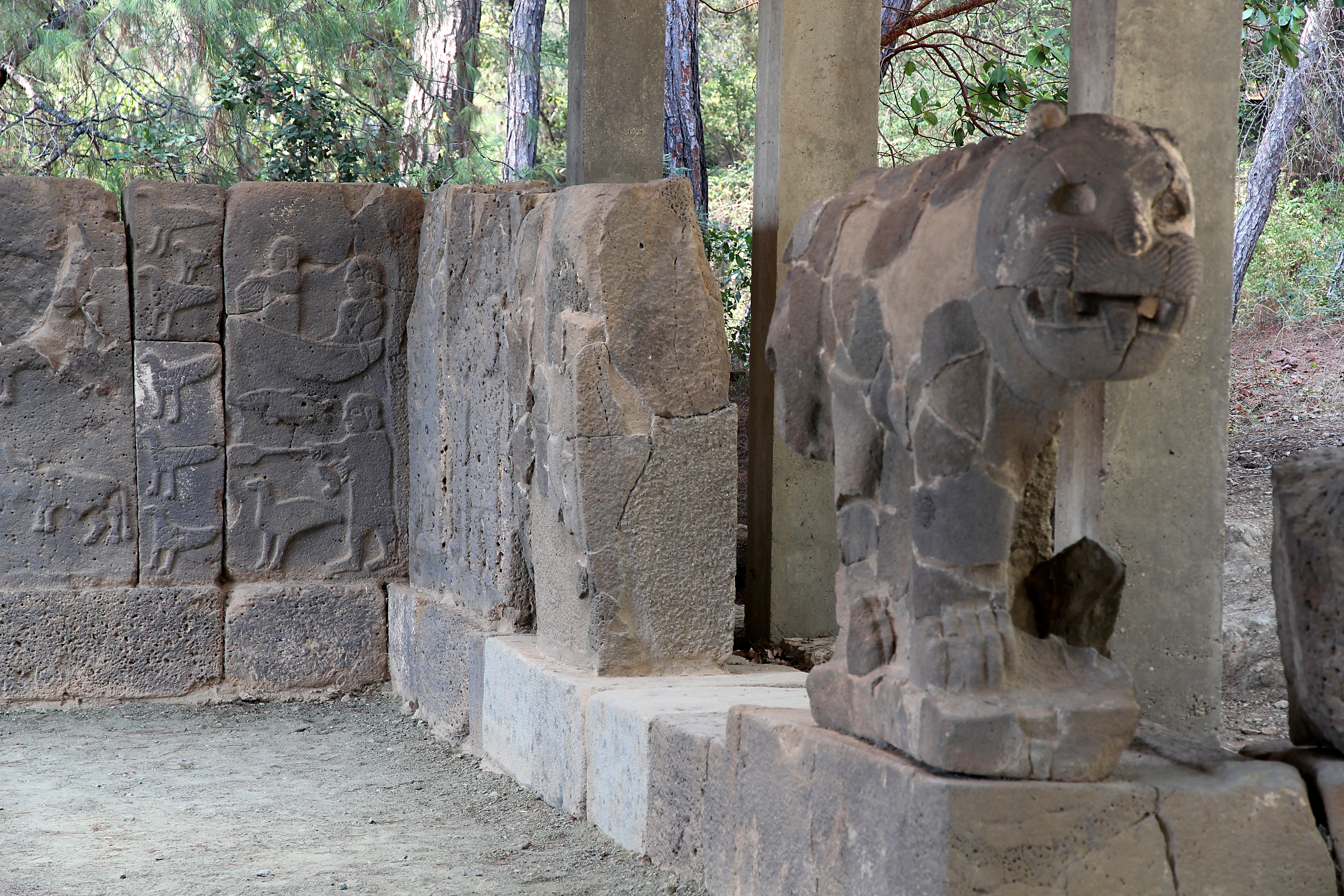
Reliefs SKl 12 bis 21
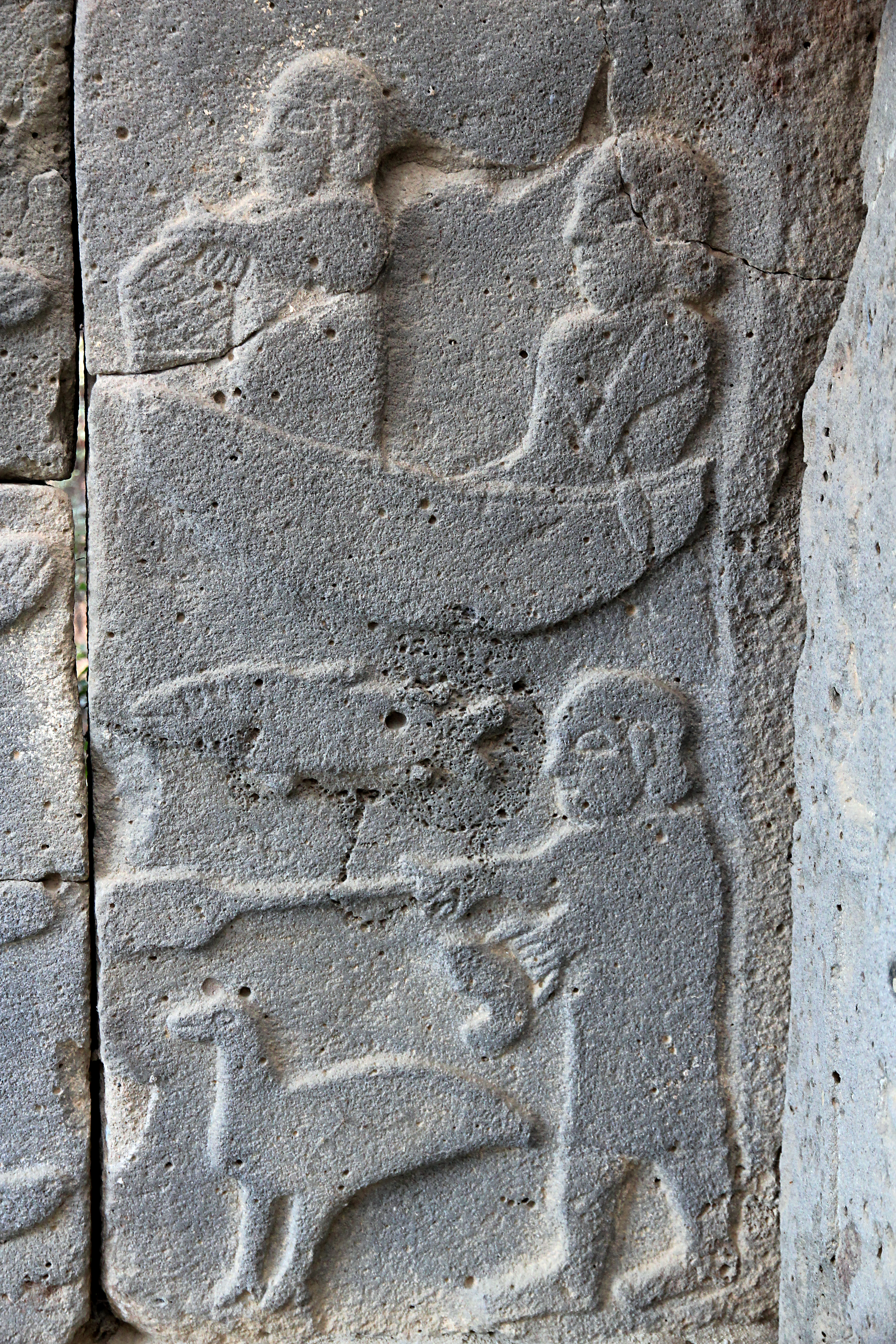
Relief SKl 14
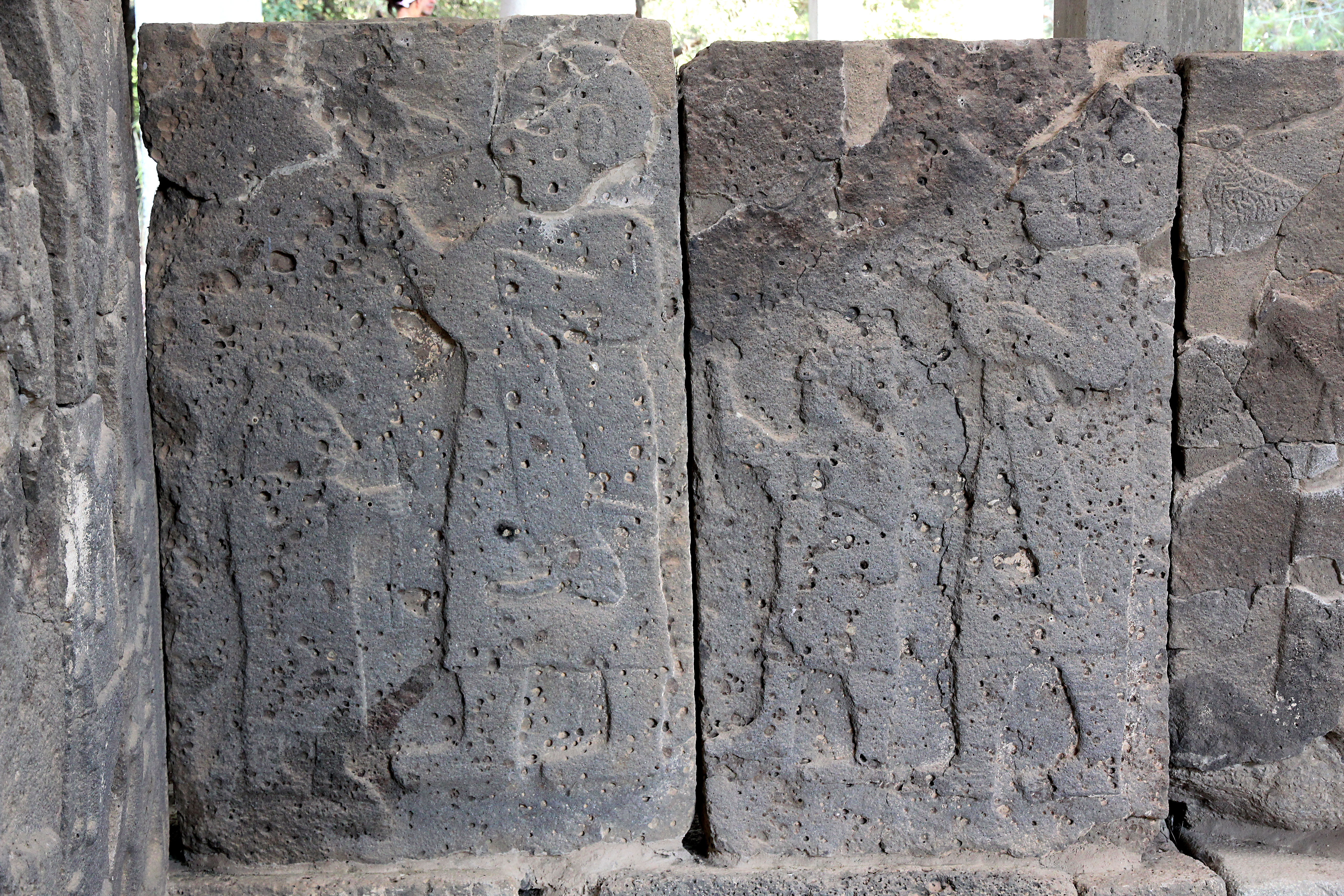
Reliefs SKl 15 und 16
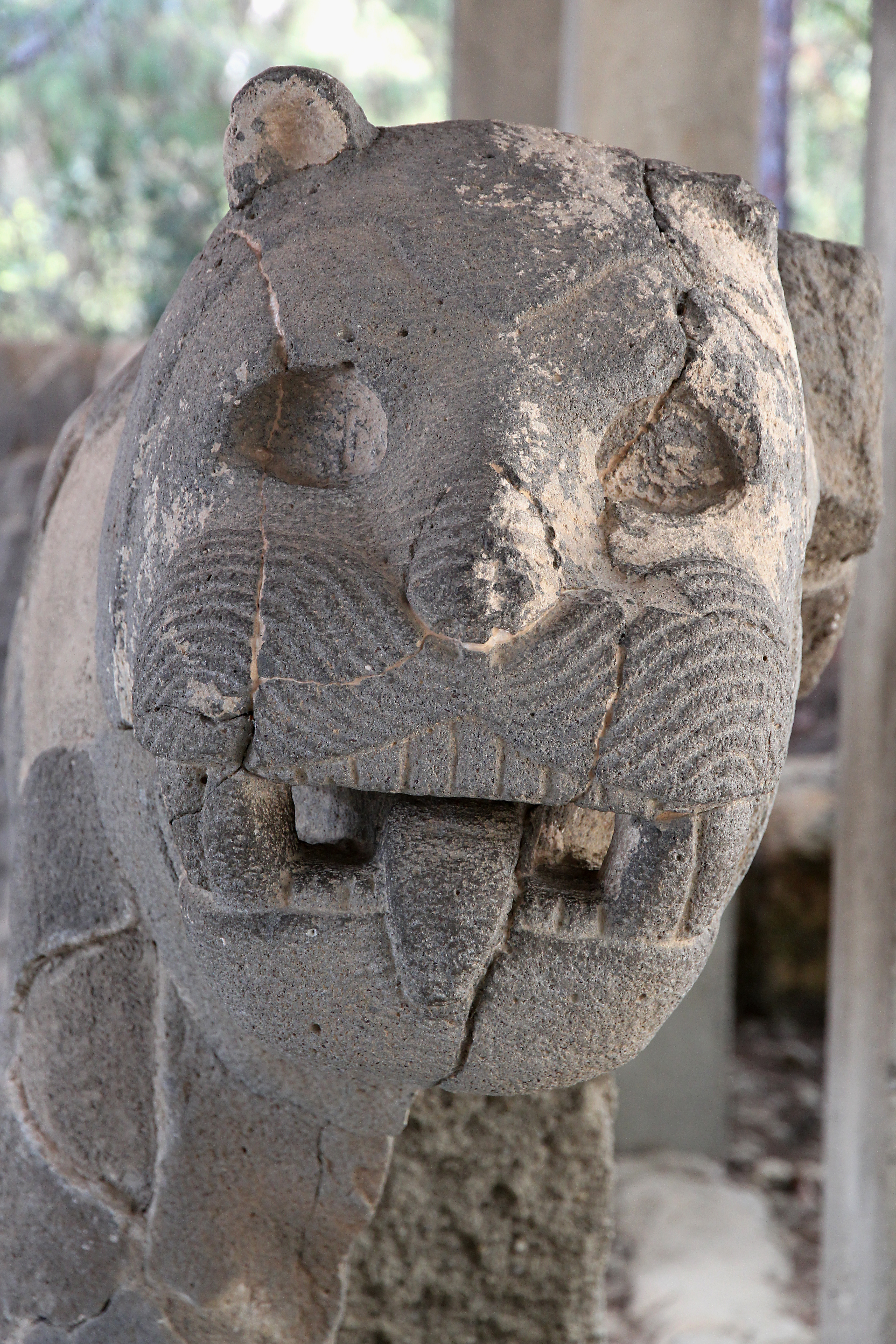
Portallöwe SKl 21

#### Statue des Wettergottes

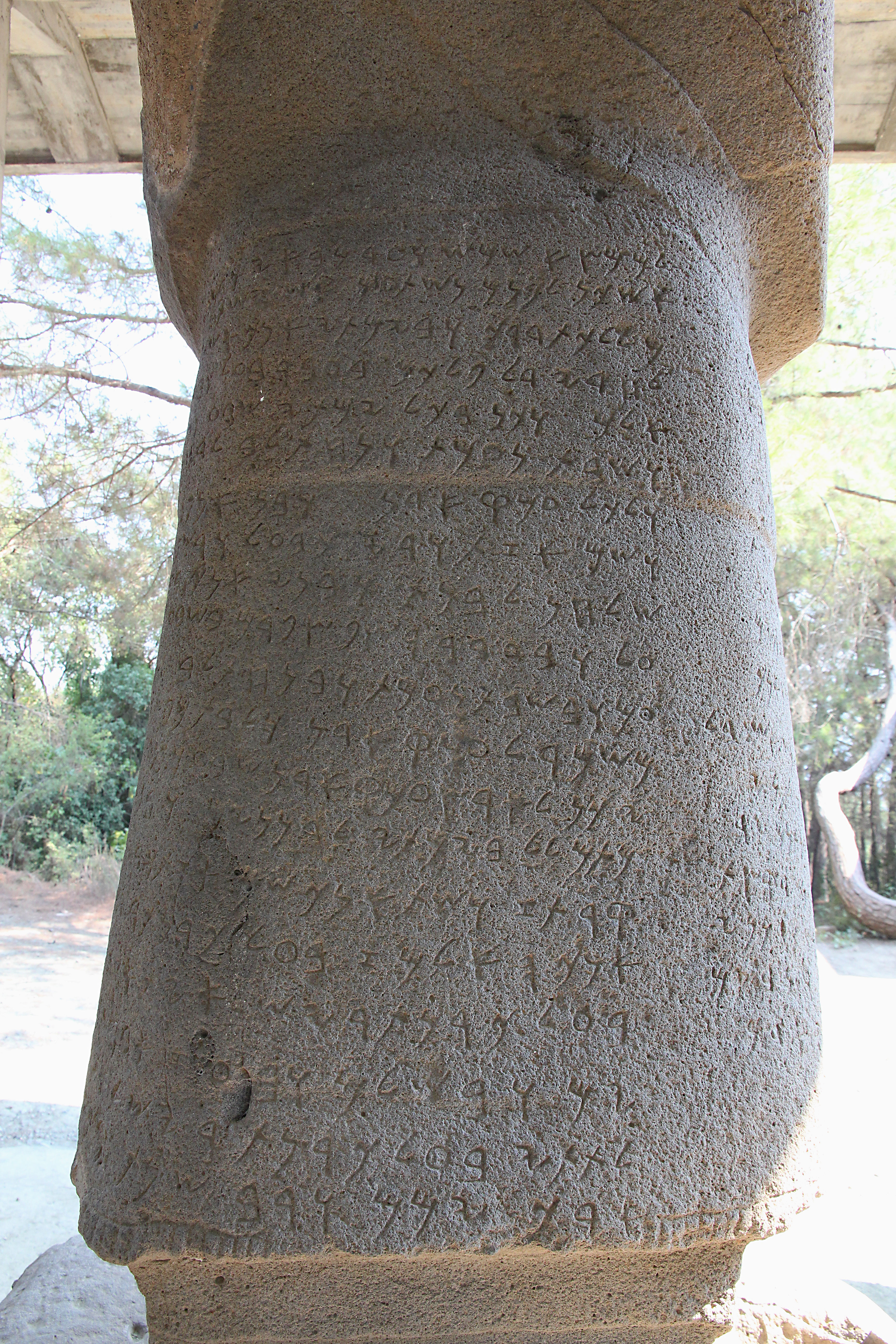
Phönizische Inschrift auf der Rückseite der Statue

Etwa sechs Meter nordöstlich des Südtores im Innenraum der Festung steht die Statue des Wettergottes. Durch eine in den gewachsenen Felsen eingearbeitete Mulde ist der Platz als ursprünglicher Standort gesichert. Das überlebensgroße Standbild steht auf einem Stiersockel von etwa 1,3 × 1,0 Metern und erreicht damit eine Höhe von über drei Metern. Der Gott trägt ein knöchellanges Gewand mit Fransen am unteren Rand, darüber ein eng um den Körper gewickeltes Tuch und auf dem Kopf eine Kappe mit hochgebundenen Ohrenklappen und einer Randborte. Die Arme sind angewinkelt, in den Händen hält er zwei abgebrochene, nicht erkennbare Gegenstände. Das fehlende Gesicht wurde 1988 von Nezar Özatay nachmodelliert, einem Bildhauer und Restaurator des Zentrums für Restaurierung und Konservierung der Generaldirektion für Altertümer und Museen in Istanbul.
Der in die Bodenmulde eingelassene Stiersockel hat ein viereckiges Loch, in das der Zapfen der Statue eingepasst ist. An den Seiten sind im Relief zwei Stiere, die bekannten Attribute des Wettergottes, zu sehen, die Köpfe sind plastisch und stark verwittert. An der Frontseite werden sie von einem, ebenfalls im Relief gearbeiteten, Mann mit beiden Armen an den Köpfen gehalten. Sein Kopf fehlt.
Der gesamte Unterkörper der Figur sowie Rücken und Seite des linken Tieres sind mit der phönizischen Inschrift PhSt/CV bedeckt. Laut deren Text handelt es sich bei der dargestellten Gottheit um Baʿal-KRNTRYŠ.

## Anordnung und Ikonografie der Bildwerke
Die größte Gruppe der Darstellungen nehmen die Götter ein, zu erkennen an ihrer die gesamte Reliefhöhe einnehmende Größe. Die Kennzeichnung durch Hörner, die sonst aus dem altorientalischen Bereich bekannt ist, ist hier nicht anzutreffen. Einige der Götter sind in der Inschrift namentlich genannt, es finden sich Götter des gesamten in Azatiwataya verehrten luwischen Pantheons. Dazu gehören Götter der Feldfluren, Götter der Jagd (möglicherweise der Herr des Bogens Jarri auf NVr 4, der mit Apollon in Verbindung gebracht wird) und ein Schutzgott der Viehherden, der Ziegenträger auf NVr 11. Der höchste Gott im anatolischen Pantheon, der Wettergott Tarhunza oder Teššub, ist möglicherweise der männliche Gott der Göttertrias auf NKr 11. Zur nächstgrößten Gruppe der mythischen Wesen gehören der mehrfach dargestellte Bes, der vogelköpfige Genius auf NVr 9, Stiermenschen auf SVr 4 sowie die antithetischen Krieger und Tänzer. Die Abbildung der Tötung des Ḫumbaba aus dem Gilgameschepos und die am Baum stehenden Ziegen müssen ebenfalls dieser Gruppe zugeordnet werden. Zu der Gruppe der Bilder aus dem Bereich der Sterblichen gehören Darstellungen der Herrscher, Opfer- und Festmahlszenen einschließlich Bildern von Musik und Tanz, Jagd- und Vogelfangszenen, Wagenszenen und schließlich Reliefs, die möglicherweise auf historische Begebenheiten Bezug nehmen, wie beispielsweise die Audienz von NKr 3 und die Schiffsszene NKr 19. Zu den Herrscherbildern muss festgestellt werden, dass wegen der fehlenden Beischriften keine der Figuren sicher mit einem bestimmten Regenten identifiziert werden kann.
Zahlreiche Teile der Reliefs fanden sich in situ, bei anderen konnte aufgrund von Stoßfugen und Sockeln die Aufstellung erschlossen werden. Aus der Anordnung lässt sich ein grobes inhaltliches Konzept erkennen, bei der die Welt der Götter und deren mythologisches Umfeld, jeweils auf der rechten Seite, den rituellen Handlungen der Sterblichen auf der linken Seite gegenübergestellt wird. Ob die Bildwerke zu Zwecken der Verehrung – der Götter oder der Herrscher – geschaffen wurden, oder um die Burg betretenden Fremde zu beeindrucken, oder mit anderen, unbekannten Zielen aufgestellt wurden, kann nur spekuliert werden. Lediglich bei einigen Figuren wie dem dreifach auftretenden Bes, dem geflügelten Genius NVr 9 oder den Portallöwen und den Sphingen kann man von einer Schutz- beziehungsweise Wächterfunktion ausgehen.
Der Ursprung der Bildmotive findet sich vor allem im altanatolischen und mesopotamischen Raum, aber auch Einflüsse aus dem phönizischen sowie dem westlichen, also griechischen und kretischen Kulturkreis sind zu erkennen.

## Die Inschrift

Ausschnitt aus dem Hieroglyphentext der Inschrift:
In my days I extended the Adanawean frontiers on the one hand towards the West and on the other hand towards the East (Englische Übersetzung nach J. D. Hawkins)

Azatiwada war ein von Awariku (Urikki), König von Qu'e und Adana in Kilikien und Vasall von Tiglat-Pileser III. (745 bis 726 v. Chr.), eingesetzter Herrscher, im phönizischen Text als abarakku bezeichnet, was Edward Lipiński mit Wesir übersetzt. Der Text ist ein autobiografischer Bericht über seine Verdienste um das Reich von Adana, wo er der Inschrift zufolge die Nachkommen von Awariku inthronisiert hat. Er leitet im Text seine Abstammung vom Haus des Mukasa (Luwisch mu-ka-sa-sa-na DOMUS-ni-i, Phönizisch LBT MPŠ) her, was von einigen mit dem griechischen Seher Mopšos gleichgesetzt wird.
Auszug

„Ich bin Azatiwada, Wesir des Baal, Diener des Baal, den Awariku, König der Adanaer, groß gemacht hat. Baal machte mich den Adanaern zum Vater und zur Mutter. Ich ließ aufleben die Adanaer. Ich breitete das Land der Ebene von Adana aus vom Aufgang der Sonne bis zu ihrem Untergang. Und in meinen Tagen hatten die Adanaer alles Gute und Vorratsfülle und Wohlstand. Und ich füllte die Speicher von Paʿr. Und ich fügte Pferd zu Pferd und Schild zu Schild und Heer zu Heer nach des Baal und der Götter Willen. Und ich zerstörte die Räuberhöhlen und trieb jeden Bösewicht aus, der im Lande war […].“

König Awariku ist der Urheber der 1997 gefundenen Bilingue von Çineköy, in der er seine Abstammung ebenfalls auf Mopsos zurückführt.

## Neuere Deutung
Der Literaturwissenschaftler und Schriftsteller Raoul Schrott vertritt die umstrittene These, dass Homer als griechischer Schreiber in Diensten der Assyrer in Karatepe gelebt habe. In dessen Landschaftsbeschreibungen von Troja und der Troas sieht er deutliche Ähnlichkeiten mit der Umgebung des Karatepe. Er schließt, dass Homer den bekannten trojanischen Sagenkreis an die dortigen Gegebenheiten angepasst habe. Auch in den Reliefs der Toranlagen meint er zahlreiche Ereignisse und Personen der Ilias erkennen zu können. Von der Mehrheit der Wissenschaftler werden Schrotts Thesen abgelehnt.